# 明治大学の人物一覧
明治大学の人物一覧（めいじだいがくのじんぶついちらん）は明治大学に関係する人物の一覧を記す。
※数多くの卒業生・関係者が存在するためウィキペディア日本語版内に既に記事が存在する人物のみを記載する。

## 創設者
- 岸本辰雄
- 宮城浩蔵
- 矢代操

## 校長・学長・総長
- 岸本辰雄（校長：1888-1912） - 創立者の筆頭、司法省法学校第一期生、大審院判事、東京弁護士会長、商法、会社法、破産法 編纂委員、民商法施行取調委員、法典調査会委員
- 木下友三郎（校長：1912-1920、学長：1920-1921、総長：1934、1938-1939） - 名誉顧問、行政裁判所部長
- 富谷鉎太郎（学長 1921-24） - 第10代大審院院長（最高裁判所長官）、東京控訴院院長、貴族院勅選議員、法学博士
- 横田秀雄（学長：1924-32、総長：1932-34） - 第12代大審院院長（最高裁判所長官）、法学博士
- 鵜澤總明（総長：1934-38、43-46、49-56、理事長：1951-52） - 極東国際軍事裁判日本側弁護団長、衆議院議員、貴族院議員、第一東京弁護士会長、法学博士
- 志田鉀太郎（総長：1940-43） – 日本保険学会創立、清国の招聘により商法編纂
- 近藤民雄（総長：1946-49） - 弁護士、総長兼理事長、法学博士
- 春日井薫（学長：1951-53、総長：1968-72） - 経済学者、商学部長、叙正四位、勲二等旭日重光章、商学博士
- 小島憲（学長：1953-56、総長：1980-84） - 明治大学法学部・政治経済学部教授、社団法人地方自治問題研究所長、社会政策学会代表幹事、経済学博士
- 武田孟 （学長：1958-60、総長：1958-60、64-68、76-77） - 明治大学商学部教授、札幌大学名誉学長、日本学生野球協会会長、勲二等旭日重光章
- 小出廉二（学長：1960-67） - 法学者、法学部長、旭日重光章、法学博士
- 佐々木吉郎（総長：1960-64） - 明治大学経営学部創設、大学設置審議会会長、日本経営学会・日本経済政策学会・日本会計研究学会創設、商学博士
- 斎藤正直（学長：1974-80） - 明治大学教授、文芸科卒、フランス文学
- 麻生平八郎（総長：1977-80） - 商学部教授、日本海運経済学会会長、日本交通学会会長、勲二等旭日重光章、商学博士
- 島田正郎（総長：1984-92） - 大学院長、法学部長、法制史学会理事、東洋法制史、法学博士
- 山本進一（学長：1980-88） - 裁判官、法学部長、日本私法学会理事、司法試験委員、明治大学法曹会長、民法学、法学博士
- 木村礎（学長：1988-92） - 文学部教授、日本史学、文学博士
- 岡野加穂留（学長：1992-96） - 政経学部長、大学基準協会副会長、アジア欧州会合（ASEM）日本代表
- 宮崎繁樹（総長：1992-96） - 弁護士、法学部長、国際人権法学会理事長、勲二等旭日重光章、国際法学、法学博士
- 戸沢充則（学長：1996-2000） - 文学部長、考古学博物館長、文学博士
- 栗田健（総長：1996-2004） - 商学部長、経済学博士
- 山田雄一（学長：2000-04） - 経営学部長、元人事院、フランス国家功労勲章
- 納谷廣美（総長 兼 学長：2004-08、学長：2008-2012） – 法学部長、東大修士（総代）、大学基準協会会長、フランス国家功労勲章オフィシエ、民事訴訟法
- 土屋恵一郎（学長：2016-2020） - 法学者、演劇評論家、観世文庫理事、北京大学日本文化研究所顧問、法哲学、博士（法学）
- 大六野耕作（学長：2020-） - 政治経済学部教授、比較政治学

## 教員

### 名誉校員
- 大木喬任 - 明治の元勲、明治六大教育家の一人、伯爵、東京府知事、元老院議長、枢密顧問官・議長、文部卿（近代学制制定）、民部卿、教部卿、司法卿等
- 鶴田皓 – 大審院検察長（検事総長）、元老院議官として「国憲按」の起草に参加した他、陸軍刑法、海軍刑法、旧商法など多くの法案の起草に参加
- 箕作麟祥 - 啓蒙思想家・法学者、元老院議官、司法次官、男爵、勅選貴族院議員、第2代行政裁判所長官
- 名村泰蔵 – 大審院検事長、大審院長心得、貴族院議員
- ギュスターヴ・エミール・ボアソナード - 太政官法制局御用掛、元老院御用掛、外務省事務顧問
- 山田顕義 - 伯爵、陸軍中将、初代司法大臣、工部卿、内務卿

### 創立期の主な講師
- 西園寺公望 - 明治の元勲、公家、第12・14代内閣総理大臣、明治大学創設に関与
- 光妙寺三郎 - 外務官、大審院検事、帝国議会議員
- 磯部四郎 - 大審院判事・検事、東京弁護士会会長、衆議院議員、貴族院議員
- ジョルジュ・アペール - 司法省の法律顧問兼法学教師
- アレッサンドロ・パテルノストロ（ローマ大学卒、司法省法律顧問）
- ルイ・アドルフ・ブリデル（スイス出身、東京帝国大学教授）
- 杉村虎一 - 明治法律学校理事、ドイツ大使、スウェーデン公使
- 井上正一 - 大審院判事、衆議院議員、明治法律学校教頭・商議員、法学博士
- 熊野敏三 - 旧民法編纂者、大審院判事、明治法律学校教頭
- 木下哲三郎 - 司法省参事官、大審院判事
- 加太邦憲 - 大阪控訴院長、貴族院議員
- 富谷鉎太郎 - 第10代大審院長、東京控訴院長、貴族院勅選議員
- 横田秀雄 - 第12代大審院長（最高裁判所長官）、帝国学士院会員
- 穂積陳重 - 民法典の起草者、枢密院議長、帝国学士院院長、貴族院議員、男爵
- 霜山精一 - 第19代大審院長、最高裁判事、貴族院議員
- 一瀬勇三郎 - 広島控訴院長、函館控訴院長
- 井上操 - 大阪控訴院判事、関西大学創立者
- 加太邦憲 - 大阪控訴院長、貴族院議員
- 河村譲三郎 - 司法次官、大審院部長、貴族院議員、日本初の法学博士
- 高木豊三 - 司法次官、貴族院勅選議員、明法会結成、法学博士
- 掛下重次郎 - 大審院判事、大審院検事
- 木下廣次 - 京都大学初代総長、文部省専門学務局長、貴族院議員、法学博士
- 岡村輝彦 - 大審院判事、中央大学設立者の一人、法学博士
- 長谷川喬 - 東京控訴院長、大審院部長、法典調査会主査委員
- 小宮三保松 - 李王職次官、大審院検事、法典調査会委員、錦鶏間祗候
- 安達峰一郎 - 国際法学者、国際連盟総会日本代表、常設国際司法裁判所所長、フランス大使、法学博士
- 秋山雅之介 - 外交官、青島守備軍民政長官、朝鮮総督府司法部長官、法政大学学長、法学博士
- 今村和郎 - 貴族院勅選議員、内務省取調局長・法制局（内閣法制局）部長
- 乗竹孝太郎 - 経済学、明治期の指導的評論家、『東京経済雑誌』社長
- 長島鷲太郎 - 衆議院議員、司法省、東京弁護士会会長、法学博士
- 野沢武之助 - 国際法、大韓帝国法学校長
- 小池靖一 - 経済学、衆議院議員（立憲政友会）、貴族院勅選議員

### 著名教員（元教職員）

#### 社会科学
- 赤松要 - 経済学者、経済学博士
- 青柳幸一 - 憲法、元新司法試験考査委員、法学博士
- 木村龜二 - 牧野英一と並ぶ主観主義刑法学の大家、法学博士
- 穂積重遠 - 女子部創設メンバー、最高裁判所判事、東宮大夫兼東宮侍従長、男爵
- 神川彦松 - 日本国際政治学会初代理事長、日本国際問題研究所初代所長、法学博士
- 吉野源三郎 - 昭和を代表する進歩的知識人、日本ジャーナリスト会議初代議長、岩波書店編集顧問、『君たちはどう生きるか』著者
- 本位田祥男 - 日本におけるヴェーバー社会学の初期の紹介者の一人、経済学博士
- 尾佐竹猛 - 大審院判事、明治文化研究会会長、法学博士
- 嘉山幹一 - 大審院判事
- 山中篤太郎 - 経済学、一橋大学学長、日本経済政策学会代表理事、日本中小企業学会会長、中央労働基準審議会会長、経済学博士
- 渡辺世祐 - 日本史学者、地方史研究協議会会長、文学博士
- 東郷茂徳 - 外務大臣、外務省欧米局長
- 植原悦二郎 – 政治学・比較憲法論、衆議院副議長、内務大臣、国務大臣、ロンドン大学博士号（Ph.D.）
- 岡田庄作 - 大審院判事、東京弁護士会会長、法学博士
- 土屋喬雄 – 経済学、旭日中綬章、日本学士院会員、経済学博士
- 藤本幸太郎 - 日本統計学会会長、日本初の商学博士
- 本多獅子太郎 - 経済史、経済学博士
- 五島茂 - 経済史学、現代歌人協会初代理事長、新興歌人連盟結成、短歌誌『立春』主宰、皇室の和歌指導等、経済学博士
- 五来欣造 – 政治学、文学者、読売新聞主筆、パリ講和会議随行、レジオンドヌール勲章、政治学博士
- 中村孝也 - 歴史学、日本学士院賞、宮中歌会始召人（昭和天皇・香淳皇后に進講）、文学博士
- 堀敏一 – 東洋史、東洋文庫研究員
- 佐野善作 – 会計、経済学、東京商科大学初代学長
- 關一 - 鉄道・経済政策、大阪市長、貴族院議員、法学博士
- 馬場鍈一 - 財政学、大蔵大臣、内務大臣、法制局長官、日本勧業銀行総裁
- 小村捷治 - 侯爵、貴族院侯爵議員
- 星野太郎 - 商品学
- 村瀬春雄 - 帝国海上保険副社長
- 横井時冬 - 商業史、文学博士
- 松村弓彦 - 環境法、医事法、民事法、博士（法学）
- 松平斉光 – 政治思想史、越前松平家、貴族院男爵議員、法学博士
- 小林丑三郎 – 財政学、経済学、元大蔵官僚、衆議院議員
- 遠藤源六 - 国際法、行政裁判所長官、枢密顧問官、法学博士
- 金井延 – 財政学、経済学、東京帝国大学初代経済学部長、七博士意見書、法学博士
- 田中貢 – 経済政策、社会政策、衆議院議員、内閣調査局参与、大日本産業報国会理事・国防経済研究所長、商学博士
- 日沖憲郎 – 刑法学者（改正刑法草案の作成等）、東京控訴院部長、弁護士、法学博士
- 田中惣五郎 – 近現代史家、毎日出版文化賞
- 米田實 - 国際問題評論家、東京朝日新聞社初代外報部長
- 倉塚平 - 宗教学、政治思想史学者
- 木下半治 – 政治学、明治大学理事、法学博士
- 丸山邦雄 – 経済学、旧満州在留日本人の祖国引き揚げ葫芦島在留日本人大送還に貢献
- 印南博吉 - 経済学・保険学、全国生活協同組合連合会初代理事長、商学博士
- 橋川文三 - 政治学・政治思想史研究者、評論家
- 山部俊文 - 経済法、一橋大学学長補佐・法学部長
- 加藤泰男 - 理論経済学、経済学博士
- 角谷光一 - 経営学部長・名誉教授、会計学者、経営学博士
- 森川八洲男 - 名誉教授、会計学者、元日本簿記学会会長、商学博士
- 関未代策 - 名誉教授、日本経済団体連合会設立の中心メンバー、経済学博士
- 中村賢一郎 - 経済学史、経済学博士
- 和田英夫 - 憲法・行政法、日本公法学会理事、駿河台大学学長、法学博士
- 松岡三郎 - 明大法学部長、明大理事、明大名誉教授、元内務省、法学博士
- 藤原弘達 - 政治学、評論家、TVパーソナリティ、政治学博士
- 蒲生正男 - 日本民族学会会長、政経学部長
- 岩内亮一 - 教育社会学者、名誉教授、経営学博士
- 上原行雄 - 法哲学、日本学術会議会員、一橋大学名誉教授・法学部長、法学博士
- 徳永豊 - マーケティング学者、明治大学名誉教授、商学部長、瑞宝中綬章
- 三宅正樹 - 歴史学、国際歴史学会理事、エラスムス賞、吉田茂賞、文学博士
- 神田信夫 - 東洋史学、日本学士院賞
- 椿寿夫 - 民法学、法制審議会民法部会委員、法学博士
- 池田一新 - 日本における独占経済学の第一人者、経済学博士
- 入江隆則 - 保守派の言論人（『正論』、『諸君!』）、亀井勝一郎賞
- 北島忠男 - 名誉教授、経営学、商学博士
- 三上富三郎 - 名誉教授、経営学、商学博士
- 水越潔 - 日本財務管理学会会長、経営学博士
- 武田英一 - 商学、台北高等商業学校校長
- 石井素介 - 経済地理学会会長
- 倉塚平 - 宗教・政治思想史
- 山口和雄 - 経済史、三井文庫館長、日本学士院会員、日経・経済図書文化賞、経済学博士
- 佐々木道雄 - 経営学、名誉教授、経済学博士
- 木村重義 - 日本会計研究学会元理事、国際経済商学学生協会元会長
- 嶌村剛雄 - 会計学、経営学博士
- 玉田弘毅 - 民法学者、明大法学部長、明大名誉教授
- 保住昭一 - 商法学者、明大法学部長、明大名誉教授
- 江守五夫 - 法社会学、民族学、法学博士・文学博士
- 田口富久治 - 資本主義国家論、民族問題、法学博士
- 小堀巌 - 地理学者、国連大学教授
- 小松俊雄 - 商法学者、明大法学部長、明大名誉教授
- 伊藤進 – 法学部長、法科大学院長、日本教育法学会会長、司法試験考査委員、博士（法学）
- 阿部純二 – 刑法、東北大学名誉教授
- 栗原彬 - 政治社会学、水俣フォーラム代表、日本ボランティア学会代表
- 竹内重年 – 憲法、参議院法制局参事、弁護士、博士（法学）
- 後藤昭八郎 – 経済政策、名誉教授、経済学博士
- 高木勝 - 理論経済学・経済政策、経済評論家、みずほ情報総研理事
- 笹川紀勝 - 憲法学、国際基督教大学名誉教授、法学博士
- 加藤泰男 - 名誉教授、理論経済学
- 栗本慎一郎 - 経済人類学者、衆議院議員
- 棚橋祐治 – 元通商産業省事務次官
- 角田由紀子 - イクオリティ・ナウ理事
- 松橋公治 - 経済地理学会会長
- 岩間昭道 – 憲法学、筑波大学大学院社会科学研究科教授、千葉大学大学院専門法務研究科長
- 菅野和夫 – 東大法学部長、中央労働委員会会長、労働政策審議会会長、労働政策研究・研修機構理事長、日本学士院会員
- 高橋和之 - 憲法学、東京大学名誉教授
- 野上修市 - 憲法学者、明大名誉教授
- 大野信三 - 社会経済学、経済学史
- 石川文吾 - 生命保険論、社会保険論、[[紀元二千六百年祝典記念章]]

#### 人文科学
- 夏目漱石 - 小説家、評論家、英文学者
- 上田敏 - 文学者、評論家、啓蒙家、翻訳家
- 山本有三 - 劇作家、小説家、帝国芸術院会員、貴族院勅選議員、参議院議員、文化勲章
- 菊池寛 - 小説家、ジャーナリスト、実業家、文藝春秋社・日本文藝家協会・芥川賞・直木賞設立
- 小林秀雄 - 文芸評論家、日本芸術院賞、日本芸術院会員、文化勲章
- 黒田清輝 - 帝国美術院院長、貴族院議員
- 大岡昇平 - 小説家、評論家
- 柳宗悦 - 民藝運動主唱者、文化功労者
- 深田康算 - 美学者、京都帝国大学教授
- 登張竹風 - ドイツ文学者、評論家
- 笹川臨風 - 評論家、俳人、歴史家
- 内海月杖 - 国文学者、歌人
- 佐々醒雪 - 俳人、国文学者
- 大町桂月 – 詩人、歌人、随筆家、評論家
- 友常穀三郎 - 日本英語学館教頭、実業家、衆議院議員
- 大類伸 - 英文学者
- 佐伯好郎 - 言語学者
- 樋口龍峡 - 評論家、社会学者、衆議院議員
- 長與善郎 - 作家、劇作家、評論家
- 斎藤野の人 - 評論家
- 小牧健夫 - ドイツ文学者、詩人
- 山本政喜 – 英文学者
- 渡辺世祐 - 日本史、文部省史料館評議員・地方史研究協議会会長
- 舟橋聖一 - 日本文芸家協会理事長、文化功労者、芥川賞選考委員
- 里見弴 - 小説家、川端康成らと鎌倉文庫創設に参加、文化勲章、日本芸術院会員
- 横光利一 - 小説家
- 今日出海 - 小説家、評論家、文化庁初代長官、国際交流基金初代理事長、文化功労者
- 豊島与志雄 - 小説家、翻訳家、仏文学者、児童文学者
- 中村光夫 - 文芸評論家、作家、芥川賞選考委員、日本藝術院賞、日本芸術院会員、日本ペンクラブ会長、文化功労者
- 萩原朔太郎 – 詩人
- 三好達治 – 詩人、芸術院賞、読売文学賞
- 佐藤正彰 – フランス文学者、読売文学賞
- 三枝博音 - 哲学者、鎌倉大学校（鎌倉アカデミア）第2代校長、日本科学史学会会長、横浜市立大学学長
- 桑原隲蔵 - 東洋史学者、帝国学士院賞
- 畑耕一 - 小説家、劇作家、作詞家
- 谷川徹三 - 哲学者、法政大学総長、日本芸術院会員
- 高橋健二 - ドイツ文学者
- 辰野隆 - フランス文学者、随筆家、文化功労者、日本藝術院会員
- 大熊栄 - イギリス文学者、翻訳家
- 丸野弥高 - 国文学者
- 藤沢衛彦 - 小説家、民俗学者、日本児童文学者協会会長、日本風俗史学会理事長
- 柴生田稔 – 歌人、国文学者、読売文学賞
- 岸田國士 – 劇作家・小説家・評論家・翻訳家・演出家、劇団文学座創立
- 獅子文六 - 小説家、劇作家、演出家、劇団文学座創立、日本藝術院賞、文化勲章
- 平野謙 - 文芸評論家、『近代文学』創刊メンバー
- 久生十蘭 - 小説家、演出家、直木賞
- 山田肇 - 人文科学研究所所長、築地小劇場代表取締役
- 山崎寿春 - 英文学者、学校法人駿河台学園創立者
- 泉靖一 - 文化人類学者、東京大学東洋文化研究所所長
- 岡田實麿 – 英語学者
- 岡田美知代 - 文学者
- 藤田美実 - 倫理学、明治教育史学者
- 小熊虎之助 - 心理学者、超心理学者、日本超心理学会初代会長
- 唐木順三 - 評論家、哲学者、思想家、筑摩書房設立、読売文学賞文芸評論賞、日本藝術院賞
- 齋藤磯雄 - 仏文学者
- 松平康昌 - 侯爵、貴族院議員、式部官長、越前松平家当主
- 木暮亮 - 独文学者
- 土屋文明 - 国文学者、歌人、日本芸術院会員、宮中歌会選者、文化勲章、東京都名誉都民
- 久保田万太郎 - 俳人、小説家、劇作家、日本演劇協会会長
- 井上光貞 - 国立歴史民俗博物館初代館長
- 谷川徹三 - 哲学者、日本芸術院会員
- 祖父江孝男 - 国立民族学博物館名誉教授、ノースウェスタン大学客員教授
- 藤懸静也 - 日本美術史学者、文化財審議会会長、文部省国宝鑑査官
- 浅井得一 - 日本地理教育学会会長
- 板垣鷹穂 - 美術評論家
- 大久保利謙 - 歴史学者、貴族院議員
- 久米正雄 - 小説家、劇作家
- 三宅周太郎 - 演劇評論家
- 渡辺一夫 - フランス文学者、パリ大学附属東洋語学校客員教授、読売文学賞、朝日賞
- 吉田甲子太郎 - 翻訳家、児童文学者
- 木下順二 - 劇作家、戯曲作家
- 小牧健夫 - ドイツロマン派文学研究の大家
- 渋沢孝輔 - 詩人、フランス文学者、ランボー・ボードレール研究、藤村記念歴程賞、高見順賞、萩原朔太郎賞
- 入沢康夫 - 詩人、フランス文学者
- 後藤守一 – 明大考古学研究室創設メンバー、日本古代文化学会創設、日本考古学界の顔
- 山本健吉 - 日本文藝家協会会長、文化勲章、第三の新人提唱者
- 浅井得一 - 地理教育学、日本地理教育学会会長
- 本多秋五 - 文芸評論家、『近代文学』創刊、毎日出版文化賞、読売文学賞、毎日芸術賞
- 林達夫 - 思想家、評論家、『世界大百科事典』（平凡社）編集責任者、朝日賞文化賞
- 山田肇 - 演劇学者、築地小劇場代表取締役、岸田国士戯曲賞選考委員
- 中村融 - ロシア文学者
- 鈴木武樹 - ドイツ文学者、評論家
- 川崎展宏 - 国文学者、俳人、読売文学賞、詩歌文学館賞
- 飯島耕一 - 詩人・小説家、高見順賞、藤村記念歴程賞、現代詩人賞、Bunkamuraドゥマゴ文学賞、読売文学賞
- 淀野隆三 – 文学部長、人文科研究所所長
- 神田信夫 - 東洋史、日本学士院賞
- 畑耕一 - 小説家、劇作家、作詞家
- 曽根元吉 - 東京創元社編集長
- 西村孝次 - 英文学者、文芸評論家、北米ロレンス協会名誉会員、日本ワイルド協会名誉顧問（オスカー・ワイルド全集個人全訳）
- 阿部知二 - 小説家、英文学者、翻訳家（「世界文学全集」編者）
- 小島信夫 - 芥川賞作家、評論家
- 岡正雄 - 民俗学者、日本民族学協会理事長、ウィーン大学日本学研究所所長、東京外国語大学アジア・アフリカ言語文化研究所所長
- 斎藤晌 - 哲学者、唯物論研究会発起人の一人、大日本言論報国会理事、日本出版会常務理事
- 中橋一夫 - 英文学者
- 山田坂仁 - 哲学者、比較社会主義学会代表
- 千葉徳爾 - 民俗学者、地理学者、日本民族学会代表理事
- 萩原竜夫 - 民俗学者
- 土屋哲 - アフリカ文学・カリブ海文学研究
- 鈴木亨 - 詩人、『山の樹』創刊、『木々』主宰、丸山薫賞
- 西垣脩 - 俳人、国文学者、H氏賞選考委員
- 田島宏 - 日本フランス語フランス文学会会長
- 中平解 - 『スタンダード佛和辞典』著者
- 大塚初重 - 日本考古学協会会長、日本学術会議会員、登呂遺跡・綿貫観音山古墳等発掘調査
- 小林三郎 – 日本考古学協会副会長
- 市川浩 - 名誉教授、哲学者、身体論者、山崎賞
- 鈴木一雄 - 十文字学園女子大学初代学長
- 岩橋小弥太 - 日本史、文化財専門審議会委員
- 進藤英幸 - 無窮会東洋文化研究所名誉所長
- アルマ・カルリン - 作家、ジャーナリスト、世界旅行家、神智学者
- 中村雄二郎 - 哲学者
- 高橋和巳 - 中国文学、小説家（文藝賞）
- 大岡信 - 詩人、日本ペンクラブ会長、文化勲章、レジオンドヌール勲章オフィシエ
- 三浦清宏 - 芥川賞作家
- 尾崎和彦 - 哲学者、宗教哲学・北欧文化研究
- 小野二郎 - 英文学者、思想家、『晶文社』設立、『新日本文学』編集長
- 篠沢秀夫 - 仏文学者
- 中山和子 - 日本近代文学者、女性近代文学の大学教授の草分け
- 水野義明 - 日本エスペラント学会参与、関東エスペラント連盟会長
- 渡辺光 - 日本国際地図学会（現日本地図学会）設立者
- 多田文男 (地理学者) - 日本地理学会会長
- 孝本貢 - 「宗教と社会」学会会長、日本宗教学会理事
- 神品芳夫 - ドイツ文学
- 江波戸昭 - 地理学者、民族音楽研究家、NHK-FM『世界の民族音楽』担当（1970-2000）
- 森洋子 - 西洋美術、ベルギー王冠勲章シュヴァリエ章
- 安藤元雄 - 日本現代詩人会会長
- 原道生 - 日本近世演劇研究、明大図書館長、河竹賞、角川源義賞
- 千石英世 - アメリカ文学者、文芸評論家
- 国谷純一郎 - 宗教哲学者
- 小野浩 - ドイツ哲学・文学
- 黒田龍之助 - スラブ語学者、言語学者
- 近藤耕人 - 英文学者、写真評論家
- 鈴木将久 - 中国文学者
- 下出積与 - 歴史学者
- 杉勇 - 歴史学者
- 杉山光信 - 社会学者
- 海野福寿 - 日本史学者、日本近代史
- 中島公子 - 仏文学者
- 越智道雄 - 英語圏文学研究者、翻訳家
- 日向一雅 - 源氏物語研究
- 油井大三郎 – 歴史学、アメリカ学会会長
- 堀江敏幸 - 芥川賞作家・選考委員
- 山田耕筰 - 明治大学校歌の作曲者、戦前の文科専門部で音楽解説を担当
- 永田雄三 - トルコ研究者、オスマン帝国史

#### 自然科学
- 神保成吉 – 電気工学者、国際度量衡総会日本代表、初代工学部長
- 後藤以紀 - 電気学会会長、工業技術院院長、情報処理学会会長
- 石川千代松 - 東京動物学会（日本動物学会）会長、進化論を初めて体系的に紹介
- 富塚清 - 日本の航空エンジン研究の開拓者
- 山名正夫 - 航空工学者、艦上爆撃機・陸上爆撃機の開発
- 平瀬信太郎 - 貝類学者、日本貝類学会発起人
- 多田文男 – 国際地理学連合(IGU)副会長、日本地理学会会長
- 杉江清 – 国立科学博物館館長、文部省大学学術局長、公立学校共済組合理事長、日本図書教材協会会長
- 大槻喬 - 電気工学、電気学会会長
- 駒宮安男 - 日本のコンピュータのパイオニア、世界最大最高速のリレー計算機を開発
- 山本勇 – 電気物理学、高周波工学、電気通信大学学長、東京工業大学附属電子工学研究所長
- 中原重樹 - 初代日本食肉科学会会長
- 香山壽夫 – 建築家（日本建築学会賞、公共建築賞、日本芸術院賞）、ペンシルベニア大学客員教授
- 堀口捨己 - 建築家（日本建築学会賞）、思想家、歌人（宮中歌会始召人）
- 岡山俊雄 - 地質学、地理学、日本全土の接峰面図を完成
- 内田祥哉 - 日本建築学会会長
- 武藤清 - 建築家、日本建築学会会長、文化勲章、日本学士院恩賜賞、鹿島建設副社長
- 徳永勇雄 - 建築経済学、日本建築積算協会名誉会長、全日本建築士会会長、日本建築学会賞
- 渡辺要 - 建築環境工学（建築計画原論）創始者、日本建築設備士協会設立
- 杉山英男 - 日本建築学会賞、日本農学賞、米国林産学会業績賞、木質構造研究の第一人者
- 下村彦一 - 自然地理学、『地理科学』創刊
- 稲垣栄三 - 建築史家、日本建築学会賞
- 木村徳国 - 建築史家、日本建築学会賞
- 早川正夫 - 現代木造建築を代表する建築家
- 阪田誠造 - 建築家、坂倉建築研究所設立・最高顧問、日本建築学会賞、日本芸術院賞
- 神代雄一郎 - 建築史研究、建築評論
- 丹羽鼎三 - 日本造園学会会長
- 狩野春一 - 建築学者、セメントコンクリートの基礎的研究を大成、日本建築学会大賞
- 銀林浩 - 数学教育協議会委員長、四則計算の指導体系「水道方式」を提唱
- 藤田宏 - 日本数学会会長、日本応用数理学会会長、東京大学理学部長、数学財団理事長
- 増田久弥 - 関数解析学、偏微分方程式、東大名誉教授
- 服部晶夫 - 代数的位相幾何学、「服部ストロングの定理」
- 井上和衛 - 農学、都市農村交流活性化機構理事、全国農村青少年教育振興会理事
- 岡部靖憲 - 日本数学会評議員、「実験数学」を提唱
- 井川憲明 – 物理化学、環境倫理学、日本景観学会理事
- 森治嗣 - 原子力工学、日本原子力学会副会長、日本混相流学会会長
- 輿水肇 - 日本緑化工学会会長、日本造園学会会長、日本芝草学会会長、「TOKYO GREEN 2020推進会議」会長
- 太田敏兄 - 農学部教授、参議院議員
- 根津千治 - 「数學研究」・「數學倶樂部」刊行
- 藤井義晴 - 農学、アレロパシー研究、東京農工大学名誉教授、文部科学大臣表彰科学技術賞
- 大山陽生 - 造園学、緑地意匠学、日本公園緑地協会北村賞
- 下山重丸 - 都市計画家、造園家、日本造園修景協会下山奨励賞命名者
- 江川友治 - 農林水産省農業生物資源研究所所長
- 藤岡洋保 - 日本近代デザイン・建築思想・建築技術、日本建築学会賞
- 松尾陽 - 空気調和・衛生工学会会長、日本建築学会賞
- 根津千治 - 数学者、講師理学士
- 森滝健一郎 - 地理学、水資源問題、災害問題
- 篠田義男 - 建築家
- 西垣通 - 情報学者（東京大学大学院情報学環・学際情報学府教授）、作家

### 著名教員（現教職員）

#### 法学部・法学研究科
- 菊田幸一 - 犯罪学、法学博士、現弁護士
- 山田道郎 - 刑事訴訟法、博士（法学）
- 長坂純 - 民事法学、博士（法学）
- 上野正雄 - 犯罪学（刑事政策）、司法修習修了、元裁判官
- 高橋岩和 - 経済法、博士（法学）、日本経済法学会理事
- 間宮勇 - 国際法
- 夏井高人 - 法情報学、コンピュータ法及びサイバー法、元裁判官
- 土屋恵一郎 - 法哲学・法文化論・法思想史、北京大学外国語学院日本文化研究所特別顧問、日本法哲学会理事、芸術選奨新人賞
- 浦田一郎 - 憲法学、民主主義科学者協会法律部会理事長、全国憲法研究会代表、憲法理論研究会運営委員長
- 吉田善明 - 明治大学理事、明大法学博士、日本財政法学会理事長、全国憲法研究会代表、憲法理論研究会運営委員長、司法試験考査委員
- 柳憲一郎 - 環境法、環境科学会会長
- 新美育文 - 民事法、安心ネットづくり促進協議会会長、環境省中央環境審議会会長代理
- 上原敏夫 - 民事訴訟法、弁護士、日清オイリオグループ取締役、日本私法学会理事
- 亀本洋 - 法哲学、日本法哲学会理事長
- 堀田秀吾 - 法と言語科学研究所所長、シカゴ大学言語学博士、ヨーク大学法学博士
- 林雅彦 - 国文学、民俗学、国際熊野学会代表委員、日本絵解き研究会代表、日本古典文学会賞
- 辻村みよ子 - 憲法学者、弁護士、ジェンダー法学会理事長、国際憲法学会日本支部副代表、全国憲法研究会代表、日本学術会議会員
- 大津浩 - 憲法学者、弁護士、憲法理論研究会事務局長
- 猪股弘貴 - 憲法、教育法
- 山岸敬子 - 行政法、会計検査院情報公開・個人情報保護審査会会長代理、厚生労働大臣表彰
- 西尾哲茂 - 環境法、元環境事務次官、元早稲田大学教授
- 中村和恵 - 比較文学者、英語圏文学、詩人、エッセイスト、国際日本文化研究センター客員教授
- 乾昌幸（夏石番矢） - 世界俳句協会創立
- 加藤徹 - 中国文化、北京大学中国政府奨学金高級進修生、小説家（サントリー学芸賞）
- 須永恆雄 - ドイツ・オーストリア文化研究
- 徳田武 - 日本近世文学、日本学士院賞、窪田空穂賞、日本古典文学会賞
- 太田勝造 - 法社会学、元東大先端融合分野研究支援センター長
- 鈴木賢 - 中国法
- 山部俊文 - 経済法、一橋大学法学部長・学長補佐、日本経済法学会常務理事
- 森際康友 - 法哲学、法曹倫理
- 川地宏行 - 民法
- 川野明正 - アジア民俗学、中国文学、日本石仏協会会長
- 百川敬仁 - 近世日本文学
- 池澤一郎 - 近世日本文学
- 田島正行 - 近代ドイツ文学
- 斎藤英治 - アメリカ文学研究家、映画評論家、翻訳家
- 陶安あんど - 中国法制史、法社会学
- 大沼保昭 - 特任教授、国際法学、法学博士、「アジア女性基金」理事、石橋湛山賞
- ローレンス・レペタ - 特任教授、法廷メモ訴訟原告人、フィデリティ・インベストメンツ日本法人副社長、テンプル大学ジャパン副学長
- 関修 - フランス現代思想、文化論
- 廣澤明 - 教育法、憲法
- 南保勝美 - 商法

#### 商学部・商学研究科
- 村田潔 - 経営情報学、日本情報経営学会会長
- 山本昌弘 - 国際会計論、ヘンリー・マネジメントカレッジ客員教授、LBS専任研究員
- 渡辺良夫 - 金融論、ケインズ経済学
- 横井勝彦 - 国際経済史、近代イギリス経済史
- 畑農鋭矢 - 公共経済学・財政学、マクロ経済学、応用計量経済学、財務省財務総合政策研究所特別研究官
- 水野勝之 - 計量経済学、経済教育学会会長、明大経済教育研究センター代表
- 徳永豊 - 日本経営診断学会名誉会長
- 高木仁 – 金融論、アメリカ金融制度論
- 野中郁江 – 会計学、会計理論学会理事
- 北岡孝義 - 金融政策、日本金融学会理事
- 千田亮吉 - 経済統計学、経済政策
- 石井知章 - 中国現代政治
- 柿崎繁 - 理論経済学、現代資本主義論
- 姚俊 - 会計学、日本公認会計士協会学術賞
- 三和裕美子 - 経営学、明治大学ESG投資研究所所長、明治大学株価指数研究所所長
- 川口啓太 - 身体教育学
- 藤野英人 - ベンチャーファイナンス論、レオス・キャピタルワークス創業者
- 清水真木 – 哲学
- 高遠弘美 – フランス文学
- 福本勝清 - 中国現代史
- 福田逸 - 演出家・翻訳家、財団法人現代演劇協会理事長、劇作家
- 清水克行 - 日本中世史、社会史
- 藤田結子 – 社会学
- 福本勝清 - 中国現代史

#### 政治経済学部・政治経済学研究科
- 小畑精和 - フランス文学、明治大学カナダ研究所所長、京大文学博士
- 佐原徹哉 - バルカン近現代史、博士（文学）
- 野島健児 - ドイツ文学・現代演劇
- 丸川哲史 - 歴史、文芸評論、講談社『群像』新人賞評論部門優秀賞、博士（学術）
- 井田正道 - 計量政治学
- 伊藤剛 - 国際政治学、国際関係学博士（Ph.D.）
- 生方卓 - 社会思想史、環境共生思想
- 小西德應 - 政治経済学部長、日本政治史、日本政治学会理事、日本選挙学会理事
- 中邨章 - 日本政治学会理事、日本行政学会顧問、日本地方自治学会理事長、ブルッキングス研究所研究員、USC博士（Ph.D.）
- 黒田晁生 - 金融論、金融政策、イェール大学経済学修士、元日本銀行、日経・経済図書文化賞
- 武田巧 – 経済政策
- 中川雄一郎 - 協同組合経済学、日本協同組合学会会長、博士（経済学）
- 重田園江 – 政治思想史、社会思想史、渋沢・クローデル賞
- 川嶋周一 - 国際政治史、日仏政治学会理事、パリ第4大学DEA、渋沢・クローデル賞、日仏政治学会理事、博士（法学）
- 勝悦子 - 国際金融論、経済政策、文科省中央教育審議会委員
- 池田功 - 日本近代文学、博士（文学）
- 須藤功 - 西洋史、財政学、金融論、経済史、博士（経済学）
- 西川伸一 – 国家論、現代官僚制分析、日本政治学会理事、社会主義理論学会共同代表、博士（政治学）
- マーク・ピーターセン - 名誉教授、文学者
- 高橋一行 – 西欧政治思想史、政治学方法論、博士（政治学）
- 八木尚志 - 環太平洋産業連関分析学会会長、日仏経済学会会長
- 鍾家新 - 福祉社会学、家族社会学
- 飯田泰之 – マクロ経済学、財務省財務総合政策研究所上席客員研究員
- 山田伸二 - 経済、国際金融
- 柳澤治 - 西洋経済史、経済学博士
- 加藤久和 - 社会保障論、マクロ経済、国立社会保障・人口問題研究所室長、博士（経済学）
- 木寺元 - 政治学、博士（学術）
- 廣部泉 - 国際関係史、ハーバード大学大学院博士（Ph.D.）
- 石山徳子 - 政治地理学、ラトガース大学博士（Ph.D.）
- 浅井澄子 - 情報産業論、公益事業学会学会賞、大川出版賞
- クリスチャン・ポラック - 幕末日仏交流史、在日フランス商工会議所副会頭、フランス国家功労勲章、法学博士
- 高山裕二 - 政治学・政治思想史、サントリー学芸賞
- 濱田英作 - 文化人類学・民俗学、比較文化論
- 中村幸一 - 比較言語学者、歌人、随筆家

#### 経営学部・経営学研究科
- 安部悦生 - 経営学部長、経済学修士、ロンドン大学（Royal Holloway）客員教授
- 牛丸元 - 経営学、明治大学副学長、金融庁公認会計士試験試験委員
- 大石芳裕 - 国際マーケティング、大学院経営学研究科委員長、日本流通学会会長、日本商業学会理事
- 長尾史郎 - 社会経済学、日本の人事労務管理、社会・経済システム学会理事、日本ホワイトヘッド・プロセス学会理事
- 薩摩秀登 - 西洋史学
- 鈴木研一 – マネジメント・コントロール、博士（経済学）、元長銀総合研究所
- 水野忠恒 – 租税法、租税法学会理事長
- 岡田浩一 – 中小企業経営論、日本中小企業学会理事
- 中澤高志 - 経済地理学、人文地理学会学会賞、日本地理学会賞
- 小俣光文 - 会計監査論
- 藤江昌嗣 - 経営統計学
- 居駒永幸 – 日本古代文学
- 由井常彦 – 名誉教授、三井文庫文庫長、日本経営史研究所名誉会長、中曽根内閣ブレーン、ロンドン大学・パリ大学客員教授
- 平井克彦 - 会計学、名誉教授
- 長谷川榮一 - 中小企業庁長官、内閣総理大臣補佐官、内閣広報官、ボストンコンサルティンググループ・シニアアドバイザー
- 金子郁容 - 情報組織論、慶應義塾幼稚舎舎長

#### 文学部・文学研究科
- 落合弘樹 - 日本近代史、幕末維新史博士、博士（文学）
- 合田正人 - フランス哲学研究者
- 越川芳明 - 現代アメリカ文学、翻訳家、映画評論家
- 齋藤孝 - 新潮学芸賞、毎日出版文化賞特別賞
- 高田勇 - 名誉教授、フランス文学者、仏芸術文化勲章オフィシェ
- 杉山利恵子 - フランス語学、NHKフランス語会話講師
- 恒川隆男 - ドイツ文学、日本近代文学
- 内藤朝雄 - 臨床社会学、心理社会学、
- 日向一雅 - 中古文学、『源氏物語』研究、博士（文学）
- 弘中正美 - 心理社会学科教授、日本箱庭療法学会常任理事、日本遊戯療法学会理事
- 諸富祥彦 - 日本トランスパーソナル学会会長、日本カウンセリング学会常任理事、博士（教育学）
- 山田朗 - 日本近代史・日本軍事史・天皇制論、博士（史学）
- 竹内栄美子 - 日本近代文学、博士（人文科学）
- 氣賀澤保規 – 東洋史、文学博士
- 別府昭郎 – 教育学、ドイツ大学史、博士（教育学）
- 高良聖 – 心理学、明大心理臨床センター長、日本心理劇学会理事長、博士（医学）
- 吉村武彦 - 日本古代史、茗水クラブ学術奨励賞、博士（文学）
- 石川日出志 - 日本古代史
- 上杉和彦 - 史学地理学科教授、中世史、博士（文学）
- 伊藤氏貴 - 文芸メディア専攻、群像新人文学賞
- 大城直樹 - 文化地理学、博士（文学）
- 平川景子 - 社会教育学、ジェンダー論
- 市川孝一 - 社会心理学
- 平山満紀 - ジェンダー、社会学
- 伊藤直樹 - 教育学、博士（人間学）
- 斗鬼正一 - 都市人類学、地域研究
- 佐々木掌子 - 臨床心理学、GID学会理事、博士（教育学）
- 垣内景子 - 哲学、博士（文学）
- 小疇尚 - 地理学、名誉教授、文学部長、博物館長
- 矢内賢二 - 演劇学、日本芸能史、サントリー学芸賞、小学館サライ大賞、博士（文学）
- 加藤友康 - 特任教授、東大史料編纂所所長・名誉教授
- 三橋順子 - トランスジェンダー社会・文化史研究家
- 小松陽介 - 水文学、水工学、地理学、博士（理学）
- 谷口亜沙子 - 仏文学、パリ第七大学博士（Ph.D.）
- 山登敬之 - 明治大学子どものこころクリニック院長、医師・博士（医学）
- 今泉和也 (考古学者) - 文学部特別研究員、考古学者、博士（文学）
- 久水俊和 - 室町時代朝廷儀礼・公武関係史、宮内庁書陵部
- 三沢直子 - 心理臨床科教授
- 中江桂子 - メディア研究、メディア史

#### 情報コミュニケーション学部・情報コミュニケーション研究科
- 川島高峰 – 近代日本民衆思想史、アジア人権人道学会設立・会長
- 金子邦彦 – 金融システム論、明治大学短期大学長、日本私立短期大学協会監事、カーネギー・メロン大学客員教授
- 須田努 - 日本近世・近代史、文学博士
- 塚原康博 - 公共政策、公共経済学、社会保障論、日本公共政策学会副会長、社会政策学会事務局長
- 石川幹人 – コンピュータ科学、心理学、日本超心理学会運営委員、ASIOS会員
- 蛭川立 - 明治大学意識情報学研究所代表、英国心霊現象研究協会会員、ASIOS会員
- 牛尾奈緒美 - 人的資源管理、「男女共同参画推進連携会議」有識者委員、セーブ・ザ・チルドレン・ジャパン理事
- 小田光康 – コミュニケーション、メディア言語論、デロイト トウシュ トーマツ経営コンサルタント、PJニュース編集長
- 大橋理枝 – 異文化間コミュニケーション
- 島田剛 - 国際経済論、GDN-Japan事務局長
- 島田剛 - 国際経済論
- 河島茂生 - 学際情報学
- 日置貴之 - 演劇研究者
- 関口裕昭 - ドイツ・ユダヤ文学、比較文学
- 四方幸子 - メディアアート・キュレータ
- 南後由和 - 社会学、都市・建築論
- 田中聡 - 身体コミュニケーション
- 森達也 – 特任教授、映画監督
- 小谷真理 – 客員教授、メディア言語論、日本ペンクラブ女性作家委員会委員長、日本SF大賞

#### 国際日本学部・国際日本学研究科
- 蟹瀬誠一 - メディア研究概論、ジャーナリスト
- 小笠原泰 - 社会組織文化論、シカゴ大学国際政治経済学修士・経営学修士、NTTデータ経営研究所顧問
- 鹿島茂 - フランス文化論、東大大学院人文科学研究科博士課程中退、サントリー学芸賞、講談社エッセイ賞、読売文学賞
- 瀬川裕司 - 映像文化論、芸術選奨、フィリップ・フランツ・フォン・ジーボルト賞
- 高山宏 - 視覚文化論概説
- 旦敬介 - ラテンアメリカ歴史・文化
- 張競 - 比較文化学華東師範大学卒、読売文学賞、サントリー学芸賞、生涯学習開発財団選考委員
- 藤本由香里 - 漫画文化論、文化庁芸術選奨推薦委員、国立国会図書館納本制度審議会委員
- 森川嘉一郎 - 日本先端文化論、ヴェネツィア・ビエンナーレ第9回国際建築展日本館コミッショナー
- 山脇啓造 - コロンビア大学修士（国際関係論）、国連開発計画
- 山口仲美 - 日本語史、文学博士、日本エッセイスト・クラブ賞
- 吉田悦志 - 日本近代文学
- 白戸伸一 - 商業史
- 尾関直子 - 応用言語学、英語教育
- 眞嶋亜有 - 近現代日本社会・文化史、比較文化論
- 鈴木賢志 - 社会心理学、ロンドン・スクール・オブ・エコノミクス卒、ストックホルム商科大学准教授
- 谷口智彦 - ジャーナリスト、元内閣官房参与
- 酒井信 - 社会思想、文芸批評、メディア論
- 中野香織 - 特任教授、エッセイスト・服飾史家
- 宮台真司 – 特別招聘教授、社会学者、映画批評家
- タイモン・スクリーチ – 特別招聘教授、日本近世文化・美術専攻、ハーヴァード大学博士、ロンドン大学SOAS教授
- 小山登美夫 – アート・ビジネス
- 柳澤絵美 – 日本語教育、日本語音声学
- 氷川竜介 - 客員教授、編集者
- 久枝譲治 - 外交官（オマーン大使、シカゴ総領事）
- 近藤大介 - 東アジア論、ジャーナリスト、週刊現代元編集次長
- 大矢政徳 - 言語学

#### 理工学部・理工学研究科
- 向殿政男 - 理工学部長、私立大学情報教育協会会長、安全功労者内閣総理大臣表彰、日本景観学会副会長
- 松瀨貢規 - 清華大学客座教授、電気学会（IEEJ）会長
- 小林正美 - ハーバード大学修士・客員教授
- 小林亮 - 現象数理学、先端数理科学インスティテュート副リーダー、博士（数理科学）
- 玉木久夫 - トロント大学計算機科学博士、IBMトーマス・J・ワトソン研究所、IBM東京基礎研究所
- 田中賢一 - 電気電子生命学科教授
- 園田眞理子 - 建築計画、住宅・住環境計画、住宅政策論
- 野口弘行 - 建築構造、建築材料研究
- 川島範久 - 地域デザイン、日本建築学会賞、元日建設計
- 管啓次郎 - ワシントン大学博士（比較文学）、オークランド大学客員教授、読売文学賞
- 菊池良生 - オーストリア文学、著作家（ハプスブルク家、神聖ローマ帝国関連等）
- 長岡亮介 - 特任教授、放送大学教養学部教授、津田塾大学学芸学部数学科助教授
- 高見澤邦郎 - 都市計画学者、日本都市計画学会常務理事、日本建築学会賞（論文）
- 倉石信乃 - DC系准教授、詩人、批評家（美術評論家・写真評論家）、日本写真協会学芸賞
- 門脇耕三 - 建築家、建築学者
- 清岡智比古 - 評論家、フランス語学者
- 林ひふみ – 総合文化教室、ジャーナリスト
- 柳田理科雄 – 兼任講師、作家、漫画原作者、空想科学研究所主任研究員
- 浜口稔 - 英語学・言語思想史、BABEL国際翻訳大賞・日本翻訳大賞
- 波戸岡景太 - 現代アメリカ文学、日米比較文化論
- 吉村靖孝 – 建築学科特任教授、吉岡賞
- 国広ジョージ - 建築家、建築活動家、アメリカ建築家協会会長賞
- 中村拓志 - 建築家
- 青井哲人 - 建築史
- 團紀彦 – 特別招聘教授、建築家
- 大野秀敏 – 特別招聘教授、建築家
- 藤森修 – 建築家
- 更科功 - 分子古生物学、講談社科学出版賞

#### 農学部・農学研究科
- 小田切徳美 - 農政学、地域ガバナンス論、放送大学客員助教授（政策経営プログラム）
- 大江徹男 - 食料・農畜産物流通、国際協力機構（旧国際協力事業団）、農林中金総合研究所
- 輿水肇 - 日本緑化工学会会長、日本造園学会会長、日本芝草学会会長、「TOKYO GREEN 2020推進会議」会長
- 新田貞章 – 農業史、経済史
- 吉本光希 - 植物分子細胞生物学・植物生理学
- 岩河信文 - 農学部教授、日本造園学会常務理事、都市計画研究所顧問
- 甲斐良治 – 客員教授、農業ジャーナリスト賞
- リサ・ヴォート - グローバル・コンピテンシー

#### 総合数理学部・先端数理科学研究科
- 三村昌泰 - 現象数理科学、非線形解析学、日本応用数理学会フエロー、日本数理生物学会会長
- 砂田利一 - 大域解析学、離散幾何解析学、日本数学会弥永賞
- 杉原厚吉 - 数理工学、「Best Illusion of the Year Contest」の最多優勝者
- 嵯峨山茂樹 – 「Orpheus」（自動作曲システム）開発者、電子情報通信学会フェロー、IEEE Japan Chapter Chair
- 萩原一郎 - 折紙工学、計算科学、日本応用数理学会会長、日本シミュレーション学会会長
- 渡邊恵太 - インタラクションデザイン、デザインエンジニアリング
- 橋本典久 - 日本VR学会アート＆エンタテインメント研究会委員、CANVASフェロー
- 宮下芳明 -   ヒューマンコンピュータインタラクション、エンタテインメントコンピューティング
- 五十嵐悠紀 - CG、UI、2005IPA天才プログラマー
- 中島さち子 - 国際数学オリンピック金メダル受賞者、steAm代表、ジャズピアニスト
- 俣野博 - MIMS所長、日本数学会春季賞
- 西森拓 - MIMS副所長、シュレディンガー音頭の考案者
- 小林稔 - CSCW、ヒューマンコンピュータインタラクション

#### 法務研究科（法科大学院）
- 青山善充 - 法科大学院専任教授・前法科大学院長、元東京大学副学長・法学部長、法制審議会会長
- 高橋和之 - 比較憲法・国法学・情報法、ミシガン大学ロースクール客員教授
- 菅野和夫 – 元東京大学大学院法学政治学研究科長・法学部長、中央労働委員会会長、労働政策審議会会長
- 高倉成男 – 元特許庁審判部長、内閣府参事官、ウルグアイ・ラウンドTRIPS協定交渉担当官、アジア太平洋経済協力知的財産専門家会合議長
- 田中康郎 – 刑事法、元札幌高等裁判所長官、元司法試験考査委員
- 奥脇直也 - 東京大学大学院公共政策学連携研究部教授・法学政治学研究科教授
- 円谷峻 - 民法
- 今村哲也 - 行政法
- 川端博 – 旧司法試験委員、日本刑法学会常務理事、新司法試験考査委員、放送大学客員教授
- 上原敏夫 - フランクフルト大学法学部客員教授、日本民事訴訟法学会理事、日本私法学会理事、司法試験考査委員、法制審議会主権免除法制部会長
- 熊谷健一 - 京都大学大学院医学研究科客員教授、『特許法概説』（日本の特許法の基本書）の改訂を担当、元通産官僚
- 藤本哲也 - 日本人で初めてアメリカ犯罪学博士号を取得、カリフォルニア大学バークレー校客員教授
- 上田廣一 - 刑事法、元東京高検検事長、最高検次長検事、東京地検検事正、東京地検特捜部長、整理回収機構社長
- 上野正雄 - 弁護士、元判事
- 吉田善明 - 憲法、法学博士、元司法試験考査委員
- 瀬木比呂志 - 民事訴訟法、元最高裁判所調査官、城山三郎賞
- 門口正人 – 法曹倫理、民事法文書作成、元名古屋高等裁判所長官、東京家庭裁判所所長
- 工藤祐巌 - 民法、司法試験考査委員
- 野川忍 - 労働法、ILO日本政府代表顧問、冲永賞
- 碓井光明 - 租税法、行政法、東大名誉教授
- 平田厚 - 家族法、民法
- 辻村みよ子 - 民主主義科学者協会法律部会理事、日本学術会議会員、パリ第2大学招聘教授、全国憲法研究会代表、新旧司法試験考査委員、ジェンダー法学会理事長、日本公法学会理事
- 山岸敬子 - 行政法、日本公法学会理事
- 津田重憲 - 刑事法
- 大塚裕史 - 刑法
- 清水真 - 刑事訴訟法、警察政策学会理事、日本動脈硬化学会利益相反評価副委員長
- 橋本博之 - 行政法

#### ガバナンス研究科（公共政策大学院）
- 青山佾 - 都市政策・危機管理、元東京都副知事
- 小林清 - 都市政策・自治体経営、元東京都主税局長
- 麦島健志 - 都市行政制度・施策、国土交通省国土政策局長
- 湯淺墾道 - 情報セキュリティ学、情報法制研究所参与
- 与謝野馨 - 特別招聘教授、政治家（財務大臣、内閣官房長官、たちあがれ日本共同代表等）
- 松沢成文 - 客員教授、神奈川県知事、元衆議院議員
- 加藤利男 - 客員教授、住宅金融支援機構理事長、内閣官房地域活性化統合事務局長、国土交通省都市局長、内閣府政策統括官
- 近藤茂夫 - 特別招聘教授、元国土事務次官、元内閣広報官、元フィンランド特命全権大使
- 阪田雅裕 - 特別招聘教授、元大蔵官僚・内閣法制局長官、東京海上日動火災保険株式会社等監査役、全国盲ろう者協会理事長
- 田中秀明 - 元財務省財務総合政策研究所総括主任研究官、元内閣府行政刷新会議参事官
- 御厨貴 - 特別招聘教授、復興庁復興推進委員会委員長代理、国土審議会委員、東大先端科学技術研究センター客員教授
- 源由理子 - 副学長、元日本評価学会副会長
- 安井順一 - 東京都住宅供給公社理事長
- 塚田桂祐 - 自治大学校副校長、自治・総務官僚、ハーバード大学ケネディスクールMPA
- 鈴木準 - エコノミスト、大和総研主席研究員・経済調査部長、内閣府政策コメンテーター
- 田谷聡 - 地方公務員災害補償基金理事長、自治省福島復興局長
- 戸田隆夫 - 国際協力機構（JICA）理事長特別補佐、沖縄科学技術大学院大学COO

#### グローバル・ビジネス研究科（ビジネススクール）
- 刈屋武昭 - ロンドン大学客員教授、シカゴ大学ビジネススクール客員教授、日本不動産金融工学学会会長、日本保険・年金リスク学会会長
- 上原征彦 - ペンシルベニア大学ウォートン・スクール客員教授
- 野田稔 - 組織論・経営戦略論、野村総合研究所、ジェイフィール社長、リクルートワークス研究所特別顧問
- 落合稔 - CFOカレッジ創設者、タカラトミーCFO、元アーサーアンダーセン
- 山口不二夫 - 会計学、日本会計史学会賞
- 下村英紀 - 租税法、元財務官僚
- 川田剛 - 南カリフォルニア大学行政大学院、仙台国税局局長
- 近藤隆雄 - サービス・マーケティング
- 熊谷健一 - 知的財産マネジメント、元通産官僚
- 中島康典 - 日本不動産研究所顧問、日本不動産鑑定士協会連合会副会長
- 首藤明敏 - 博報堂コンサルティング代表取締役社長
- 柳澤伯夫 - 特別招聘教授、大蔵官僚、金融担当大臣・厚生労働大臣等
- 中島厚志 - 特別招聘教授、独立行政法人経済産業研究所理事長、みずほ総合研究所執行役員チーフエコノミスト
- 渥美恭弘 - 特別招聘教授、財務省大臣官房政策評価審議官、日本証券アナリスト協会代表理事
- 岡俊子 - ペンシルベニア大学ウォートン・スクールMBA、マーバルパートナーズ（旧アビームM&Aコンサルティング）社長
- 田下憲雄 - 日本マーケティング・リサーチ協会（JRMA）会長、社会調査研究所（現インテージ）会長、Asia Pacific Research Committee（APRC）会長
- 有馬利男 - 富士ゼロックス代表取締役社長、ＮＰＯ法人ジャパン・プラットフォーム共同代表理事

#### 会計専門職研究科（会計大学院）
- 弥永真生 - 比較会計制度、公認会計士試験委員、司法試験考査委員
- 山浦久司 - 会計検査院長、金融庁公認会計士2次試験委員
- 小宮一慶 - 特認教授、ダートマス大学エイモスタック経営大学院MBA、岡本アソシエイツ取締役、内閣総理大臣表彰
- 佐藤信彦 - 財務会計・監査、公認会計士試験委員
- 長吉眞一 - 公認会計士、日本監査研究学会理事
- 廣本敏郎 - 公認会計士・監査審査会会長、公認会計士・監査審査会会長

#### 研究・知財戦略機構
- 川口順子 - 客員教授、外務大臣、環境大臣、内閣総理大臣補佐官、「核不拡散・核軍縮に関する国際委員会」共同議長
- 神野志隆光 - 文化継承学、日本古代学
- 日比佳代子 - 日本近世史、明治大学博物館学芸員
- 高安秀樹 - 物理学者（フラクタル理論、統計物理学、エコノフィジックス）、ソニーコンピュータサイエンス研究所シニアリサーチャー
- 西村英俊 – 国際総合研究所フェロー、東アジア・ASEAN経済研究センター事務総長、元通産省
- 山口英 – 国際総合研究所共同研究員、JPCERT/CC代表理事、内閣官房情報セキュリティセンター情報セキュリティ補佐官
- 小野昭 - 特任教授、日本旧石器学会会長、黒曜石研究センター長
- 中沢新一 - 特任教授・野生の科学研究所所長、思想家、人類学者、講談社ノンフィクション賞選考委員
- 山内昌之 - 特任教授、元東大大学院総合文化研究科教授
- 河合正弘 - 特別招聘教授、アジア開発銀行研究所長、財務総合政策研究所長、スタンフォード大学Ph.D
- 清水潔 - 特任教授、文部科学事務次官
- 堀江正彦 – 外務省参与、国際自然保護連合アジア・アフリカ地域理事
- 宮内敏雄 - 日本流体力学会会長、東京工業大学名誉教授
- 萩原誠司 – 通産官僚、岡山市長、衆議院議員
- さかはらあつし – 映画監督、作家、経営コンサルタント、UCバークレーMBA
- 守屋英一 - ビジネス情報倫理研究所、サイバーセキュリティ研究者、内閣サイバーセキュリティセンター
- 浜口友一 - NTTデータ社長、情報サービス産業協会会長
- 藤田純孝 - 国際総合研究所フェロー、日本CFO協会理事長、伊藤忠商事代表取締役副会長
- 松村良之 - 北大法学研究科長・法学部長
- 宮内敏雄 - 東京工業大学名誉教授、流体力学会会長
- 中川大地 - 野生の科学研究所研究員、文筆家、編集者
- 秋山ゆかり - サービス創新研究所研究員、経営コンサルタント、ソプラノ歌手
- 原田保 - ビジネス・イノベーション研究所研究員、コンテクストデザイナー、戦略プロデューサー
- 尾藤克之 - サービス総新研究所研究員、著述家
- 飯澤文夫 - 明治大学図書館事務長、大学史資料センター研究調査員
- 伊藤佳世子 - 知財戦略機構研究推進員
- 古川修 - 自動運転社会総合研究所研究員
- 谷脇康彦 - 総務省 総務審議官・総合通信基盤局長・内閣サイバーセキュリティセンター副センター長

#### 国際連携機構
- 小沼廣幸 - 明治大学アセアンセンター長、国際連合食糧農業機関事務局長補兼アジア太平洋局長
- フランク・ミシュラン - パリ第4大学博士、渋沢クローデル賞、前仏政府留学局日本支局長
- 法眼健作 - 客員教授、ケンブリッジ大学、元外務省（カナダ大使、国際連合事務次長等）

## 出身者

### 華族・皇族
- 葉室直躬 - 伯爵、藤原北家勧修寺流葉室家、賀茂御祖神社宮司、興亜学院理事長
- 立花種忠 - 子爵、藤原北家日野流広橋家、大日本帝国陸軍中尉、貴族院議員
- 日野西資忠 - 子爵、藤原北家日野流日野西家、貴族院議員
- 三室戸敬光 - 子爵、藤原北家日野流三室戸家9代当主、宮中顧問官、貴族院議員、東京高等音楽学院開設
- 高倉篤麿 - 子爵、藤原北家閑院流四辻支流藪家、貴族院議員、伊勢神宮大宮司
- 細川興治 - 子爵、清和源氏義季流谷田部細川家当主、貴族院議員
- 伊東九郎 - 子爵、備中岡田藩藩主伊東家第4代当主
- 唐橋在知 - 子爵、子爵唐橋家第3代当主
- 土岐章 - 子爵、沼田藩主土岐家3代当主
- 脇坂研之 - 子爵、龍野脇坂家当主
- 東三条実敏 - 男爵、東三条家2代当主
- 北畠義郎 - 男爵、伊勢国司北畠家当主
- 新田義美 - 男爵、岩松新田氏当主
- 永山盛興 - 男爵、文部省、逓信省、貴族院議員
- 末弘威麿 - 右大臣徳大寺公純四男、西園寺公望実弟

### 政治家

#### 国会

##### 首相・国会議長
- 三木武夫（専門部商科、法学部） - 第66代内閣総理大臣、外務大臣、通商産業大臣、経済企画庁長官、大勲位
- 村山富市（専門部政治経済科） - 第81代内閣総理大臣、第13代日本社会党委員長、社会民主党名誉党首、総務庁長官
- 森田茂（明治法律学校中退） - 第23代衆議院議長、建設大臣、京都市長
- 大野伴睦（専門部中退） - 第42・43代衆議院議長、自由民主党結成・初代自由民主党副総裁、第2代日本自由党幹事長・総務会長
- 荒舩清十郎（専門部中退） - 第49代衆議院副議長、運輸大臣、行政管理庁長官
- 平井太郎（専門部商科） - 第7・8代参議院副議長、郵政大臣
- 周恩来 - 初代中華人民共和国政務院総理・国務院総理（首相）、初代外交部長（外務大臣）、第2代中国人民政治協商会議主席[要検証 – ノート][1]
- 金東元 - 大韓民国初代国会副議長、韓国民主党企画部長
- 李敏雨 - 大韓民国国会副議長、初代新韓民主党総裁
- 李相喆 - 大韓民国国会副議長、逓信部長官、内務部長官
- 任哲鎬 - 大韓民国国会副議長、農林畜産食品部長官
- 許憲 - 朝鮮民主主義人民共和国最高人民会議初代議長、朝鮮人民共和国国務総理、南朝鮮労働党党首
- 趙欣伯 - 満州国立法院初代院長（帝国議会議長）、満州国奉天市長
- 呉鉄城 - 中華民国行政院副院長（副首相）、外交部長（外務大臣）、広東省政府主席、上海市長
- 梁粛戎 - 中華民国立法院院長（国会議長）
- 曺晩植 – 朝鮮民主主義人民共和国北朝鮮五道行政局（北朝鮮人民委員会）委員長、朝鮮民主党創党
- 趙素昻 - 韓国国民会議議長、臨時政府外務総長・議政院議長、世界韓人同盟会会長、韓国独立党創設

##### 閣僚・主要政党幹部
- 田中武雄（法律学部） - 内閣書記官長、拓務次官、朝鮮総督府政務総監
- 矢野庄太郎 - 大蔵大臣、自由党総務
- 山縣勝見 - 国務大臣、厚生大臣、外務省参与、自民党総務相談役
- 一松定吉 - 日本進歩党幹事長、厚生大臣、建設大臣、逓信大臣、国務大臣、大審院検事
- 岡本実太郎 – 立憲政友会政務調査会長、立憲民政党総務、大蔵省広島専売局長、日本弁護士連合会理事
- 太田耕造 - 文部大臣、内閣書記官長、弁護士、亜細亜大学創立者
- 木村武雄 - 行政管理庁長官、北海道開発庁長官、建設大臣、国家公安委員会委員長
- 小川平吉（中退） - 立憲政友会幹事長・総務会長、国勢院総裁、司法大臣、鉄道大臣
- 松岡洋右 - 外務大臣、拓務大臣、外務官僚、満鉄総裁
- 田邊七六 - 立憲政友会幹事長、大政翼賛会総務、翼賛政治会総務、日本進歩党結成
- 小平重吉 - 衆議院議員、栃木県知事
- 加藤重三郎 - 衆議院議員、名古屋市長、裁判官（台湾覆審法院院長）、弁護士、名古屋電灯社長
- 武知勇記 - 郵政大臣、自民党総務、衆議院懲罰委員長、愛媛新聞社社長
- 鬼丸義斎 - 国民民主党最高顧問、サンフランシスコ講和全権委員代理、名古屋弁護士連合会会長
- 古屋慶隆 - 元内務政務次官、立憲民政党総務
- 長井源 - 立憲民政党総務、自民党総務、改進党両院議員総会長
- 山口六郎次 - 自民党副幹事長、衆議院法務委員長、大日本体育協会常務理事、日本陸上競技連盟常務理事
- 瀬戸山三男 - 建設大臣、法務大臣、文部大臣、憲法調査会会長、元裁判官
- 原田憲 - 運輸大臣、郵政大臣、経済企画庁長官
- 三原朝雄 - 文部大臣、防衛庁長官、沖縄開発庁長官、総理府総務長官、内閣官房副長官
- 飛鳥田一雄 - 日本社会党委員長、横浜市長、弁護士
- 石田幸四郎 - 公明党委員長、公明新党代表、新進党副党首、国務大臣、総務庁長官
- 松谷與二郎 - 勤労日本党総理、日本労農党・日本国家社会党創立メンバー、全国大衆党・全国労農大衆党顧問
- 鬼丸義斎 – 民主党最高委員・総裁代行委員、国民民主党最高顧問、サンフランシスコ講和条約全権委員代理
- 松本瀧蔵（ハーバード大院） - 内閣官房副長官、国民協同党政調会長、サンフランシスコ講和会議全権随員、日ソ国交正常化全権委員顧問
- 三室戸敬光 - 宮中顧問官、貴族院議員、華族、東邦音楽大学創立
- 野添宗三 – 立憲国民党院内総務、検事、判事、弁護士、神戸弁護士会会長
- 土橋一吉 - 衆議院議員、日本共産党中央委員会顧問、全通労組初代中央執行委員長、全官公労協初代議長
- 林迶 - 労働大臣、内閣委員長
- 藤尾正行（中退） - 文部大臣、労働大臣、自民党政調会長、衆議院内閣委員長
- 山下徳夫 - 内閣官房長官、運輸大臣、総務庁長官、厚生大臣、衆議院議院運営委員長
- 佐藤文生 - 郵政大臣、衆議院法務委員長
- 金子満広 - 第2代日本共産党中央委員会書記局長
- 佐藤孝行 - 自民党総務会長、自民党行政改革推進本部長、総務庁長官兼中央省庁改革等担当大臣
- 山口敏夫 - 労働大臣、国会対策委員長、新自由クラブ結党
- 笹川尭（中退） - 自由民主党総務会長、国務大臣、科学技術政策担当大臣
- 細川律夫 - 厚生労働大臣、民主党衆議院議員、弁護士、裁判官弾劾裁判所裁判長
- 新藤義孝（文学部） - 総務大臣兼内閣府特命担当大臣（地方分権改革）
- 松山政司（商学部） - 内閣府特命担当大臣、一億総活躍担当大臣、日本青年会議所会頭
- 渡辺博道（法学研究科大学院） - 復興大臣、衆議院総務委員長、党副幹事長
- 桜田義孝（商学部） - 東京オリンピック・パラリンピック担当大臣、自民党行政改革推進本部長
- 萩生田光一（商学部）- 自民党政調会長、 経済産業大臣、文部科学大臣、内閣官房副長官、内閣人事局長、日本会議国会議員懇談会事務局長
- 谷公一（政治経済学部） - 国家公安委員会委員長、国土強靭化担当大臣、領土問題担当大臣、内閣府特命担当大臣（防災、海洋政策）
- 高一涵 - 中国民主同盟中央委員、南京大学法学院院長、北京大学教授、上海中国公学社会科学院院長
- 向瑞琨 – 中華民国民主党結成、工商総長、全国商会連合会会長
- 章宗祥 – 中華民国（北京政府）大理院長、司法総長、農商総長（署理）
- 馬超俊 – 中華民国総統府国策顧問、立法委員、南京市長、中華民国全国総工会創設、国民党中央執行委員
- 盛世才 - 中華民国新疆省政府主席
- 董彦平 – 中華民国安東省政府主席、国民大会代表、中華学術院東北研究所所長
- 陳群 – 中華民国維新政府内政部長・教育部長、南京国民政府江蘇省省長考試院長・内政部長
- 丁惟汾 – 中国国民党元老、制憲国民大会代表、監察院副院長
- 池宗墨 - 中華民国冀東防共自治政府第2代行政長官
- 張我華 - 中華民国内政部部長代理、外交部条約委員会副会長
- 江洪杰 - 中華民国交通部長、駐日代理大使・公使、中華輸船株式会社社長
- 滕傑 - 行憲国民大会代表、南京市市長、中央信託局理事会主席、中国全民民主統一会会長
- 謝介石 - 満洲国初代外交部総長・大臣（満州国における台湾人の最高官職）、初代駐日満州国全権大使
- 宋鎮禹 - 韓国民主党創設、東亜日報社長
- 金鍾哲 - 韓国国民党総裁、第12代大韓民国大統領選挙立候補者
- 辛道煥 - 新韓民主党総裁
- 李仁 - 初代法務部長官
- 呉鐸根 - 日韓会談政府首席代表、法務大臣、韓国ガス公社理事長
- 金孝錫 - 大韓民国内務部（行政安全部）長官
- 李炳夏 - 韓国法務部長官
- 白寛洙 - 韓国民主党創立総務、大韓民国憲法起草メンバー
- 朴瓚鉉 - 大韓民国交通部長官、大韓民国文教部長官
- 鄭光好 - 韓国民主党創設メンバー
- 曺晩植 – 朝鮮民主主義人民共和国以北五道行政局委員長、朝鮮民主党創党、朝鮮日報社長、教育者
- 鄧祖禹 – 南京国民政府首都警察総監、冀察政務委員会参議、江西省長
- 喩熙杰 - 中華民国新民会副会長
- 金炳魯 – 民正党代表最高委員、国民の党最高委員、韓国初代大法院長、文化勲章、建国勲章
- 趙柱泳 - 科学技術情報通信部長官、警務部総務局局長、警務部監察長、弁護士
- 韓根祖 - 朝鮮社会民主党副党首・最高委員、米軍政庁大法院大法官、司法部法務次長、弁護士、平壌市長

##### 貴族院議員
- 青木才次郎 - 貴族院多額納税者議員、交友倶楽部、実業家
- 阿部秀逸 - 貴族院多額納税者議員、交友倶楽部、実業家
- 網蔵平輔 - 貴族院多額納税者議員、実業家
- 井上篤太郎 - 貴族院勅選議員、実業家
- 太田耕造 - 貴族院勅選議員、弁護士、亜細亜大学学長
- 大谷五花村 - 貴族院議員、作家、実業家
- 大西行礼 – 貴族院議員、実業家
- 川本泉 - 貴族院多額納税者議員
- 相良安之助 - 貴族院多額納税者議員、実業家
- 高倉篤麿 - 貴族院議員、研究会、子爵
- 立花種忠 - 貴族院議員、研究会、逓信参与官、子爵
- 田中武雄 - 貴族院議員、内務省、拓務次官、朝鮮総督府政務総監、内閣書記官長
- 寺田栄 - 貴族院議員、衆議院書記官長
- 土居通博 – 貴族院議員、実業家
- 土岐章 - 貴族院議員、実業家、子爵
- 永山盛興 - 貴族院議員、逓信省鉄道書記、男爵
- 長谷川如是閑 - 貴族院勅選議員、文化勲章
- 日野西資忠 - 貴族院議員、研究会、大礼使典儀官、子爵
- 藤田謙一 - 貴族院議員、実業家
- 細川興治 - 貴族院議員、研究会、宮内事務官、子爵
- 光行次郎 - 貴族院議員、東京控訴院検事長、検事総長
- 三室戸敬光 - 貴族院議員、研究会、宮中顧問官、子爵
- 湯地幸平 - 貴族院勅選議員、福井県知事、台湾総督府警視総長
- 山隈康 - 貴族院議員、熊本市長、弁護士
- 山田斂 - 貴族院議員、帝国農会会長
- 山本忠秀 – 貴族院議員、実業家

##### 衆議院議員
- 青木泰助 - 日本進歩党、千葉県議会議長
- 阿部徳三郎 - 立憲政友会、弁護士
- 阿部政太郎 - 立憲政友会、青森市長
- 荒井啓五郎 - 公同会、群馬県議会議員、公証人
- 有馬輝武 - 日本社会党
- 安藤新太郎 - 政友会
- 安保庸三 - 立憲政友会、三重県議会議長
- 五十嵐吉蔵 - 日本民主党総務
- 石井謹吾 ‐ 政友会、内務省、高等裁判所判事、実業家（東印拓殖社長、南洋興業社長）
- 石川甚作 - 立憲政友会、弁護士
- 石田仁太郎 - 憲政本党、弁護士、宇都宮市長
- 石橋為之助 - 公正会、神戸市長、山陽製鉄社長
- 磯田粂三郎 - 立憲政友会、弁護士
- 一瀬一二 - 立憲政友会、大日本新聞社社長
- 板野友造 - 立憲政友会、弁護士、大阪市会議員
- 井戸文四郎 - 憲政会、弁護士
- 伊藤直純 - 憲政本党、作家、耕地整理法・農業協同組合法成立、奥羽本線開通、金沢公園造園
- 井上篤太郎 - 立憲政友会、貴族院議員
- 犬飼源太郎 - 立憲国民党、岡山県議会議長、実業家
- 猪股謙二郎 - 立憲民政党、初代本荘市長
- 今井はつ - 日本自由党、日本初の女性国会議員の一人
- 井本常作 - 立憲民政党、司法参与官、弁護士、東京大勢新聞社長、第一東京弁護士会会長
- 入江武一郎 - 憲政本党、立憲国民党、岡山弁護士会長、岡山法律学校創設
- 岩岡伊代治 - 立憲政友会、弁護士
- 岩崎総十郎 - 立憲政友会、弁護士
- 岩崎万次郎 – 自由党、進歩党、日本木材設立
- 上野建一 – 社会党、千葉県議会議員
- 宇田川芳雄 - 21世紀クラブ結成、東京都議会議員
- 梅林時雄 - 民主党、実業家
- 漆原良夫（法学部） - 公明党衆議院議員、国会対策委員長、幹事長代理、弁護士
- 江間俊一 – 憲政会、東京市会議長、弁護士、実業家
- 大石大 - 政友会、日中・日ソ国交回復、大分国東鉄道社長
- 大出彰 - 民主党
- 大熊三之助 - 憲政本党、岐阜同仁会会長、弁護士、公証人会長
- 大淵龍太郎 - 帝国党、大同倶楽部、熊本区裁監督判事、弁護士、実業家
- 大宮伍三郎 - 民主党、中部日本新聞社重役
- 岡西明貞 - 民主自由党幹事、長崎民友新聞社取締役
- 岡本一巳 – 立憲政友会、盛岡新聞社創設、岩手銀行支配人
- 岡本実太郎 - 立憲民友党総務、大蔵省広島専売局長、日本弁護士連合会理事、税務弁理士会監事
- 岡元直熊 - 立憲政友会、弁護士
- 小久江美代吉 - 立憲民政党、弁護士
- 小河虎彦 - 民政党、山口地裁弁護士会会長
- 奥村七郎 - 弁護士、博多商業会議所会頭
- 押川定秋 - 民主党、弁護士
- 織田了 - 憲政会、検事、判事、林務官、特許局審査官、弁護士
- 鬼丸義斎 - 国民民主党総務会長、サンフランシスコ講和全権委員代理、名古屋弁護士会会長
- 小野謙一 - 東方会、時局同志会、翼賛議員同盟
- 小野寺章 - 立憲政友会、弁護士、日本林産創業、東北振興会幹事
- 恒松於菟二 - 翼賛政治体制協議会、島根県議会議長
- 鍛冶清 - 公明党中央委員
- 鍛冶良作 - 自由民主党、法務政務次官、大蔵政務次官、裁判官弾劾裁判所裁判長、弁護士
- 加藤一雄 - 日本自由党政調会通商部長、官吏
- 加藤卓二（専門部） - 自民党総務会副会長・副幹事長、衆議院法務委員長
- 金沢種次郎 - 公友倶楽部、公正会、実業家
- 鎌田三之助（法学部） - 品井沼干拓事業
- 川上貫一 - 共産党本部宣伝部長
- 川口寿 - 翼賛政治会、大日本政治会、日本進歩党、大東文化協会常任幹事
- 川島智太郎（高等部） - 民主党衆議院議員、日本未来の党幹事
- 川本末治 - 民主自由党、実業家
- 神田裕（経営学部） - 自由民主党衆議院議員
- 吉川久衛 - 改進党、校友会会長
- 木村公平 - 衆院内閣委員長、運輸政務次官、内閣総理大臣秘書官、日本自由党幹事、民主自由党総務・副幹事長
- 櫛部荒熊 - 立憲民政党、台湾台中弁護士会長、日本弁護士協会理事、日本煉瓦株式会社社長
- 工藤吉次 - 立憲政友会、判事、盛岡弁護士会会長
- 工藤卓爾 - 陸奥改進党、初代青森市長
- 国井庫 - 憲政本党→立憲国民党、弁護士、山形新聞社社長
- 久保田与四郎 - 改進党、弁護士（英船ノルマントン号事件名誉回復訴訟の原告代理人）、信濃倶楽部創立
- 熊谷義雄 - 自民党、衆議院社会労働委員長、大日本水産会理事、八戸ガス社長
- 蔵園三四郎 - 政友本党→立憲民政党→立憲政友会→昭和会、鉄道政務次官、弁護士
- 栗延敬太郎 - 憲政会、実業家
- 桑名義治 - 公明党、参議院運輸委員長、党中央委員
- 小磯忠之輔 - 弥生倶楽部、弁護士、小磯國昭（首相、陸軍大将）の叔父
- 小久江美代吉 - 立憲民友党、東京市会議員
- 倉元要一 - 立憲政友会、司法政務次官、衆議院建議委員長、内務官僚
- 小出五郎 - 立憲政友会、弁護士、実業家
- 小島善作 - 立憲政友会
- 小島相陽 - 立憲革新党、長野県弁護士会長
- 小滝辰雄 - 立憲民政党、東京市会議員
- 小林多門（政治経済学部） - 自民党、東京都議
- 小峰満男 - 立憲民政党、実業家
- 近藤寿市郎 - 立憲政友会、豊橋市長、豊川用水構想発案者
- 斎藤巌 - 立憲政友会、長崎県議会副議長、弁護士、新聞記者
- 斉藤一雄 - 社会党東京都本部委員長、衆議院環境委員会理事
- 斎藤鷲太郎 - 立憲政友会、政友本党、関東州弁護士会長
- 阪上貞信 - 立憲政友会、実業家
- 榊喜洋芽 - 立憲革新党、代言人、青森県議会議長、実業家
- 坂口平兵衛 – 自由民主党、鳥取県商工会議所連合会会長、山陰日日新聞社会長
- 坂本一角 - 立憲政友会、拓殖大学教授
- 坂本素魯哉 - 立憲政友会、台湾総督府評議員、日本銀行、彰化銀行頭取、台湾商工会議所会頭
- 佐久間渡 - 翼賛政治体制協議会、栃木県議会議長、実業家
- 桜田義孝（商学部） - 自民党衆議院議員、国務大臣（東京オリンピック・パラリンピック競技大会担当）
- 佐々木武生 - 立憲政友会、弁護士
- 笹本一雄 - 自由民主党、朝鮮総督府顧問
- 佐藤明男（政治経済学部） - 自由民主党衆議院議員
- 佐藤琢治 - 立憲政友会、ジャーナリスト
- 佐藤虎次郎 - 自民党、清水市長
- 佐藤錬（法学部） - 自民党
- 志々目藤彦 - 立憲政友会、鹿児島県会議長
- 四宮久吉 - 自民党、東京都議会議長、全国都道府県議会議長
- 庄晋太郎 - 立憲政友会、山口県議会議長、山口県水産会長
- 末次虎太郎 - 立憲政友会、私立満蒙学校創立、大日本相撲奨励会創立
- 杉山東太郎 - 民政党、自由民権運動家
- 鈴木憲太郎 - 民政党、延岡市長
- 鈴木正吾 - 自民党、豊川市長、読売新聞記者、『大観』編集長
- 鈴木里一郎 - 日本自由党、プリンス自動車販売（現日産自動車）社長
- 関田嘉七郎 - 立憲国民党、栃木県議会議長、実業家
- 宗前清 - 大政翼賛会、内務官僚、弁護士
- 高杉金作 - 立憲政友会、青森県議会議員、弘前商工会議所会頭
- 高橋安爾 - 立憲政友会、衆議院懲罰委員長、弁護士
- 高橋庄之助 - 立憲政友会、弁護士、実業家
- 高橋清治郎（法学部、ワシントン大学） - 民主党、通商産業国会議員訪米団代表、全国町村会副会長
- 高橋秀臣 – 立憲民政党、伊予市之川鉱山取締役、北陸タイムス社社長兼主筆
- 高橋元四郎 – 民政党会計監督・栃木県支部長、栃木県会議会副議長
- 高山智司（法学部） - 民主党衆議院議員、環境大臣政務官、党政務調査会副会長
- 武部其文 - 北陸自由党、富山県弁護士会会長
- 立川雲平 - 立憲政友会、大連市議会議長、弁護士
- 田中斉 – 日本社会党、実業家
- 田中藤次郎 - 立憲政友会、弁護士
- 田中美絵子（政治学研究科） - 民主党衆議院議員、ライター
- 田中貢 - 立憲民政党→日本進歩党、内閣調査局参与、大日本産業報国会理事・国防経済研究所長
- 谷原公 - 日本進歩党、衆議院懲罰委員長、徳島県議会議員、徳島弁護士会長、川上村長
- 田部香蔵 - 憲政本党、比婆郡議会議長、広島県農工銀行頭取
- 樽井藤吉 - 衆議院議員
- 千葉宮次郎 - 政友会、兵庫県議会議長、全淡自動車（淡路交通）社長
- 津原武 - 立憲政友会、弁護士、加悦鉄道社長、丹後縮緬工業組合理事長
- 坪田十郎 - 政友本党、徳島瓦斯（四国ガス）社長、播磨造船所（IHI）監査役）
- 寺田市正 - 立憲政友会、拓務政務次官、川内市長、自由通信社主幹
- 寺田栄吉 – 日本進歩党、実業家、寺田財閥、経済同友会幹事
- 土井権大 - 立憲政友会総務、実業家
- 飛嶋繁 - 民主自由党、自由党、藤沢市長、飛島組社長
- 戸部良祐 - 立憲民政党、第四高等学校 (旧制)助教授
- 富塚三夫（政治経済学部） - 総評事務局長、社会党国際局長
- 利光鶴松 – 憲政党幹事、実業家、小田急グループ創業
- 豊増竜次郎 – 憲政会、佐賀市弁護士会会長、佐賀毎日新聞社社長
- 中助松 – 自由党、内務参与官、農林官僚
- 中澤楠弥太 - 立憲政友会、高知商工会議所会頭、高知銀行頭取
- 永田安太郎 – 日本民主党、名古屋弁護士会会長、愛知県議会議長
- 中野清（政治経済学部） - 厚生労働副大臣、自由民主党副幹事長、衆議院内閣委員長
- 中林友信 – 立憲民政党、大阪盲人学校創設、大阪府教育会副会長、東京自由通信社主幹
- 中野英幸 - 自民党、実業家
- 中原清 - 立憲政友会、宮崎県弁護士会長
- 中村雄蔵 - 立憲政友会、台湾土地調査局監督官、福州銀行重役
- 中村又一 - 民主党、司法参与官、日本弁護士協会理事
- 中山貞雄 - 政友本党、実業家
- 名川侃市 - 立憲政友会総務、司法官参与、鉄道政務次官、東京地裁部長判事、第一東京弁護士会会長
- 夏井保四郎 - 立憲政友会、愛媛県議会議長、弁護士、松山電気軌道設立
- 難波清人 - 政友会、中外商業新報（日本経済新聞）経済市場部長
- 西岡新 - 衆議院議員、会社役員
- 野口喜一 - 立憲政友会、実業家
- 野添宗三 – 立憲国民党、検事、判事、神戸弁護士会会長
- 野田文一郎 – 憲政会、神戸市長、内閣調査局参与、神戸弁護士会会長、大阪控訴院判事
- 則井万寿雄 - 政友会、弁護士、岡山県議会議長
- 則元由庸 - 民政党、弁護士、長崎市会議長、実業家
- 萩亮 - 立憲政友会、検察官、山形県警察部長、青森・和歌山各県内務部長
- 蓮実進（政治経済学部） - 自民党、党副幹事長、国土交通副大臣
- 初村謙一郎（南カリフォルニア大院） – 日本新党組織委員長、新進党
- 葉梨新五郎 – 政友会、日本自由党総務、通貨安定本部長、農地改革法審議特別委員長
- 林信雄 - 自由党、小倉市長、日本弁護士連合会理事
- 林連 - 民主党、内務政務次官、弁護士
- 原淳一郎 - 立憲民政党、弁護士、高知放送初代社長
- 疋田敏男 – 国民党執行部役員、親和興産社長
- 樋口喜輔 - 立憲政友会、青森貯蓄銀行（みちのく銀行）創設、青森市議会議長、青森商業会議所会頭
- 平井義一 - 日本自由党、衆議院運輸委員長、郵政政務次官
- 平岡萬次郎 – 憲政本党、弁護士
- 平島良一 - 日本自由党総務、文部政務次官、実業家
- 平野八郎 - 協同民主党、国民協同党
- 深沢豊太郎（法中退→ベルリン大） – 立憲政友会、東京市会議員
- 福田善三郎 - 立憲国民党
- 深水吉毅 - 大政翼賛会、熊本県農会議長、水俣町長、水俣銀行頭取
- 福岡宗也 - 民主党、日本弁護士会副会長、名古屋弁護士会会長
- 藤井正男 – 福山市長、福山競馬場設置、学校法人藤井学園創立
- 藤田一枝（法学部） - 民主党衆議院議員、厚生労働大臣政務官
- 藤田包助 - 立憲政友会、実業家（朝日銀行、北日本興業取締役等）
- 古屋貞雄 – 社会党中央執行委員、日本朝鮮研究所理事長、日本中国友好協会顧問、自由法曹団弁護士
- 本田義成 - 立憲政友会、実業家
- 松島肇 - 無所属、実業家
- 前田郁 - 自民党、衆議院運輸委員長、運輸政務次官、国際観光文化協会会長、日本有線放送連合会会長
- 前田卯之助 - 憲政会、函館時事新聞社社長
- 牧野賤男 – 立憲政友会、東京府会議長、東京弁護士会副会長、帝国弁護士会理事
- 松野祐次郎 - 立憲国民党、岐阜県議会議長、弁護士
- 松本一郎 – 民主党、衆議院農林水産委員長、科学技術政務次官、全国農業共済協会副会長
- 松本和那（商学部） - 自民党
- 松本文明（政治経済学部） - 自民党衆議院議員
- 松本善壽 - 民主自由党、税理士、社会保険労務士
- 松山千恵子 - 自民党、厚生政務次官、郵政政務次官
- 松本与右衛門 - 立憲政友会、実業家
- 真鍋儀十（法学部） - 自民党、俳人（芭蕉記念館）
- 丸山名政 - 立憲改進党結成に参画、内務省、東京市助役、日本証券社長
- 丸山浪弥 - 北海道会議長、ジャーナリスト、北海道国防義会会長、胆振鉄道会社役員
- 三浦数平 - 立憲政友会、東京朝日新聞記者、弁護士、大分市会議会議長、大分市長
- 三浦久（法学部） - 共産党、弁護士
- 三鬼鑑太郎 – 昭和会、岩手軽便鉄道社長
- 水品平右衛門 - 立憲政友会、長野商工会議所会頭
- 三津家伝之 - 立憲同志会、熊本県議会副議長、実業家
- 美濃部貞亮 - 弥生俱楽部
- 御法川英文（政治経済学部） - 自民党国会対策副委員長、国土政務次官
- 宮崎三之助 - 判事、弁護士、東京市会議員、実業家
- 宮沢隆仁 - 日本維新の会、脳神経外科医（中退）
- 宮沢長治 - 立憲政友会、長野県議会議長、弁護士、長野新聞社主筆・取締役
- 宮下一清 - 立憲政友会、長野県議会議長、弁護士、長野新聞社社長
- 宮幡靖 - 民主自由党総務、自由党総務、通商産業政務次官、自由党産業復興計画委員長、名古屋地方税理士会長
- 望月長夫 - 憲政本党→立憲国民党、滋賀県議会議員、大津弁護士会会長
- 森昇三郎 - 立憲政友会、帝国商事社長
- 森下亀太郎 – 庚申倶楽部、大阪弁護士会会長、大阪控訴院検事
- 森田政義 – 立憲政友会総務、弁護士
- 森山儀文治 – 立憲政友会、松本市議会議長、弁護士
- 師岡栄一 - 日本社会党中央委員
- 八木宗十郎 - 翼賛政治体制協議会、山口商工会議所会頭
- 安村竹松 – 立憲政友会、司法省官僚、弁護士（大逆事件弁護人）
- 安原仁兵衛 - 立憲政友会、滋賀県議会議長、高島銀行取締役
- 山移定政 - 憲政会、弁護士、台湾新聞社社長
- 山口好一 - 日本自由党、衆議院地方行政委員長・懲罰委員長・科学技術振興特別委員長、法務政務次官、弁護士
- 山口久吉 - 立憲政友会、医師、弁護士
- 矢野力治 - 立憲政友会、弁護士
- 山下義信 – 社会党政審副会長・中央統制委員、参議院厚生委員長、僧侶、原爆遺児後援会会長、広島日刊新聞社長
- 山田英介（商学部） - 公明党
- 山田武 – 憲政本党、宇都宮弁護士会会長
- 山村健 - 民主党
- 山本粂吉 - 大蔵参与官、日本進歩党結成参加、衆議院内閣委員長、裁判官弾劾裁判所第一代理裁判長
- 山谷虎三 – 立憲国民党、弁護士、中国鉄道支配人、阿哲銀行頭取
- 湯浅凡平 - 立憲政友会、実業家
- 横江金夫 – 社会党、愛知県議
- 吉川久衛（法学部） - 農林省、衆議院決算委員長、衆議院農林水産委員長
- 吉田安 - 改進党、日本民主党、司法参与官、郵政政務次官
- 吉田公一（政治経済学部） - 民主党衆議院議員、農林水産副大臣、農林水産委員会委員長
- 吉田省三 - 民主自由党、司法官、弁護士
- 米田実 – 立憲政友会、東京組合弁護士会評議員
- 若林徳懋 - 立憲政友会、政友本党、実業家
- 和田一仁 - 民社党、民社協会事務局長、民社党統制委員、元商工省
- 渡瀬憲明 - 自民党、防衛政務次官、衆議院文教委員会理事
- 渡邊正清 - 立憲民政党、検察官、弁護士、実業家
- 渡部義通 - 共産党、日本史学者（民主主義科学者協会幹事長）
- ベン・ナイトホース・キャンベル（Ben Nighthorse Campbell） - アメリカ上院・下院議員（共和党、欧州安全保障協力会議委員長）
- 白逾桓 - 中華民国革命家、衆議院議員、ジャーナリスト、中国同盟会の四傑
- 権逸 - 韓国国会議員、在日本大韓民国民団団長、国民勲章無窮花章
- 李錫 - 韓国国会議員（大韓独立促成国民会）
- 張炳晩 - 韓国国会議員（大韓独立促成国民会）
- 李相慶 - 韓国国会議員（大韓独立促成国民会）、官僚
- 李肯鍾 - 韓国国会議員、朝鮮臨戦報国団発起人、国民精神総動員朝鮮連盟発起人、朝鮮商工新聞社長・主筆、商工日報社長
- 朴基玎 - 民主党、民主回復国民会議
- 金喆安 - 韓国自由党中央委員、国会社会保健委員長
- 晋直鉉 - 大韓独立促成国民会
- 金意俊 - 自由党中央党宣伝部長、ソウル高等法院判事・驪州支院長
- 洪淳熙 - 民主党
- 羅吉祚 - 民主共和党
- 権五鍾 - 民主党、自由党
- 権五勲 - 大韓独立促成国民会
- 鄭商熙 - 自由党
- 曺逸煥 - 新民党
- 孫文璟 - 自由党
- 許佶 - 民主党中央党常務委員、大韓行政学会理事
- 金奉斗 - 韓国民主党中央常務委員
- 朴海克 - 韓国民主党慶尚北道党委員長、国際弁護士会議朝鮮人弁護士代表
- 曺奎甲 - 再建党、昌原郡亀山面長

##### 参議院議員
- 井川伊平 - 自由民主党、北海道開発政務次官、参議院内閣委員長
- 内田芳郎 - 自由民主党、通商産業政務次官、日中協会役員
- 太田敏兄 – 社会党、参議院懲罰委員長、東大博士
- 大仁田厚（2部政経学部社会人特別枠） - 自由民主党、参議院議員、格闘家
- 小野正芳（経営学部中退） - れいわ新選組
- 上林繁次郎（政治経済学部） - 公明党、参議院運輸委員長
- 川上嘉（専門部法科） - 左派社会党
- 北岡秀二（政治経済学部） - 自由民主党、参議院文教科学委員長
- 木下源吾 - 労働農民党、社会党初代北海道委員長、参議院人事委員長
- 窪田哲也（法学部） - 公明党
- 黒木利克（大学院） - 自由民主党、厚生官僚
- 杉元恒雄 - 自民党、環境政務次官、神奈川県議会議長
- 高橋克法（法学部） - 自由民主党、国土交通大臣政務官
- 高橋千秋（農学部） - 民主党党副幹事長、外務副大臣、経済産業大臣政務官
- 内藤功（法学部） - 日本共産党名誉役員、衆議院議員、弁護士、日本平和委員会代表理事、自由法曹団本部常任幹事
- 中原八一（政経学部） - 自由民主党参議院議員
- 野上進 - 参議院運輸委員長、九州産業交通初代社長
- 野間赳（政治経済学部） - 自民党副幹事長、農林水産副大臣
- 松本英一（政治経済学部） - 社会党、日中友好協会本部顧問
- 前之園喜一郎 - 参議院決算委員長、鹿児島弁護士会長、鹿児島市議会議長
- 丸谷金保（法学部） - 社会党、参院物価対策特別委員長、参院沖縄・北方特別委理事
- 水久保甚作 - 立憲政友会（衆議院議員、参議院議員）、参院郵政委員長、都城新聞社副社長
- 宮田輝（専門部） - 自由民主党、農林水産政務次官
- 山下義信 - 右派社会党、参議院厚生委員長、広島日刊新聞社長、原爆遺児後援会会長、住職
- 山村明嗣（政治経済学部） - 民主党
- 渡辺博道（法学研究科大学院） - 自由民主党衆議院議員、復興大臣、衆議院総務委員長、党副幹事長
- 渡邉美樹（商学部） - 自由民主党参議院議員、日本経済団体連合会理事、ワタミグループ創設、政府教育再生会議委員

##### 現職
- 赤池誠章（政経学部） - 自由民主党参議院議員、内閣府副大臣、松下政経塾
- 井野俊郎（法学部） - 自由民主党衆議院議員、弁護士
- 北村茂男（経営学部） - 自由民主党衆議院議員、総務大臣政務官、新和会会長、石川県議会議長
- 森山浩行（法学部）- 立憲民主党衆議院議員
- 古賀之士（政治経済学部） - 立憲民主党参議院議員、FBS福岡放送アナウンサー
- 笹川博義（政治経済学部中退） - 自由民主党衆議院議員、群馬県議会議員、ヤマト発動機社長
- 杉村慎治（政治経済学部）- 立憲民主党衆議院議員
- 仙田晃宏（政治経済学部）- 国民民主党衆議院議員
- 新藤義孝（文学部） - 自由民主党衆議院議員、総務大臣・内閣府特命担当大臣（地方分権改革担当）、経済再生担当大臣
- 高橋克法（法学部） - 自由民主党参議院議員
- 谷公一（政治経済学部） - 自由民主党衆議院議員、国家公安委員会委員長、党副幹事長、復興副大臣
- 萩生田光一（商学部） - 自由民主党衆議院議員、経済産業大臣、文部科学大臣、内閣官房副長官、内閣人事局長
- 古川直季（政治経済学部） - 自由民主党衆議院議員
- 松山政司（商学部） - 自由民主党参議院議員、内閣府特命担当大臣、一億総活躍担当大臣、元日本青年会議所会頭
- 窪田哲也（法学部） - 公明党参議院議員
- 宮崎政久（法学部） - 自由民主党衆議院議員、法務大臣政務官、沖縄弁護士会副会長
- 猪瀬直樹（大学院） - 日本維新の会参議院議員
- 大西洋平（大学院） - 自由民主党衆議院議員
- 江原久美子 - 国民民主党

#### 地方政治

##### 知事
- 依田銈次郎 - 群馬県知事、長野県知事、山形県知事、広島県知事
- 湯地幸平 - 福井県知事、貴族院勅選議員、内務省警保局長、台湾総督府警視総長
- 清水重夫 - 和歌山県知事、三重県知事、海軍司政長官
- 今村正美 - 滋賀県知事、慶尚南道知事
- 小平重吉 – 栃木県知事、衆議院議員
- 中谷秀 - 鳥取県知事、内務官僚
- 加藤初夫 - 福井県知事、内務官僚
- 山本栄彦 - 山梨県知事、全国市長会副会長、甲府市長
- 大野元裕 - 埼玉県知事、参議院議員、外交官
- 猪瀬直樹 - 東京都知事、東京都副知事、作家
- 佐々木藤太郎 – 朝鮮慶尚南道知事
- 帆足準三 – 朝鮮咸鏡北道知事
- 松村基弘 – 忠清南道知事
- 増永弘 – 忠清北道知事、忠清南道知事
- 平松昌根 – 忠清南道知事、忠清北道知事
- 高元勲 - 全羅北道道知事
- 丸山名政 - 東京市助役、衆議院議員
- 馬超俊 - 中華民国南京市長
- 滕傑 - 中華民国南京市長
- 馮司直 - 中華民国山西省省長
- 陳曽栻 - 中華民国呉興県知事、灤県県長、河北省政府公署建設庁庁長、河北省政府秘書長
- 呂宜文 - 満洲国通化省長、駐独公使

##### 市町村長
- 山口幸太郎 - 北海道千歳市長
- 木戸浦隆一 - 北海道函館市長
- 佐藤国司 - 北海道釧路市長
- 海老澤順三 - 北海道北斗市長
- 山田利雄 - 北海道江別市長
- 寺内靖治 - 北海道石狩町長
- 板東知文 - 北海道美唄市長
- 五十嵐悦郎 - 北海道留萌市長
- 工藤卓爾 - 初代青森県青森市長
- 阿部政太郎 - 青森県青森市長
- 中野浩 - 青森県青森市長、東京市淀橋区長・板橋区長
- 櫻田清芽 - 青森県弘前市長
- 倉光弘昭 - 青森県つがる市長
- 白木沢桂 - 岩手県大船渡市長
- 荻原麟次郎 - 秋田県秋田市長
- 猪股謙二郎 - 秋田県本荘市（由利本荘市）長
- 佐藤善仁 - 岩手県一関市長
- 若生英俊 - 宮城県富谷市長
- 千葉卓朗 - 宮城県本吉町長
- 須田善明 - 宮城県女川町長
- 原正夫 - 福島県郡山市長
- 藤森英二 - 福島県郡山市長
- 今井英二 - 福島県白河市長
- 佐藤栄一 - 栃木県宇都宮市長、日本青年会議所副会頭
- 石田仁太郎 - 栃木県宇都宮市長
- 中村和彦 - 栃木県真岡市長
- 大塚朋之 - 栃木県益子町長
- 堀綱四郎 - 栃木県上都賀郡足尾町長
- 沼賀健次 - 群馬県高崎市長
- 今井清二郎 - 群馬県富岡市長
- 萩原睦男 - 群馬県吾妻郡長野原町長
- 高橋靖 - 茨城県水戸市長
- 小林栄 - 茨城県結城市長
- 小田川浩 - 茨城県つくばみらい市長
- 澤部元信 - 茨城県下妻市長
- 今泉利拓 - 茨城県潮来町（現在の潮来市）長、潮来市議会議員
- 萩原勇 - 茨城県龍ケ崎市長
- 橋本正裕 - 茨城県境町長
- 國井豊 - 茨城県大洗町長
- 佐怒賀修一郎 - 茨城県猿島郡森戸村長
- 千葉繁 - 第8代茨城県阿見町長、第25代阿見町議会副議長[2]
- 馬橋隆二 - 埼玉県大宮市長、日本弁護士連合会理事、運輸官僚
- 大野元美 - 埼玉県川口市長
- 石井直彦 - 埼玉県行田市長
- 菅原文仁 - 埼玉県戸田市長
- 松下昌代 - 埼玉県朝霞市長
- 伊達徳次郎 - 埼玉県川越市長
- 渋谷塊一 - 埼玉県川越市長
- 三枝安茂 - 埼玉県春日部市長
- 板川文夫 - 埼玉県越谷市長
- 芝崎亨 - 埼玉県東松山市長
- 小林一夫 - 埼玉県熊谷市長
- 佐藤征治郎 - 埼玉県岩槻市長
- 藤波彰 - 埼玉県八潮市長
- 川村芳次 - 千葉県銚子市長、北海道岩見沢市長、全国市長会副会長
- 松崎秀樹 - 千葉県浦安市長
- 荒木勇 - 千葉県習志野市長、弁護士
- 佐渡斉 - 千葉県四街道市長
- 小川進 - 千葉県四街道市長
- 中台良男 - 千葉県四街道市長
- 太田安規 - 千葉県匝瑳市長
- 猿田寿男 - 千葉県勝浦市長
- 山口吉暉 - 千葉県勝浦市長
- 伊藤友則 - 千葉県香取市長
- 佐久間清治 - 千葉県富津市長
- 野口岡治 - 千葉県富津市長
- 佐藤晴彦 - 千葉県横芝光町長
- 成澤廣修 - 東京都文京区長
- 天野房三 - 東京都渋谷区長
- 本橋保正 - 東京都杉並区長
- 田中良 - 東京都杉並区長、第42代東京都議会議長
- 宮本知遠 - 東京府北豊島郡板橋町長
- 松原忠義 - 東京都大田区長
- 花川與惣太 - 東京都北区長
- 波多野重雄 - 東京都八王子市長、東京都市長会長
- 尾又正則 - 東京都東大和市長、東京都市長会会長
- 師岡伸公 - 東京都奥多摩町長
- 飛鳥田一雄 - 神奈川県横浜市長、弁護士
- 久野工 - 神奈川県横須賀市長、大日本帝国海軍主計中将、実業家
- 飛嶋繁 - 神奈川県藤沢市長
- 落合克宏 - 神奈川県平塚市長
- 星野勝司 - 神奈川県座間市長
- 山口昇士 - 神奈川県箱根町長
- 小田眞一 - 神奈川県大井町長
- 山本栄彦 - 山梨県甲府市長
- 田中久雄 - 山梨県中央市長
- 荻野正直 - 山梨県笛吹市長
- 中原八一 - 新潟県新潟市長
- 磯田達伸 - 新潟県長岡市長
- 林茂男 - 新潟県南魚沼市長
- 小山元一 - 新潟県上越市長、高田市長、中頸城郡三郷村長
- 高橋一夫 - 新潟県三条市長
- 澤野修 - 新潟県東蒲原郡津川町長、新潟県議会議長
- 諸里正典 - 新潟県十日町市長
- 澤野修 - 新潟県東蒲原郡津川町長、第96代新潟県議会議長
- 小川修一 - 長野県千曲市長
- 天野早人 - 長野県宮田村長、元宮田村議会議長
- 佐藤虎次郎 - 静岡県清水市長
- 大城伸彦 - 静岡県伊豆市長
- 中野弘道 - 静岡県焼津市長
- 勝亦千城 - 静岡県沼津市長
- 山岸正裕 - 福井県勝山市長
- 岸博一 - 石川県羽咋市長
- 分家静男 - 富山県射水市長、新湊市長
- 七尾晶一朗 - 富山県氷見市長
- 加藤重三郎 - 愛知県名古屋市長
- 内田喜久 - 愛知県岡崎市長
- 鈴木淳雄 - 愛知県東海市長
- 鈴木正吾 - 愛知県豊川市長
- 近藤寿市郎 - 愛知県豊橋市長
- 服部彰文 - 愛知県弥富市長
- 森勇 - 富山県富山市長、検事
- 松尾吾策 - 岐阜県岐阜市長
- 石川道政 - 岐阜県美濃市長
- 西脇康世 - 岐阜県関ケ原町長
- 森田茂 - 京都府京都市長
- 広瀬慶輔 - 大阪府寝屋川市長
- 柴谷光謹 - 大阪府八尾市長
- 三橋和史 - 奈良県香芝市長
- 野田文一郎 - 兵庫県神戸市長、神戸弁護士会会長、大阪控訴院判事
- 石橋為之助 - 兵庫県神戸市長、衆議院議員、山陽製鉄社長
- 林時彦 - 兵庫県丹波市長
- 栗原一 - 兵庫県たつの市長
- 上村盛治 - 兵庫県尼崎市長
- 三橋和史 - 奈良県香芝市長
- 飯塚俊之 - 島根県出雲市長
- 君野秀三 - 鳥取県八頭郡若桜町長
- 小枝英勲 - 岡山県久米郡中央町長、元岡山県議会議長
- 吉村平造 - 広島県広島市長、大阪府大阪市助役
- 藤井正男 - 広島県福山市長、学校法人藤井学園創設
- 村上和弘 - 広島県因島市長
- 肥田広司 - 広島県海田町長
- 小林嘉文（復旦大学、ハーバード・ビジネス・スクールTGMP） - 岡山県笠岡市長
- 藤田包助 - 山口県萩市長
- 小池春光 - 山口県萩市長
- 村田弘司 - 山口県美祢市長
- 村上清 - 高知県高知市長
- 西村伸一郎 - 高知県土佐清水市長
- 井上源一 - 愛媛県宇和島市長
- 河野忠康（文学部）- 愛媛県久万高原町長、愛媛県議会副議長
- 高門清彦（農学部）- 愛媛県伊方町長、愛媛県議会副議長
- 長尾新九郎 - 徳島県徳島市長
- 平田次郎 – 香川県宇多津町長
- 藤井秀城 - 香川県東かがわ市長
- 林信雄 - 福岡県小倉市長、日本弁護士連合会理事、衆議院議員
- 松嶋盛人 - 福岡県みやま市長
- 武信弘隆 - 福岡県山田市長
- 塚本勝人 - 福岡県朝倉市長
- 西元健 - 福岡県豊前市長
- 三浦数平 - 大分県大分市長
- 岩崎泰也 - 大分県津久見市長、大分県議会議長
- 照山俊一 - 大分県国東市長
- 藤本熊雄 - 大分県東国東郡姫島村長
- 本田維憲 - 大分県速見郡日出町長
- 奥村慎太郎 - 長崎県雲仙市長
- 筬島桂太郎 - 長崎県佐世保市長
- 原忠實 - 佐賀県鳥栖市長
- 鈴木憲太郎 - 宮崎県延岡市長
- 瀬戸山三男 - 宮崎県都城市長
- 山隈康 - 熊本県熊本市長、熊本弁護士会長
- 山下慶一郎 - 熊本県荒尾市長
- 寺田市正 - 鹿児島県川内市長
- 木場一昭 - 鹿児島県錦江町長
- 呉鉄城 - 中華民国上海市長、中華民国外交部長（外務大臣）、広東省政府主席
- 滕傑 - 中華民国南京市長、行憲国民大会代表
- 馬超俊 – 中華民国南京市長、中華民国総統府国策顧問、中華民国全国総工会創設
- 姚作賓 - 南京国民政府青島特別市長、恵通航空公司董事

##### その他政治関係者等
- 斎藤孝治 - 明治法律学校最初の卒業生の一人、東京府会議長
- 安藤正楽 - 人権思想家、歴史学者、画家、俳人、愛媛県議
- 多田悦太郎 - 貴族院議員選挙互選資格者、多額納税者
- 青木来三郎 - 茨城県議会議長、つくば万博開催等
- 白田信夫 - 茨木県議会議長
- 鈴木信雄 - 静岡県議会議長、日本弁護士連合会副会長、静岡県民放送初代社長
- 萩原清 - 長野県議会議長
- 北村茂男 - 石川県議会議長
- 長谷川忠男 - 山口県議会副議長
- 野間赳 - 愛媛県議会議長
- 青木伊平 - 第74代内閣総理大臣・竹下登元秘書
- 小川一成 - 茨城県議会議長
- 萩原渉 - 群馬県議会議長、建築家
- 浮谷権兵衛 - 千葉県議会議長、治水家、実業家、千葉県多額納税者
- 稲垣昭義 - 三重県議会副議長
- 澤田敦士 - 千葉県我孫子市市議会議員、柔道家
- 田野井一雄 - 神奈川県横浜市議会議長
- 若林玵蔵 - 帝国議会衆議院常任速記者
- 坪川禮巳 - 広島県議会議員、清水ヶ丘学園理事長
- 早坂義弘 - 東京都議会議員
- 大井岳夫 - 長野県議会議員
- 野崎孝男 - 中華民国行政院政務顧問
- 前田蓮山 - 政治社会評論家、政治記者
- 渋川善助 - 思想家
- 川合貞吉 - 社会運動家、著述家
- 鈴江言一 - 社会運動家、中国研究者
- 森本勝也 - 日本青年会議所副会頭、自由民主党参議院比例区候補者
- 青山鉞四郎 - 名古屋市議会議長、弁護士
- 重信房子（二部文学部） - 日本赤軍最高幹部
- 田中義三（二部政経学部） - 赤軍派活動家
- 上原敦男（二部政経学部） - 赤軍派活動家
- 遠山美枝子（二部法学部） - 赤軍派活動家
- 万年東一（中退） - 右翼活動家、大日本一誠会初代会長
- 鈴江言一 - 中国革命家・研究者
- 平塚正幸（中退） - 政治活動家（国民主権党党首）

### 官僚

#### 中央省庁

##### 財務（大蔵）官僚
- 水越理庸 – 大蔵省、北海道拓殖銀行頭取、朝鮮銀行理事、第一回文官高等試験合格者
- 藤田謙一 - 大蔵省、日本商工会議所会頭
- 佐々木藤太郎 – 大蔵省、朝鮮慶尚南道知事
- 小笠原鑅次郎 – 大蔵省、安田財閥理事
- 岡烈 - 大蔵省、鈴木商店支配人
- 岡本実太郎 - 大蔵省広島専売局長、衆議院議員（立憲民友党総務）、日本弁護士連合会理事
- 石井直一 - 大蔵省印刷局長、私学初の大蔵省局長
- 木村尚一 - 大蔵省、日本麦酒酒造組合副会長
- 下村英紀（ハーバード・ロー・スクール） - 財務省、経済産業省、国税庁、明治ビジネススクール教授、東北大学会計大学院教授
- 梶原広彦 - 財務省、財務省大臣官房審議官、日本経済研究所理事
- 川瀬透 - 財務省、財務省九州財務局長、大東京信用組合参与、明治大学社会連携機構委員

##### 総務（内務・自治・総務・郵政）官僚
- 田中武雄 - 内務省、拓務次官、朝鮮総督府政務総監、内閣書記官長
- 矢野庄太郎 - 内務省、大蔵大臣
- 中谷秀 - 内務省、鳥取県知事
- 清水重夫 - 内務省、和歌山県知事、三重県知事、海軍司政長官
- 帆足準三 – 内務省、会計検査院、朝鮮咸鏡北道知事
- 丸山名政 - 内務省、衆議院議員、立憲改進党結成に参画、東京市助役、日本証券社長
- 石井謹吾 – 内務省、衆議院議員、高等裁判所判事、実業家
- 川村芳次 - 内務省、全国市長会副会長
- 松尾吾策 - 内務省、岐阜市長
- 倉元要一 - 内務省、衆議院議員、福井県理事官、静岡県理事官
- 宗前清 - 内務省、衆議院議員、弁護士
- 双川喜一 - 内務省、滋賀県・新潟県警察部長
- 荒井退造 – 内務省、沖縄県警察部長
- 萩亮 - 内務省、衆議院議員、検事
- 高杉晋 – 逓信省、実業家

##### 外務官僚
- 松岡洋右 - 外交官試験首席合格、上海総領事、外務大臣、満鉄総裁
- 住本博 - 国際連合環境計画国際環境技術センター上級審議役、駐ギニア大使
- 岡田誠司 - 駐バチカン大使、バンクーバー総領事、外務省大臣官房参事官
- 森田幸一 - 駐ジンバブエ大使、コタキナバル総領事
- 松井正人 - 駐ホンジュラス大使、外務省警備対策室長
- 山口又宏 - 駐レバノン大使、ジッダ総領事
- 篠崎護 - シンガポール日本総領事館書記官・軍政幹部、昭南特別市教育科長
- 大野元裕 - 中東調査会研究員、参議院議員
- 松尾克俊 - 外務省要人外国訪問支援室長
- 山本大介 - 在ジッタ日本国総領事館 総領事
- 朴瓚鉉 - 駐トルコ大使、駐インド大使

##### 法務（司法）官僚
- 瀬戸山三男 - 司法省、法務大臣、判事
- 安村竹松 – 司法省、衆議院議員、弁護士
- 森山武市郎 - 司法省保護局長
- 光行次郎 – 司法省人事局長、東京控訴院検事長、検事総長
- 石井忠雄 - 法務省人権擁護局長、法務省難民審査参与員、東京高等裁判所部総括判事
- 萩原秀紀 - 法務省人権擁護局長、金融庁証券取引等監視委員会事務局次長、東京高等裁判所部総括判事
- 野口宣大 - 法務省司法試験考査委員・大臣官房会計課長

##### 農林水産官僚
- 三上英夫 – 農商務省、大東京火災海上保険社長
- 織田了 - 農商務省、特許局審議官、林務官、衆議院議員
- 藤田三郎 – 農林省、全国農業協同組合中央会会長
- 中助松 - 農林省、衆議院議員、内務参与官
- 吉川久衛 – 農林省、衆議院決算委員長、地方行政委員長、農林水産委員長
- 菱垣裕介 - 元農林水産省、ジョブストリート日本代表

##### 国土交通官僚
- 米田冨士雄 - 逓信省、海務院運航部長・海務官、日本船主協会理事長、日本海運振興会会長
- 伊東九郎 - 鉄道省、東京電燈支社長
- 笹村越郎 - 鉄道省工作局長、汽車製造社長
- 馬橋隆二 - 運輸官僚、大宮市長、日本弁護士連合会理事
- 斎藤伯好 - 運輸省、翻訳家、作家

##### 文部科学官僚
- 湯地幸平 – 文部省、福井県知事、貴族院勅選議員、内務省警保局長、台湾総督府警視総長
- 永山盛興 - 文部省、逓信省、貴族院議員、華族（男爵）
- 渡辺操 - 文部省、農林省、総理府、明治大学教授
- 山中弘美 - 文部科学省、文化庁長官官房著作権課著作物流通推進室長、大阪工業大学知的財産専門職大学院教授

##### 宮内官僚
- 日野西資忠 - 宮内省、殿掌、大礼使典儀官
- 三室戸敬光 - 宮内省、宮中顧問官
- 高倉篤麿 - 宮内省、侍従職、主猟官
- 細川興治 - 宮内省、宮内属、陵墓監、宮内事務官

##### その他
- 渡辺美恵 - 日本初の女性行政官（キャリア官僚）、厚生官僚
- 森永正比古 - 内閣官房内閣調査室長（内閣情報官）
- 小沼廣幸 - 国際連合食糧農業機関事務局長補兼アジア太平洋局長、アジア工科大学院学長上級顧問
- 黒木利克 - 厚生省児童家庭局長、参議院議員
- 小野寺徳子 - 厚生労働省労働局長
- 山中弘美 - 文部科学省文化庁長官官房著作権課著作物流通推進室長
- 長井源 - 立憲民政党総務、自民党総務
- 寺田栄 - 衆議院書記官長、横浜地方裁判所判事
- 小林正基 - 警察官僚・弁護士、横浜市警察局長、横浜弁護士会長
- 高山勝司 - 警察官僚、旅順市長
- 山本高義 - 内閣総理大臣秘書官
- 武藤針五郎 - 台湾総督府土木局長、台北市長
- 柴田孟甫 - 公証人
- 中平昌 - 台湾総督府食糧局長
- 呉鐸根 - 史上最年少高等文官試験合格者、日韓会談政府首席代表、法務大臣、韓国ガス公社理事長
- 賈士毅 - 中華民国財務官僚、経済学者、政治家
- 王允卿 - 満州国駐日大使、総務庁次長、熱河省省長
- 鄧祖禹 - 中華民国維新政府首都警察総監、中央警官学校校長、江西省長
- アメッド・ムフター・ルフマ・ナイリ - 駐日リビア大使館公館長

#### 地方公共団体
- 磯田憲一 - 北海道副知事、旭川大学大学院教授、北海道文化財団理事長
- 細谷知行 - 山形県副知事、山形県住宅供給公社理事長、山形県道路公社理事長、山形県スポーツ振興21世紀協会理事長
- 若生正博 - 宮城県副知事、テクノプラザみやぎ社長、みやぎ産業振興機構理事長、七十七銀行取締役
- 安藤立美 - 東京都副知事、東京都知事職務代理者、東京都参与、東京都国民健康保険団体連合会理事長、東京都人材支援事業団理事長
- 潮田勉 - 東京都副知事、東京オリンピック・パラリンピック競技大会組織委員会副会長
- 山口一久 - 東京都副知事、東京都競馬社長、東京サマーランド会長
- 幸田昭一 - 東京都出納長、東京都福祉保健局長、東京都住宅供給公社理事長、東京メトロ副社長、大田区副区長
- 内藤淳 - 東京都交通局長、公営交通事業協会会長、日本地下鉄協会副会長、東京都立病院機構副理事長
- 高井盛雄 - 新潟県副知事、北越急行会長
- 都筑信 - 埼玉県副知事
- 加藤順一 - 川崎市副市長、川崎市総務企画局長
- 長谷川信義 - 愛知県副知事、愛知県企業庁長、愛知環状鉄道社長
- 桑田宜典 - 岐阜県副知事
- 富川盛武 - 沖縄県副知事、沖縄県知事職務代行者、沖縄国際大学学長
- 真野毅 - 豊岡市副市長、長野県立大学教授

### 法曹

#### 判事
- 尾佐竹猛 - 大審院判事（最高裁判所裁判官）・大審院検事（最高検察庁検事）
- 岩本勇次郎 - 大審院判事（〃）、東京控訴院部長判事、東京第二弁護士会会長
- 岡田庄作 - 大審院判事（〃）、独留学、東京弁護士会会長
- 阿部茂雄 - 大審院判事（〃）
- 水内吉蔵 - 大審院判事（〃）、独留学、ハイデルベルク大学卒業、法学博士
- 桜田寿 - 大審院判事（〃）、宮城控訴院長（仙台高等裁判所長官）、大阪地方裁判所長
- 長谷川太一郎 - 最高裁判所判事、第一東京弁護士会会長、明治大学理事長
- 野田愛子 - 札幌高等裁判所長官、日本初の女性高等裁判所長官
- 今村恭太郎 – 広島控訴院長（広島高等裁判所長）、東京地方裁判所長、日比谷焼打事件の裁判長
- 寺田栄 - 衆議院書記官長、横浜地方裁判所判事
- 名川保男 - 国家公安委員、日本弁護士連合会副会長、東京弁護士会会長、帝人事件、炭鉱国管疑獄・昭和電工事件・造船疑獄等
- 三淵嘉子 - 日本初の女性家庭裁判所長（新潟家庭裁判所所長）、日本初の女性弁護士、日本女性法律家協会副会長
- 石渡満子 - 日本初の女性裁判官
- 寺沢光子 - 日本初の女性地方裁判所長、初の女性司法研修所裁判官教官、東京高裁部総括判事
- 石井忠雄 - 東京高等裁判所部総括判事、元法務省人権擁護局長、法務省難民審査参与員
- 萩原秀紀 - 東京高等裁判所部総括判事、元法務省人権擁護局長、元金融庁証券取引等監視委員会事務局次長
- 笠井勝彦 - 東京高等裁判所判事、東京地方裁判所部総括判事
- 鈴木浩美 - 福岡高等裁判所部総括判事、佐賀地方裁判所長、裁判所書記官研修所教官
- 野口宣大 - 福島地方裁判所郡山支部長、法務省大臣官房会計課長、法務省司法試験考査委員
- 永渕健一 - 東京地方裁判所部総括判事、福岡高等裁判所事務局長
- 田畑豊 - 京都地方裁判所長、大阪高等裁判所部総括判事
- 武川佳海 - 水戸地方裁判所支部長
- 水内喜作 - 裁判官、弁護士、富山弁護士会会長
- 権逸 - 満州国審判官（裁判官）、国民勲章牡丹章、国民勲章無窮花章
- 章宗祥 - 中華民国司法総長、大理院院長、農商総長（署理）、駐日特命全権公使
- 林翔 - 中華民国最高法院院長
- 金炳魯 – 韓国初代大法院長（最高裁判所長官）、自由法曹団代表、民正党代表最高委員、国民の党最高委員、文化勲章、建国勲章
- 羅吉祚 - 韓国大法院判事、憲法委員、大検察庁検事

#### 検察官
- 光行次郎（明治法律学校、東大法） - 検事総長、東京控訴院（東京高等裁判所）検事長、司法省人事局長
- 唐渡房次郎 - 大審院検事（最高検察庁検事）
- 内田司馬彦 - 大審院検事（〃）
- 一松定吉 - 大審院検事（〃）、衆議院議員（国務・逓信大臣、厚生大臣、建設大臣、日本進歩党幹事長）
- 早川彌三郎 - 大審院検事（〃）
- 作田右手雄 - 大審院検事（〃）
- 森山武市郎 - 司法省保護局長、宮城控訴院検事局長、1936年思想犯保護観察法の策定者
- 匂坂春平 - 五・一五事件、二・二六事件等の軍法会議の主席検察官
- 小川關治郎 - 陸軍法務官
- 上田廣一 - 東京高等検察庁検事長、最高検察庁次長検事、東京地方検察庁検事正、東京地方検察庁特別捜査部長、政治資金適正化委員会委員長、整理回収機構社長
- 熊﨑勝彦 - 最高検察庁公安部長、東京地方検察庁特別捜査部長、日本プロ野球コミッショナー
- 小野正弘 - 最高検察庁検事、元法務省法務総合研究所広島支所長
- 福島啓充 - 検事、東京弁護士会副会長、創価学会副会長
- 呉鐸根 - 韓国検事総長、ソウル地検検事長、日韓会談政府首席代表、法務大臣、韓国ガス公社理事長
- 李仁 - 検察総長、大法院長代理

#### 弁護士
- 布施辰治 - 弁護士、三・一五事件弁護人等、大韓民国建国勲章（日本人初）
- 山崎今朝弥 - 弁護士、自由法曹団創設
- 長野国助 – 弁護士、第3代日本弁護士連合会会長、全国人権擁護委員連合会会長、日ソ交流協会理事長、日朝協会会長
- 水野東太郎 – 弁護士、第8代日本弁護士連合会会長、東京弁護士連合会会長、東京弁護士会会長
- 渡部喜十郎 – 弁護士、第22代日本弁護士連合会会長、東京弁護士連合会会長、東京弁護士会会長
- 立石芳枝 - 日本初の女性法学博士（東京大学大学院女性初入学）
- 久米愛 - 弁護士、日本初の女性弁護士、日本女性法律家協会初代会長
- 中田正子 – 弁護士、日本初の女性弁護士、日本弁護士連合会理事、鳥取県弁護士会会長
- 鍛冶千鶴子 - 日本婦人法律家協会会長、国民生活センター会長、東京都女性財団理事長、鍛冶良堅明大名誉教授夫人
- 鈴木信雄 - 弁護士、日本弁護士連合会副会長、関東弁護士会連合会理事長、静岡県会議長、静岡県民放送初代社長
- 岩澤誠 - 弁護士、日本弁護士連合会副会長、北海道弁護士連合会会長
- 福岡宗也 - 弁護士、日本弁護士連合会副会長、名古屋弁護士連合会会長
- 平出修 - 弁護士、幸徳事件での弁護人の一人、小説家、作家、歌人
- 名川侃市 – 弁護士、第一東京弁護士会会長、司法官参与、『甘粕事件』『五私鉄疑獄事件』『売勲事件』の弁護人
- 森下亀太郎 – 弁護士、大阪弁護士会会長、大阪控訴院検事、衆議院議員
- 田中等 - 弁護士、日本弁護士連合会副会長、第一東京弁護士会会長、SUMCO取締役、東京エネシス取締役
- 安井信久 -　弁護士、日本弁護士連合会副会長、愛知県弁護士会会長
- 房川樹芳 - 弁護士、日本弁護士連合会副会長、北海道弁護士会連合会理事長、札幌弁護士会会長
- 小田清和 - 弁護士、日本弁護士連合会副会長、中国地方弁護士会連合会理事長
- 木村良二 - 弁護士、日本弁護士連合会副会長、関東弁護士会連合会理事長、法務省法制審議会委員
- 河田英正 - 弁護士、日本弁護士連合会副会長、全国霊感商法対策弁護士連絡会代表世話人
- 菰田優 - 弁護士、日本弁護士連合会事務総長、日本弁護士政治連盟幹事長
- 小穴喜一 - 弁護士、長野県弁護士会初代会長、書家
- 山本粂吉 - 弁護士、東京弁護士会副会長、司法省委員
- 池本誠司 - 弁護士、消費者庁参与、内閣府消費者委員会委員、埼玉弁護士会会長
- ヘンリー幸田 - 弁護士、ニューヨーク州弁護士、創価大学教授
- 山田福三郎 - 弁護士
- 横張清威 - 弁護士、公認会計士、税理士
- 伊藤博 - 弁護士、東京弁護士会副会長、NPO法人国際戦略シナジー学会理事
- 鈴木忠司 - 弁護士、仙台弁護士会副会長、仙台家庭裁判所調停委員、明治大学校友会宮城県支部支部長
- 香川希理 - 弁護士
- 舟橋和宏 - 弁護士
- 高橋知典 - 弁護士

### 経済

#### 財閥・企業グループ
- 藤田謙一 - 日本商工会議所創設・初代会頭、鈴木商店顧問、ILO総会日本代表、貴族院議員
- 岡烈 - 鈴木商店支配人、東京瓦斯（現東京ガス）常務取締役、帝国麦酒社長、大正生命保険専務、松下村塾出身
- 山下亀三郎 – 山下財閥当主、山下汽船（商船三井）・浦賀船渠（住友重機械工業）・扶桑海上保険（三井住友海上）等創業、桐朋学園創設、内閣顧問
- 小笠原鑅次郎 - 安田財閥理事、第十七銀行頭取、小笠原光雄（三菱銀行頭取、成蹊学園理事長）
- 岡本貫一 - 三井財閥幹部、三井合名会社理事、三井鉱山取締役
- 長井村太 - 三井財閥幹部、三井家同族会（三井家最高議決機関）主事
- 竹内啓治 - 住友財閥、住友本社、住金鋼材工業（日鐵住金建材）社長
- 坂口平兵衛 – 坂口財閥当主、ラジオ山陰（山陰放送）会長、山陰日日新聞社会長、米子銀行（山陰合同銀行）頭取、衆議院議員
- 寺田栄吉 - 寺田財閥、経済同友会幹事、オーツタイヤ（住友ゴム工業）社長、寺田紡績（ユニチカ）社長、衆議院議員
- 山縣勝見 - 辰馬財閥、興亜火災海上保険（日本興亜損害保険）会長、山下新日本汽船（商船三井）会長、国鉄理事、参議院議員
- 安藤新太郎 - 辰馬財閥、辰馬本家酒造監査役、辰馬汽船取締役、浦賀船渠取締役、日本汽船問屋業同盟会会長、衆議院議員
- 坪田十郎 - 伊藤財閥取締役、神戸市山手通開発、徳島瓦斯（四国ガス）社長、播磨造船所（IHI）監査役、衆議院議員
- 利光鶴松 - 小田急グループ創業者、千代田瓦斯（東京ガス）社長、京成電鉄会長、東京メトロ銀座線・京王井の頭線開設、衆議院議員、弁護士（司法試験首席合格）
- 井上篤太郎 - 京王グループ創業者、衆議院議員、貴族院議員
- 平井太郎 - 西日本放送創業、四国商工会議所会頭、四国新聞・西日本観光等社長、四国電力取締役、参議院議員
- 田邊七六 - 日本軽金属ホールディングスグループ創業者、後楽園スタヂアム初代会長、東北電力取締役他、衆議院議員
- 中澤楠弥太 - 高知銀行（四国銀行）頭取、高知商工会議所会頭、土陽新聞（高知新聞）専務、土佐農工銀行頭取、衆議院議員
- 水品平右衛門 - 長野商工会議所創設・会頭、信濃毎日新聞副社長・主筆、日本建築用製紙社長、永野倉庫社長、長野貯蔵銀行取締役、衆議院議員
- 國井英夫 - 庄交ホールディングス社長、荘内銀行頭取、庄交コーポレーション社長、庄内交通会長
- 中山尚三 - トヨタグループ、豊田自動織機代表取締役副会長
- 竹井博友 - 地産グループ創業者
- 金鍾喜 - ハンファグループ（韓国10大財閥）創設者
- 荘月明 - 長江実業グループ（香港最大財閥）執行理事
- 李鍾煥 - 三栄化学グループ創業者
- 鄭商熙 - サムスン電子社長、サムスン物産社長、サムスン生命保険社長

#### 製造業（電機・金属・自動車等）
- 佐藤慶太郎 - 日本貿易振興会顧問、三菱鉱業（三菱マテリアル）監査役
- 山田忠義（法学部、コロンビア大学大学院） - ワールド・トレード・センター連合会長、新日本製鉄上級顧問、日米協会副会長
- 田邊七六 - 日本軽金属ホールディングスグループ創業者、衆議院議員
- 渡辺政人 - 日本鋼管（現JFEホールディングス）社長、東北開発（現三菱マテリアル）初代総裁
- 笹村越郎 - 汽車製造（川崎重工業）社長、日本国有鉄道工務局長
- 久野工 - 藤永田造船所（三井造船）重役、高知鉄道重役、海軍主計中将
- 大久保正二 - 日野自動車工業会長、現在の日野自動車を創立、レジオンドヌール勲章受章等
- 中山尚三 - 豊田自動織機代表取締役副会長
- 大野修司 - トヨタ自動車代表取締役、「トヨタ品質管理賞」創設
- 鈴木里一郎 - プリンス自動車販売（現日産自動車）社長、衆議院議員
- 古田英範 - 富士通会長、富士通研究所会長、情報通信ネットワーク産業協会会長
- 森孝広 - 沖電気工業社長
- 河合利樹 – 東京エレクトロン社長、日本半導体製造装置協会副会長
- 河井英明 - パナソニック代表取締役 CFO、大阪市高速電気軌道社長
- 村田嘉一 - 日立製作所名誉顧問（CFO）、日立キャピタル社長
- 北野隆春 - スタンレー電気創業者
- 吉原貞敏 - 東京鐵鋼創業者
- 近藤寿市郎 - 東海興業創業者
- 西妻多喜男 - 三菱日立パワーシステムズ副社長
- 佐野公哉 - 片倉工業社長
- 髙崎秀雄 – 日東電工社長
- 佐々木道夫 - キーエンス社長
- 福積忠男 - 長府製作所元社長、元会長
- 鶴田一白 - イーグル工業社長
- 斎藤悦郎 - 富士通ゼネラル社長

#### 製造業（食品・製薬・素材等）
- 森永太平 - 森永製菓社長、森永乳業創業、全国菓子協会会長、日本広告主協会会長
- 岡烈 - 帝国麦酒（現在のサッポロビール）創業者
- 片山豊 - マルマングループ創業者
- 宮森和夫 - 丸善石油（コスモ石油）社長、三和銀行（三菱東京UFJ銀行）副頭取
- 杉山義雄 - 秀英舎（大日本印刷）社長、東京商工会議所副会頭
- 小泉哲三 - 本州製紙（王子製紙）社長
- 三宮武夫 - 日本曹達会長
- 寺田栄吉 - オーツタイヤ（住友ゴム工業）社長、岸和田紡績（ユニチカ）社長
- 根本信男 - アデランスグループ創業者
- 茂木七郎治 - キッコーマン創業家、野田商誘銀行支配人、総武鉄道常務
- 木村尚一 - 桜麦酒（大日本麦酒）社長、日本麦酒酒造組合副会長
- 塩澤護 - 養命酒製造創業家第8代社長
- 朝長厳 - 日本冷蔵（ニチレイ）会長
- 山田憲典 - 山崎製パン最高顧問、不二家会長、ダロワイヨジャポン会長
- 佐藤雅俊 - 雪印メグミルク社長
- 五十嵐仁 - 永谷園ホールディングス会長
- 川田達男 - セーレン会長
- 山井太 - スノーピーク創業者
- 兒玉義則 - スヴェンソン社長
- 玉井孝直 - ジョンソン・エンド・ジョンソン代表取締役社長
- 荻原郁夫 - 杏林製薬（キョーリン製薬ホールディングス）社長
- 久永勝一郎 - 日本レダリー（現在のファイザー）会長
- 萱生統 - エスエス製薬社長
- 伊藤信吾 - 男前豆腐創業者
- 岩崎浩一 - トオカツフーズ会長、日清フーズ社長
- 岡田茂 - 昭和産業社長、製粉協会会長
- 新妻一彦 - 昭和産業社長、製粉協会会長、日本植物油協会会長
- 細貝理栄 - 第一屋製パン社長、日本パン工業会副会長
- 今田美穂 - 今田酒造本店（富久長）社長・杜氏

#### 金融・保険
- 花井孝久 - 大正海上火災保険（三井住友海上火災保険）社長
- 若原泰之 - 朝日生命保険社長、生命保険協会会長に2度就任
- 中根英郎 - 日動火災海上保険（東京海上日動火災保険）社長
- 山県勝見 - 興亜火災海上保険（日本興亜損害保険）会長
- 三上英夫 - 大東京火災海上保険（あいおい損害保険）社長
- 伊藤祐太郎 - 千代田火災海上保険社長
- 中根英郎 - 東京海上日動火災保険社長
- 矢田不二郎 - 大和生命社長
- 水越理庸（中退） - 北海道拓殖銀行頭取
- 岩城長保 – 日本銀行人事局長・発券局長、千葉銀行頭取
- 坂本素魯哉 - 日本銀行、彰化銀行頭取、台湾商工会議所会頭
- 中田清兵衛 - 日本銀行、北陸銀行頭取、
- 宮森和夫 - 三和銀行（三菱東京UFJ銀行）副頭取、丸善石油（コスモ石油）社長
- 土居通博 - 山陽銀行（中国銀行）創立、中国鉄道取締役、貴族院議員、衆議院議員
- 市橋保治郎 - 福井銀行創設、福井県議会議長、福井商工会議所会頭
- 樋口喜輔 - 青森貯蓄銀行（みちのく銀行）創設・頭取、青森電灯取締役、青森商業会議所会頭、衆議院議員
- 宮崎三之助 - 日本相互銀行（三井住友銀行）社長、衆議院議員
- 岩永省一 - りそな銀行社長、りそなホールディングス代表執行役
- 池田一義 - 埼玉りそな銀行社長
- 竹山正 - 千葉銀行頭取、全国地方銀行協会副会長
- 唐牛敏世 - みちのく銀行創設・初代頭取
- 坂本素魯哉 - 彰化銀行（台湾大手）頭取、日本銀行、台湾商工会議所会頭、衆議院議員
- 國井英夫 - 荘内銀行頭取、2009年に北都銀行と経営統合
- 加福善貞 - 青森銀行頭取、財団法人青森地域社会研究所理事長、青森県銀行協会会長
- 高杉金作 - 第五十九国立銀行頭取（現青森銀行）頭取、青森貯蓄銀行（現みちのく銀行）取締役
- 上野雅史 - 荘内銀行代表取締役頭取、フィデアホールディングス取締役
- 米山明広 - スルガ銀行社長
- 豊田善一 - 国際証券（三菱UFJ証券ホールディングス）社長
- 北林幹生 - 日興コーディアル証券（SMBC日興証券）社長、森ビル副社長
- 柳谷孝 - 野村證券代表執行役副会長
- 草木頼幸 - 大和総研ホールディングス社長、大和総研社長、大和証券グループ本社副社長
- 有明一夫 - 大和SMBCキャピタル社長
- 河原久 - ウォーバーグ投信（ブラックロックジャパン）会長
- 山崎泰明 - いちよし証券社長
- 中野晴啓 - セゾン投信創業者・会長CEO、投資信託協会副会長
- 工藤榮 - 日本証券業協会会長、東京証券社長
- 岩熊博之 - 東京証券取引所社長、財務会計基準機構理事、平和不動産社長
- 遠山卓治（農学部、カリフォルニア大学MBA） - GEフィナンシャルサービス（日本GE、三井住友ファイナンス&リース）社長、GEキャピタルアジア地域副代表
- 新井裕 - オリエントコーポレーション会長、第一勧業銀行（みずほ銀行）副頭取、全国信販協会会長
- 上原寿宰 - 全国共済農業協同組合連合会代表理事・理事長
- 上田廣一 - 整理回収機構社長
- 賈士毅 - 上海銀行公会書記長、第一銀行銀行董事、江蘇農民銀行董事長、交通銀行観察人、逢甲大学董事
- 林善河 - 世界銀行理事、P・I・K保険KK韓国総支配人、朝鮮戦争軍事停戦委員会韓国軍首席代表

#### 運輸・エネルギー・公共
- 山下亀三郎 – 山下財閥当主、山下汽船（商船三井）・浦賀船渠（住友重機械工業）・扶桑海上保険（三井住友海上火災保険）等創業、桐朋学園創立
- 利光鶴松 - 小田急グループ創業者、千代田瓦斯（東京ガス）社長、京成電鉄会長、東京メトロ銀座線・京王井の頭線開設、衆議院議員、弁護士
- 井上篤太郎 - 京王グループ創業者、衆議院議員、貴族院議員
- 利光丈平（南カリフォルニア大学） - 京王電気軌道設立発起人・社長、京成電気軌道常務
- 利光永松 - 鬼怒川水力電気取締役、小田急電鉄常務取締役
- 舩曵寛眞 - 日本航空システム（現・日本航空持株会社）会長、日本航空名誉顧問、定期航空協会会長
- 加藤重三郎 - 名古屋電灯（東邦電力）社長、石川鉄道社長、東海道電気鉄道（名古屋鉄道）取締役
- 坪田十郎 - 徳島瓦斯（四国ガス）社長、播磨造船所（IHI）監査役、衆議院議員
- 櫻内乾雄 - 中国電力会長、日本商工会議所理事、中国経済連合会創設者・初代会長
- 前田忠昭（MITスローンスクールMBA） - 東京ガス代表取締役副会長、電波監理審議会会長、日本エネルギー学会会長
- 夏井保四郎 - 松山電気軌道創業者、海南新聞社長、衆議院議員、弁護士
- 伊藤直純 - 奥羽本線開通、国道整備等に尽力、金沢公園造園、秋田馬車鉄道（秋田市電）社長、衆議院議員、作家
- 津原武 – 加悦鉄道社長、宮津銀行（現京都銀行）役員、衆議院議員、弁護士
- 野上進 - 九州産業交通ホールディングス創業者、参議院議員
- 三鬼鑑太郎 – 岩手軽便鉄道社長、衆議院議員
- 千葉宮次郎 - 全淡自動車（淡路交通）社長、淡路交通鉄道線・淡路実業銀行・阿淡連絡汽船等の取締役、衆議院議員
- 守屋義之 – 広島商工会議所会頭、広島電気・島根電力社長
- 奥村七郎 - 博多商業会議所会頭、博多電燈・九州生命保険・鎮西倉庫各取締役、衆議院議員、弁護士
- 大淵龍太郎 - 大日本軌道取締役、熊本市電百貫線社長、御船鉄道取締役、衆議院議員、判事
- 河村藤四郎 - 唐津物産会社創立、唐津鉄道建設、佐賀師範学校設立幹事、佐賀県会議員
- 安保庸三 - 松阪電気設立・社長、松阪鉄道社長、勢和自動車社長、南勢新聞社長
- 大石大 - 愛媛鉄道社長、国東鉄道社長、衆議院議員
- 浮谷権兵衛 - 治水家、実業家、千葉県多額納税者
- 斉藤薫 - 遠州鉄道社長、浜松商工会議所会頭
- 細谷浩司 - ブラジル日本通運社長
- 塩屋義之 - 西部ガス会長
- 山崎宮市 - 西部ガス会長
- 土井芳輔 - 南満州鉄道京城出張所所長
- 河井英明 - 大阪市高速電気軌道社長
- 金子剛一 - 中日本高速道路会長兼社長
- 鳥塚亮 - いすみ鉄道前社長、えちごトキめき鉄道社長
- 小川弘毅 - 西部ガス社長、日本ガス協会副会長
- 太田良治 - ユアテック社長

#### 建設・不動産・ホテル
- 飛嶋繁 - 飛島組社長（飛島建設・熊谷組・前田建設工業の前身）、衆議院議員
- 中村裕 - 日本ホテル協会会長、ロイヤルパークホテルアンドリゾーツ社長、三菱地所顧問
- 高杉晋 - 帝国ホテル会長、京都ホテル会長、川奈ホテル取締役
- 野尻佳孝 - テイクアンドギヴ・ニーズ創業、トランクホテル創業、ジャスダック最年少上場、東証1部・2部最短上場
- 沓掛英二 - 野村不動産ホールディングス社長、不動産協会副理事長
- 八丁地園子 - IBJ International副社長、藤田観光常務、日本航空独立役員、津田塾大学学長特命補佐
- 志村康洋 - 日本ホテル協会会長、京王プラザホテル会長
- 渡辺幸弘 - プリンスホテル会長
- 藤本和秀 – 阪急阪神ホテルズ社長
- 柳内光子 – 山一興産社長、草苑学園学園長、渋沢栄一賞
- 山田幸夫 – 久米設計社長
- 松本健 - 長谷工不動産ホールディングス社長
- 三原茂 - 三原グループ社長
- 水江博 - 関電工社長
- 吉野貞雄 - 平和不動産社長、東京証券取引所常務理事
- 林正道 - シンプレクス・インベストメント・アドバイザーズ創設
- 中西聖 - プロパティエージェント創業者・社長
- 西田美和 - スカイコート社長
- 伊藤謙 - あいホーム代表取締役
- 小幡鋹伸 - 元豊田スタジアム社長、元全日本トラック協会副会長
- 草間庸文 - アサックス会長
- 岩田巌 - 岩田建設社長
- 古賀梶夫 - あおみ建設社長

#### マスメディア
- 山本光春 - 毎日新聞社社長
- 福田博之 - 日本テレビホールディングス社長兼日本テレビ放送網社長
- 坂本朝一 - NHK会長、国家公安委員
- 笠井鉄夫 - NHK副会長・顧問
- 三土正司 - 共同通信社代表取締役社長
- 西澤豊 - 時事通信社社長、電通取締役、日本国際フォーラム政策委員、内外情勢調査会会長
- 白根邦男 - 毎日新聞東京本社代表、スポーツニッポン社長
- 渡辺宏 - 東京放送（TBS）副社長
- 宮田鈴子 - テレビ東京ホールディングス専務取締役、元テレビ東京女子アナウンサー
- 岩澤靖 - 日本民間放送連盟副会長、北海道テレビ放送創業者、札幌大学創立
- 古賀愛人 – 日本民間放送連盟副会長、テレビ西日本（TNC）社長
- 堀内悦夫 - 日本民間放送連盟副会長、ラジオ新潟（新潟放送）創立者
- 武知勇記 – 愛媛新聞社社長、衆議院議員
- 国井庫 - 山形新聞社社長、衆議院議員、弁護士
- 岡本一巳 - 盛岡新聞社創設、扶桑新聞社政治経済部長、大阪新報社政治部長兼外交部長、岩手銀行支配人
- 平井太郎 - 西日本放送創業、四国商工会議所会頭、四国新聞・西日本観光等社長、四国電力取締役、参議院議員
- 山田丈夫 - 岐阜テレビ（岐阜放送）創業、ラジオ岐阜創業、岐阜新聞社長
- 原淳一郎 - 高知放送創設・初代社長
- 小嶋源作 - 中部日本放送社長
- 谷島茂之 - サンテレビジョン社長、ダイエー副社長、忠実屋社長
- 室川治久 - テレビ新潟放送網会長
- 太田耕造 - 福島テレビ会長、貴族院議員
- 鈴木信雄 - 静岡県民放送初代社長、静岡県会議長、日本弁護士連合会副会長
- 塩野弥千夫 - 熊本県民テレビ社長、日本テレビ放送網営業局長
- 吉川英司 - テレビ新広島社長
- 砂田治男 - テレビせとうち会長
- 山崎行雄 - テレビ神奈川社長、tvkコミュニケーションズ社長
- 駒形正明 - TeNYサービス社長、テレビ新潟放送網編成局長・放送番組審議会事務局長
- 池田卓生 - radiko社長、TBSラジオ執行役員
- 北田正典 - 石油通信社社長
- 北村浩史 – 道北日報社長
- 永野光哉 - 熊本日日新聞社会長
- 崔麟 – 毎日新報社長、朝鮮総督府中枢院参議、国民総力朝鮮連盟理事
- 宋鎮禹 - 東亜日報社長、韓国民主党創設者
- 白寛洙 - 東亜日報社社長
- 曺晩植 - 朝鮮日報社長、朝鮮民主党創設者
- 韓根祖 - 韓国日報社社長

#### 出版・広告
- 瀬木博信 - 博報堂社長、マッキャン・エリクソン博報堂創業
- 菊池寛 - 文藝春秋創業者、大映初代社長
- 岩堀喜之助 - マガジンハウス創業者
- 竹井博友 - 徳間書店創業、致知出版社創業、大阪読売新聞・中部読売新聞創刊
- 大洞國光 - 角川書店社長
- 緩詰修二 - 日本繊維新聞代表取締役社長
- 長谷川國雄（中退） - 自由国民社創業、『現代用語の基礎知識』発刊、『新語・流行語大賞』創設
- 田中斉（ジョンズ・ホプキンズ大学院） - 国民新聞（東京新聞）代表、新愛知新聞（中日新聞）主幹兼編集局長、プロ野球東京軍オーナー
- 祖父江東一郎 - 電通常務取締役、元毎日オリオンズ投手
- 田中治男 - ポプラ社創設
- 西谷能雄 - 未來社創設、弘文堂取締役編集部長
- 原田奈翁雄 - 径書房創設
- 権藤晋 - 北冬書房創設、『幻燈』創刊、随筆家、漫画評論家
- 高野慎三 - 北冬書房社長、（漫画雑誌）『ガロ』編集者
- 米澤嘉博 - コミックマーケット社創設、日本マンガ学会理事、手塚治虫文化賞選考委員
- 清水文人 - 双葉社社長、『週刊漫画アクション』創刊編集長
- 菅貞人 - 新人物往来社社長、チェリオコーポレーション社長
- 長谷川秀記 - 日本電子出版協会会長、自由国民社社長
- 尾形英夫 - TMF代表取締役社長、徳間書店常務取締役
- 浅川征一郎 - 太平書屋社長、岩瀬弥助記念書物文化賞
- 吉倉拓児 - ヨシクラデザイン代表取締役、eFight代表、プロデューサー
- 山口政廣 - 共同印刷社長、日本印刷産業連合会会長、明治大学評議員会議長
- 稲木歳明 - 共同印刷社長、日本印刷産業連合会会長

#### 流通
- 山本良一 - J.フロント リテイリング社長、大丸松坂屋百貨店社長、日本百貨店協会副会長
- 石津謙介 - VAN創業者、日本メンズファッション協会最高顧問
- 家田美智雄 - ユーストア（ユニー・ファミリーマートホールディングス）創業者、ユニー会長、サークルKサンクス会長
- 松本和那 - マツモトキヨシ創業者、衆議院議員
- 諸橋廷蔵 - ゼビオ創業者（ヴィクトリア、ゴルフパートナー）、諸橋近代美術館設立
- 石黒靖尋 - ホーマック創業者、DCMホールディングス代表取締役
- 西郷辰弘 - 薬王堂ホールディングス創業者・社長
- 高木吉友 - 忠実屋（現ダイエー）創業者
- 橋立孝一郎 - キディランド創業者
- 加藤誠 - 伊藤忠商事副会長、大阪商工会議所副会頭
- 秋元正雄 - 佐藤商事会長
- 谷川薫 - 兼松社長
- 藤田元宏 - ユナイテッド・スーパーマーケット・ホールディングス社長兼イオン副社長、カスミ社長
- 佐古則男 - ユニーグループ・ホールディングス社長兼ユニー社長、ユニー・ファミリーマートホールディングス副社長
- 三枝富博 - イトーヨーカ堂社長、日本チェーンストア協会会長
- 島村寧 - センコーグループホールディングス社長
- 近藤敏貴 - トーハン会長
- 駒田一郎 - 京王百貨店社長、元京王リテールサービス社長
- 長谷川治郎兵衛（13代） - マルサン長谷川、長谷川(株)各社長
- 八木宗十郎 - 山口商工会議所会頭、八木呉服店（ちまきやホールディングス、山口井筒屋）社長、衆議院議員
- 中丸眞治 - 桔梗屋グループ社長
- 服部哲也 - サミットストア社長
- 菊池仁康 - 菊屋百貨店社長、板柳銀行頭取、青森銀行取締役、ロシア文学者
- 小渕光平 - 光山社総裁
- 濃畑三郎 - 宮市大丸（現：大和）常務取締役、福井県議会議員

#### サービス
- 江頭匡一 - ロイヤルホールディングスグループ創業者
- 依田巽 - エイベックス創業者、元日本レコード協会会長、ギャガ・コミュニケーションズ会長、ドリーミュージック会長
- 渡邉美樹 - ワタミグループ創業者、政府教育再生会議委員、日本経済団体連合会理事、郁文館学園理事長、元参議院議員
- 堀威夫 - ホリプログループ創業者、日本音楽著作権協会理事、日本音楽事業者協会理事長、大英帝国勲章等
- 阿部英雄 - 富士経済グループ創設者
- 卜部博文 - 卜部グループ創業、サンデーサン（ジョリーパスタ）創業
- 安澤英雄 - オリジン東秀創業者
- 久岡克佳 - ノヴィルグループ創業者
- 山﨑直樹（法中退）- アップフロントグループ創設・会長、日本映像事業協同組合理事
- 佐藤剛 - ファイブ・ディー創業者
- 丹道夫 - ダイタングループ創業者、名代富士そば創業者
- 瀬戸健 – RIZAPグループ創業者
- 田代秀彦 - BMGファンハウス社長
- 太田伸之 - 海外需要開拓支援機構（クールジャパン機構）初代社長、イッセイミヤケ社長
- 木村経 - セコム社長
- 小池恒 - オリコングループ社長
- 浅間謙一 - デニーズジャパンCEO
- 石田正 - 日本マクドナルドCFO・代表取締役副社長
- 小林日出夫 - チタカ・インターナショナル・フーズ社長
- 新井直之 - 日本バトラー&コンシェルジュ創立者
- 松栄立也 - DMM.com創業者、DGホールディングス社長
- 佐藤政樹 - 人材育成トレーナー。元『劇団四季』俳優。

#### IT・ベンチャー
- 大橋進 - eBayバイスプレジデント、イーベイジャパン創設、ネットイヤーグループパートナー
- 西野伸一郎（経営学部、ニューヨーク大学スターン・スクールMBA） - Amazon.co.jp創設、富士山マガジンサービス創業
- 飯塚克美 - デルコンピュータ日本法人社長、アキア創業、バイ・デザイン創業
- 相浦一成 - GMOペイメントゲートウェイ創業、GMOインターネットグループ副社長
- 相木孝仁（コーネル大学MBA） - 楽天ヨーロッパCEO、Kobo CEO、フュージョンコミュニケーションズ社長、Viber会長、鎌倉新書社長
- 大石崇徳 - エボラブルアジア創業、エアトリ会長
- 和島正幸 - 日本アルテラ（インテル）社長、ナショナル セミコンダクタージャパン（テキサス・インスツルメンツ）社長兼米国本社副社長
- 古賀洋吉（ハーバード・ビジネス・スクールMBA） - Drivemode, Inc.創業者
- 兒玉圭司 - スヴェンソン創業、カーリン・インターナショナルGmbH（ドイツ）代表
- 山田司朗（ケンブリッジ・ジャッジ・ビジネス・スクールMBA） - Far Yeast Brewing創業、サイバーエージェント経営企画室長
- 藤川幸廣 - デジタルスケープ創設、IMAGICA社長、マルチビッツ社長
- 柴原祐喜（UCバークレー、明治ビジネススクール） - 日本クラウドキャピタル創業者
- 鈴木明人 - GMO TECH創業者・社長CEO
- 高津祐一 - ウェブマネー創業者
- 小島英揮 - JAWS-UG創設、CMC_Meetup発起人、AWSマーケティング統括
- 玉井信光 - フィンテックグローバル創業者・社長
- 古田英範 - 富士通会長、富士通研究所社長
- 斎藤悦郎 - 富士通ゼネラル社長
- 渡邉弘幸 - uka代表取締役 CEO
- 山川博功 - ビィ・フォアード創業者
- 永守知博 - エルステッドインターナショナル創業者、永守重信（日本電産創業者）次男
- 真野毅 - クアルコムジャパン代表取締役
- 松本洋介 - LiB創業者、トレンダーズCOO、グレイトフルデイズCMO
- 松藤民輔 - ジパング・ホールディングス創業者、著作家
- 坂田正弘 - キヤノンマーケティングジャパン社長
- 山野智久 - アソビュー創業者
- 伊原喜則 - アイテン創業者
- 峰尾晋一 - ハッピーカムカム創業者
- ナカムラケンタ - シゴトヒト創業者
- 宮崎翔太 - アライアンスクラウド代表取締役CEO
- 李衡達 - miHoYo社長、Yostar・Yostar Pictures創設
- 児玉隆洋 - ABCash Technologies創設
- 細金恒希 - LCA GAME GUILD創業者
- 神本侑季 - N.Avenue代表、Coindesk JAPAN代表

#### 会計・コンサルティング・シンクタンク
- 河野一英（商学部） - 元センチュリー監査法人(現：新日本有限責任監査法人)会長
- 初川浩司（商学部） - PwCあらた有限責任監査法人代表執行役CEO
- 国井泰成（経営学部） - 有限責任監査法人トーマツ包括代表
- 片倉正美（経営学部） - EY新日本有限責任監査法人理事長、大手監査法人初の女性トップ
- 草木頼幸（商学部） - 大和総研ホールディングス社長、大和総研社長
- 古宮聡（政経学部・INSEAD MBA） - ボストン・コンサルティング・グループ ヴァイスプレジデント、シニア・パートナー
- 石田正（商学部） - 日本マクドナルド代表取締役副社長･CFO、セガサミーホールディングスCFO、元アーンスト・アンド・ヤング
- 落合稔（商学研究科） - CFOカレッジ創設者、タカラトミーCFO、元アーサーアンダーセン
- 飛田公治（法学部） - 大和ファンド・コンサルティング社長、ハーバード大学国際問題研究所客員研究員
- 黒須豊（MIT MBA、ハーバード大学修士、東大博士） - スクウェイブ創設、MIT教育審議委員
- 藤居讓太郎（コーネル大学ホテルスクールMBA） - コンサルタント、日本サブウェイ創業、ファーストキッチン社長
- 本田直之（商学部、サンダーバード国際経営大学院MBA） - コンサルタント、著作家（レバレッジマネジメント関連）
- 市川眞一 - ピクテ投信投資顧問シニア・フェロー、クレディ・スイス証券チーフマーケットストラテジスト
- 菱垣裕介（農学部、マギル大学農業経済学修士） - ジョブストリート日本代表、元農林水産省官僚
- 青葉哲郎 - マーケティングコンサルタント、サイコス創設、マイクロソフト世界最年少プロダクトマネージャー
- 北川真也 - 政治コンサルタント、ファジアーノ岡山スポーツクラブ社長
- 古川隆 - アーベーツェー設立、広告学者
- 山上一夫（商学部） - 元日本公認会計士協会会長
- 宮坂保清（商学部） - 日本公認会計士協会会長
- 加藤愛子（法学部） - 全国女性税理士連盟創設・初代会長
- 波多野重雄（商学部） - 東京税理士会会長、東京都農業会議会長
- 佐戸英三郎 - 税理士、会計士補（公認会計士有資格者）、元司法書士、元社会保険労務士、会計学者、法学者
- 大槻哲也 - 全国社会保険労務士会連合会会長・最高顧問
- 遠藤彰 - コンサルタント、エグゼクティブコーチ
- 清水長正 - 地理学者、防災地形コンサルタント、日本地理学会賞
- 松永修岳 - 経営戦略コンサルタント、日本建築医学協会理事長
- 清水レナ - 実業家、女性活躍推進コンサルタント
- 高間邦男 - ヒューマンバリュー代表取締役、経営コンサルタント
- 堀裕介 - エル・シー・エーホールディングス代表取締役
- 荒井宏之 - コンサルタント、著述家

#### スポーツ
- 河内敏光 - 日本プロバスケットボールリーグ（bjリーグ）創立・社長、日本代表監督、三井生命監督、新潟スポーツプロモーション社長
- 松下浩二（文学部） - Tリーグチェアマン、世界卓球選手権男子ダブルス銅メダリスト、プロ卓球選手第1号、VICTAS会長
- 金澤好夫 - 国際アメリカンフットボール連盟上席副会長、日本アメリカンフットボール協会理事長、Xリーグ設立
- 森井誠之 - 東北楽天ゴールデンイーグルス社長、仙台89ERS会長、ヴィッセル神戸副社長
- 星野好男 - 埼玉西武ライオンズ社長
- 秦英之 - ニールセンスポーツ北アジア地域代表、ONE Championship Japan社長
- 田中武宏 - 元日産自動車野球部、元明治大学野球部指導者
- 田中敏弘 - 九州アジアリーグ創設・代表理事
- 早川周作 - 琉球アスティーダ創設・代表取締役、九州アジアリーグ理事
- 小野寺重之 - 柏レイソル社長
- 村上忠 - 愛媛FC代表取締役社長、ニンジニアネットワーク社長
- 北川真也 - ファジアーノ岡山スポーツクラブ社長
- 小島耕 - 水戸ホーリーホック社長
- 小長谷喜久男 - ヤマハ発動機監督、湘南ベルマーレ社長、東北ハンドレッド常務・SD、Jリーグ・マネジメントアドバイザー
- 栗田大輔 - 東京ヴェルディ1969代表取締役副社長、元明大サッカー部監督
- 荒城啓介 - 東北フリーブレイズ社長、HC日光アイスバックス社長
- 奥村剛 - 西武ライオンズ社長
- カリスマカンタロー - D.LEAGUE創設、Dリーグ代表取締役、ダンスアライブ創設
- 井川宜之 - 川崎フロンターレ営業部長・管理部企画担当シニアマネージャー
- 笠原盛泰 - アイレクススポーツクラブ社長、日本フィットネス産業協会副会長

#### その他
- 松永真理 - iモード開発者、フォーチュン誌「ビジネス界最強の女性ランキング アジア部門1位」
- 荻原博子 - 経済評論家、ジャーナリスト
- 熊谷豪 - Hrdirection創業
- 朝倉慶 - 経済評論家
- 佐藤伝 - 行動習慣・研究所代表、作家
- 赤尾由美 - 実業家、政治言論人
- 甲斐誉隆 - 経営コンサルタント
- 森永康平 - 金融アナリスト、実業家
- 曽根弘介 - 実業家、投資家
- 小野たつなり - 実業家
- 柴谷利一（柴谷合名会社社員、柴谷土地建物取締役）
- 永田豊次郎（農業、埼玉県多額納税者）

### 教育・研究

#### 研究

##### 国公立大学
- 小柴昌俊（明治工業専門学校・明大名誉博士） - 東京大学特別栄誉教授・名誉教授、物理学、ノーベル物理学賞
- 丑野毅（文学部） - 元東京国際大学教授、元東京大学教養学部助教授、考古学
- 渡辺昭夫（大学院） - 東京大学名誉教授、国際政治学、平和・安全保障研究所理事長
- 市村瓚次郎 - 東京帝国大学名誉教授、國學院大學学長、立教大学教授、帝国学士院会員、森鷗外らと新声社を結成
- 熊木俊朗（文学部） - 東京大学大学院人文社会系研究科教授、北東アジア考古学
- 古澤力（理工学部） - 東京大学大学院理学系研究科教授、大阪大学招聘教授、理化学研究所、生物物理学
- 齊藤宣一（理工学部・大学院） - 東京大学大学院数理科学研究科教授、数値解析学
- 飯島佐知子（政治経済学部） - 順天堂大学看護医療学部教授、東京大学医学部客員助教授、東京大学保健学博士、看護経済学
- 杉島敬志（政治経済学部） - 京都大学名誉教授、放送大学特任教授／放送大学京都学習センター所長、文化人類学
- 藤井紀子（農学部） - 京都大学名誉教授、東京医科歯科大学医学博士、放射線医学
- 西山教行（文学部・大学院） - 京都大学大学院人間・環境学研究科教授、明治大学博士、言語教育学
- 松原幹（理工学部） - 中京大学講師、元京都大学専任講師、化学工学
- 姜徳相（大学院） - 一橋大学社会学部教授、滋賀県立大学名誉教授、歴史学
- 加納隆（政治経済学部） - 一橋大学大学院経済学研究科教授、東京大学大学院経済学研究科助教綬、コロンビア大学博士、マクロ経済学
- 鈴木健嗣（商学部）  - 一橋大学大学院経営管理研究科教授、日本経営財務研究学会副会長、経営財務
- 伊原学（理工学部） - 東京工業大学学長補佐・教授、東大工学博士、化学工学
- 阿部周造（商学部） - 東京工業大学環境・社会理工学院特任教授、横浜国立大学経営学部長、日本消費者行動研究学会会長、日本商業学会会長、日本学術会議会員
- 吉崎昌一（文学部・大学院） - 北海道大学名誉教授、国立国際日本文化研究センター客員教授、考古学
- 小杉康（理工学部） - 北海道大学大学院教綬、考古学
- 芹沢長介（文学部・大学院） - 東北大学名誉教授、考古学
- 下村英紀（商学部） - 東北大学会計大学院教授、税法学
- 田中隆雄（大学院経営学博士） - 東北大学教授、青山学院大学経営学部長、日本管理会計学会会長
- 渡邉賢（理工学部） -  東北大学教授、化学工学、超臨界流体工学、資源変換工学
- 平川均（大学院） - 京大博士、名古屋大学名誉教授、国際アジア共同体学会理事長、冲永賞、経済学
- 佐藤幸男（政治経済学部） - 名古屋大学大学院助教授、富山大学副学長、国際政治学
- 坂口一成（法学部） - 大阪大学大学院教授、中国法
- 永田靖（大学院） - 大阪大学副学長・教授、日本演劇学会会長、演劇学・音楽学
- 林克彦（農学部・大学院） - 大阪大学大学院医学系研究科教授、生殖遺伝学、2023ネイチャー『今年の10人』、2024タイム『世界で最も影響力のある100人』
- 岩崎勇（大学院） - 九州大学大学院教授、経済学
- 下山房雄（大学院） - 九州大学名誉教授、横浜国立大学教授、下関市立大学学長、経済学
- 前泊博盛（大学院） - 九州大学大学院助教授
- 志水速雄（大学院） - 東京外国語大学教授、政治学
- 溝口一雄（商学部） - 神戸大学名誉教授、会計学
- 大城直樹（文学部） - 神戸大学大学院准教授、地理学
- 根本誠二（文学部・大学院） - 筑波大学教授、筑波大学博士、日本史
- 弥永真生（政治経済学部） - 東京大学法学部学士入学、筑波大学教授、商法学、会計学
- 竹田志郎（商学部） - 横浜国立大学名誉教授、経営学
- 小池治（政治経済学部） - 横浜国立大学教授、行政学
- 小野昭（文学部） - 東京都立大学名誉教授、日本旧石器学会会長、考古学
- 山田昌久（文学部） - 東京都立大学名誉教授、考古学
- 岩田修二（文学部） - 東京都立大学教授、自然地理学
- 飯村卓也（大学院） - 東京都立大学教授、数理経済学
- 行方均（大学院） - 首都大学東京名誉教授、文学
- 佐藤博明（商学部） - 元静岡大学学長、元静岡鉄道監査役、元宇都宮大学監事、元福島大学監事、会計学
- 佐藤誠二（商学部） - 静岡大学副学長
- 稲田孝司（文学部） - 岡山大学名誉教授、考古学
- 新井誠（大学院） - 広島大学教授、憲法
- 遠藤元男（大学院） - 金沢大学教授、日本女子大学教授、東京電機大学教授
- 吉田誠（明大博士（経営）） - 香川大学学長特別補佐・経済学部副学部長、立命館大学教授、産業・労働社会学
- 山中弘美（法学部） - 千葉大学アカデミックリンクセンター副センター長
- 雨宮照雄（大学院） - 三重短期大学学長、財政学
- 纐纈厚（大学院）- 山口大学副学長・名誉教授
- 稲葉和也（大学院）- 山口大学技術経営研究科教授
- 木元進一郎（商学部） - 浜松大学学長、明大名誉教授、経営学
- 大谷毅 - 信州大学名誉教授
- 関理恵子（大学院） - 信州大学経済学部准教授、会計学、経営学
- 田村均（大学院） - 埼玉大学教授、社会経済史
- 宮島敬一（大学院） - 佐賀大学教授
- 澤本和延（農学部） - 名古屋市立大学教授、元慶應大学助教授、東京大学医学博士、分子細胞生物学
- 長井偉訓（大学院） - 愛媛大学部教授、経営学
- 佐々木恒男（大学院） - 青森公立大学学長
- 有馬晋作（経営学部） - 宮崎公立大学学長、行政学、地方自治論
- 山崎憲治（大学院） - 岩手大学教授、人文地理学、自然災害科学

##### 私立大学
- 浅井澄子（政治経済学部） - 明治大学教授、情報産業論
- 蒲生正男（政治経済学部） - 明治大学教授、社会人類学、日本民族学会会長
- 加藤泰男（政治経済学部） - 明治大学教授、理論経済学
- 小松俊雄（法学部） - 明治大学名誉教授、商法学
- 坂本恒夫（大学院） - 明治大学副学長・大学院長、経営学、日本経営財務研究学会会長
- 丸山邦雄（法学部、コロンビア大学MA） - 明治大学経営学部教授、経済学、葫芦島在留日本人大送還に貢献
- 印南博吉（大学院） - 明治大学名誉教授・商学部長、経済学、保険学、全国生活協同組合連合会初代理事長
- 平井克彦（経営学部） - 経営学部名誉教授、会計学
- 里見常吉（商学部） - 明治大学政治経済学部教授、数理経済学、外務専門職試験委員
- 櫻井陽二（政治経済学部） - 明治大学名誉教授、フランス政治学、日仏政治学会前理事長
- 佐々木聡（大学院） - 明治大学経営学部教授、経営学
- 藤芳誠一（商学部） - 明治大学経営学部長、東亜大学副学長、経営学
- 角谷光一（商学部） - 明治大学経営学部長、経営学
- 関未代策（政治経済学部） - 明治大学名誉教授、経済学、日本経済団体連合会設立
- 中村賢一郎（政治経済学部） - 明治大学教授、経済学史
- 森川八洲男 （商学部） - 明治大学名誉教授、元日本簿記学会会長、会計学
- 坂口光男 - 明大名誉教授・大学院法学研究科委員長、日本海法学会理事・日本保険学会理事
- 加藤泰男（大学院） - 明治大学名誉教授、理論経済学
- 宮越勉 - 明治大学文学部教授
- 石川忠雄（高等部） - 慶應義塾大学塾長（1977〜1993）、日本私立大学連盟会長、大学審議会会長
- 平野裕之（法学部） - 慶應大学教授、民法学、国家I種試験専門委員
- 井奥成彦（大学院） - 慶應大学教授、経済史
- 井上秀成（工学部） - 慶應大学名誉教授、分析化学
- 粟野祐二（理工学部） - 慶應大学教授、電子工学
- 白井美由里（大学院修士課程） - 慶應大学教授、大同メタル工業取締役、元ニチレイ取締役、商学
- 芳賀雅顯（法学部） - 慶應大学教授、民事訴訟法、日本民事訴訟法学会理事
- 片山杜秀（大学院修士課程） - 慶應大学教授、政治思想史
- 小池智子（文学部） - 慶應大学准教授、東京医科歯科大学看護学博士、臨床看護学
- 阿部周造（経営学部） - 元早稲田大学消費者行動研究所長、元日本商業学会長、マーケティング論
- 池田雅之（大学院） - 早稲田大学教授・国際言語文化研究所所長、英文学
- 篠田義明（大学院） - 早稲田大学名誉教授、英語学
- 盛田隆二（政治経済学部） - 早稲田大学文学学術院教授、文芸論
- 丸山惠也（政治経済学部） - 立教大学名誉教授・経済学部長、東邦学園大学学長、経営学
- 岩田修二（文学部）- 立教大学教授、地理学
- 原田晃樹（大学院） - 立教大学教授、行政学
- 岡本勇（大学院） - 立教大学助教授、考古学
- 大原光憲（大学院） - 中央大学名誉教授、政治学
- 渡辺俊彦（政治経済学部） - 中央大学教授、政治学
- 松下光司（経営学部） - 中央大学大学院教授、経営学
- 松下光司（大学院） - 中央大学教授、フランス文学
- 鵜澤昌和（高等部） - 青山学院大学学長、東京家政学院大学学長、経営学
- 鈴木豊（商学部） - 青山学院大学名誉教授、元亜細亜大学副学長、元会計大学院協会理事長、会計学
- 田中隆雄（大学院） - 青山学院大学経営学部長、会計学、日本管理会計学会会長
- 小野田摂子（大学院） - ハンブルク大学博士、青山学院大学教授、政治学
- 山本寛（大学院） - 青山学院大学教授、人的資源管理論
- 鈴木豊 - 会計大学院協会理事長、青山学院大学名誉教授、亜細亜大学副学長
- 中沢けい（政治経済学部） - 法政大学教授、日本文学
- 角瀬保雄（大学院） - 京大博士、法政大学名誉教授
- 増淵敏之（文学部） - 東大博士、法政大学大学院政策創造研究科教授、文化経済学
- 菊谷正人（大学院） - 法政大学教授、会計学
- 近藤章夫（大学院） - 法政大学教授・比較経済研究所所長、経済地理学、応用経済学
- 高作正博（政治経済学部） - 関西大学教授、憲法学
- 草野元己（大学院） - 関西学院大学法学部教授、民法
- 草間秀樹（大学院） - 北海学園大学教授、商法
- 新倉貴士（商学部） - 関西学院大学商学部教授、法政大学経営学部教授、日本商業学会副会長、消費者行動論
- 佐藤誠二（商学部） - 同志社大学商学部教授、元静岡大学理事・副学長、静岡鉄道監査役
- 中谷義和（政治経済学部） - 立命館大学名誉教授、元中央大学教授、明大政治学博士、政治学、元東大客員教授
- 國廣敏文（政治経済学部） - 立命館大学産業社会学部学部長、元名古屋大学助教授、政治学
- 松下冽（大学院） - 立命館大学国際関係学部教授、政治学
- 原陽一（大学院） - 立命館大学教授、会計学
- 松本瀧蔵（商学部） - ハーバード大学経営大学院卒、MIT、明治大学・日本女子大学名誉教授、経営学
- 川端康雄（文学部） - 日本女子大学教授、英文学
- 石澤靖治（大学院） - ハーバード大学ケネディスクール（行政学修士MPA）・国際問題研究所フェロー、学習院女子大学学長
- 鈴木伸一（農学部） - 東京農業大学教授、環境科学
- 大西晴樹（大学院） - 元明治学院大学学長、現東北学院大学学長、元キリスト教史学会理事長、社会経済史
- 江川雅司（大学院） - 明治学院大学教授、経済学、日本地方財政学会理事長
- 毛利三彌（大学院） - 学校法人成城学園学園長、カリフォルニア大学M.A.（演劇学）
- 齋藤智哉（法学部） - 國學院大学准教授、教育方法学
- 池村正道（大学院） - 日本大学副学長・知的財産研究科長
- 竹内幸雄（商学部） - 日本大学商学部次長・大学院商学研究科教授、イギリス経済史
- 成田修身（商学部） - 日本大学商学部名誉教授、会計学
- 今福愛志（大学院） - 日本大学教授、会計学、元公認会計士試験委員、税理士試験委員
- 上杉明（大学院） - 日本大学教授、英文学、日本翻訳出版文化賞、日本文芸賞優秀賞
- 清水浩昭（政経学部） - 日本大学教授、社会学
- 新雅史（法学部） - 東洋大学助教授、産業社会学
- 藤本一美（農学部） - 専修大学教授、東京大学講師、比較政治学
- 加藤茂夫（経営学部） - 専修大学経営学部長・理事、経営組織論、日本経営教育学会常任理事
- 湯浅治久（大学院） - 専修大学教授、日本史
- 赤羽新太郎（大学院） - 専修大学教授、国際経営論
- 青木美智男（文学部） - 東北大学修士（文学）、専修大学教授、日本近世社会史・文化史
- 瀧音能之（大学院） - 駒澤大学教授、日本古代史
- 小栗崇資（大学院） - 駒澤大学教授、日本会計史学会会長、経営学
- 岸野文雄（大学院） - 創価大学名誉教授
- 倉田実（大学院） - 大妻女子大学教授、日本文学
- 植木武（文学部） - 共立女子学園名誉教授、ブラウン大学Ph.D.
- 尾形真実哉（経営学部） - 甲南大学教授、経営組織論
- 大串兎代夫（大学院） - 名城大学学長、東洋大学教授、法学
- 和田英夫（大学院） – 駿河台大学学長、日本公法学会理事
- 小山嚴也（大学院） - 関東学院大学学長
- 唐沢龍也（大学院） - 関東学院大学経営学部教授
- 島田昌和（大学院） - 学校法人文京学園理事長、経営学
- 池田一新（政経学部） - 新潟経営大学学長、数理経済学
- 長谷川匡俊（大学院） - 淑徳大学理事長・学長、日本仏教・日本社会事業史
- 志田諄一 - 茨城キリスト教大学学長
- 山口孝（大学院） - 学校法人東京家政学院理事長、会計学
- 齊藤信宰（法学部） - 大東文化大学法科大学院長、刑法学
- 坂口光男（法学部） - 明治大学教名誉教授、商法学
- 安世舟（政治経済学部）- 大東文化大学名誉教授、政治学
- 岡倉登志（大学院） - 大東文化大学教授、西洋政治史
- 田口洋美（文学部） - 東大博士（環境学）、東北芸術工科大学教授、狩猟文化研究所代表
- 伊藤進（法学部） - 駿河台大学法科大学院教授、弁護士、元司法試験考査委員、民法
- 森謙二（法学部） - 茨城キリスト教大学名誉教授、比較家族史学会会長
- 小淵洋一（政経学部） - 城西大学経済学部教授、経済学、日本交通学会理事
- 李進熙（大学院） - 和光大学名誉教授、文学
- 佐々木利廣（経営学部） - 京都産業大学教授、経営学
- 百瀬房徳（商学部） - 獨協大学経済学部名誉教授、会計学
- 堅田剛（大学院） - 獨協大学大学院教授・法学研究科委員長、法制史
- 田中直隆（経営学部） - 帝京大学教授、経営学
- 碓氷悟史（大学院） - 亜細亜大学名誉教授、会計学
- 代田郁保（大学院） - 作新学院大学経営学部長・大学院経営学研究科長、経営学
- 尾崎正延（大学院） - 神奈川工科大学基礎・教養教育センター、近代経済学
- 加藤一彦（大学院） - 東京経済大学現代法学部教授、法制学
- 陳淑梅（大学院） - 東京工科大学メディア学部教授、言語学
- 鶴丸俊明（文学部） - 札幌学院大学元学長
- 三木敏夫（大学院） - 札幌学院大学名誉教授、経済学
- 臼杵勲（文学部） - 札幌学院大学教授、歴史学
- 堺鉱二郎（法学部） - 札幌大学理事・法学部長・大学院法学研究科長
- 浅野一弘（政経学部） - 札幌大学法学部教授、政治学
- 中野洋一（大学院） - 九州国際大学副学長、世界経済論
- 長坂寛（大学院） - 松蔭大学副学長、経営学
- 斗鬼正一（政経学部） - 江戸川大学社会学部ライフデザイン学科長、都市人類学
- 山口桂三郎（大学院） - 立正大学名誉教授、日本浮世絵協会理事長、国際浮世絵学会会長
- 生田保夫（大学院） - 流通経済大学名誉教授、交通経済学
- 奥明子（大学院） - 貞静学園短期大学学長・理事長、日本家庭教育学会常任理事・副理事長
- 水越潔（政経学部） - 文京女子大学副学長、日本財務管理学会会長
- 富川盛武 - 沖縄国際大学学長
- 川名登（大学院） – 千葉経済大学名誉教授、経済史学
- 明照博章（大学院） - 松山大学法学部長、法学
- 和泉清司（大学院） - 高崎経済大学名誉教授、日本史
- 河野庸介（文学部） - 椙山女学園理事、椙山女学園大学教育学部教授、椙山女学園中学校・高等学校校長
- 圭室文雄（大学院） - 大乗淑徳学園理事
- 阿部頼孝（政経学部） - 徳島文理大学短期大学部学部長、政治学
- 船岡誠（大学院） - 北海学園大学名誉教授、日本思想史
- 佐戸英三郎（政経学部） - 山梨学院大学名誉教授、法学部教授（租税法）、商学部教授（会計監査論）
- 松原幹（農学部） - 京都大学理学博士、京都大学・中京大学講師、動物生態学
- 北野大（工学部）- 秋草学園短期大学学長、日本分析化学会技術功績賞、環境科学会学会賞
- 木崎駿也（大学院）- 先端数理科学研究科博士前期課程1年

##### その他研究
- 斎藤茂太（文学部） - 医学博士、元日本精神科病院協会名誉会長、精神医学
- 松村恵司 - 国立文化財機構理事長、奈良文化財研究所所長
- 山崎春之 - 学校法人駿河台学園、学校法人駿河台大学等創設
- 横瀬和治 - UCLA教授
- スズキ・トモ（商学部） - オックスフォード大学教授
- 高元勲 - 普成専門学校（高麗大学校の前身）校長
- 崔麟 - 普成専門学校（高麗大学）校長
- 白仁燁 - 善仁学園（現仁川大学校）創立、銀星章、太極武功勲章
- 欧陽予倩 - 中央戯劇学院院長、中国舞踏家協会主席、中国人民政治協商会議委員、全国人民代表大会代表
- 方宗鰲 - 北京大学法学院院長
- 岩竹美加子 - ヘルシンキ大学教授
- 若泉敬（政経中退、LSE修了） - 国際政治学者、ジョンズ・ホプキンス大学客員教授
- 横江公美（経営学部） - ヘリテージ財団シニアフェロー、VOTEジャパン社長、Pacific21創立、東洋大学教授
- 山口孝 - 政治経済研究所理事長、英国バーミンガム大学名誉上級研究員、学校法人東京家政学院理事長
- 福田真嗣 - マレーシア工科大学客員教授、筑波大学医学医療系客員教授
- 小野正敏 - 国立歴史民俗博物館副館長・研究総主幹、総合研究大学院大学教授、人間文化研究機構理事
- 大塚和義 - 国立民族学博物館名誉教授、総合研究大学院大学名誉教授、大阪学院大学国際学部部長
- 朝倉敏夫 - 国立民族学博物館名誉教授、立命館大学経済学部教授教授、総合研究大学院大学教授
- 原田実 - 東京国立博物館資料課長、日本近代美術史
- 吉岡康暢 - 国立歴史民俗博物館名誉教授、石川県立歴史博物館館長
- 栗田尚弥 - 沖縄東アジア研究センター主任研究員
- 板橋亮平 - 日本臨床政治研究所主席研究員
- 齋藤慎一 - 日本史学者、東京都歴史文化財団江戸東京博物館学芸員
- 渡辺行男 - 日本近代政治史学者、衆議院事務局、憲政記念館
- 西川武臣 – 横浜開港資料館副館長
- 太田浩司 - 日本史学者、長浜城歴史博物館館長
- 原田信男 - ウィーン大学客員教授、国際日本文化研究センター客員教授、放送大学客員教授、サントリー学芸賞、小泉八雲賞
- 清水雅彦 - 憲法学者、九条の会世話人、戦争をさせない1000人委員会事務局長代行
- 中野正昭 - 演劇・芸能史研究家、淑徳大学教授、芸術選奨（評論等部門）、音楽本大賞
- 金指正三 - 東京帝国大学文学部卒・修士（経済学）、明治大学法学博士、海上保安大学校名誉教授
- 久住眞理 - 人間総合科学大学創立、日本心身健康科学会理事長
- 西村貞 - 美術史家、毎日出版文化賞
- 岩澤誠 - 札幌大学理事長
- 渡部義通 – 日本史学者、民主主義科学者協会幹事長
- 山口桂三郎 - 日本浮世絵協会会長、立正大学名誉教授
- 川井良介 - 日本出版学会会長、東京経済大学教授
- 今泉省三 - 歴史家、長岡市立互尊文庫館長
- 煎本増夫 - 相武歴史研究会代表
- 小山拓志 - 南極と火星の地表面環境研究、南極地域観測隊、大分大学准教授
- 新雅史 - 社会学者
- 岡本勇 - 考古学者
- 茶谷誠一 - 日本近代史研究者
- 小西豊治 - 歴史学・政治学者
- 荒木優太 - 文学研究者、群像新人評論賞
- 新雅史 - 社会学者（産業社会学、スポーツ社会学）
- 竹岡俊樹（文学部） - パリ大院、研究者、著述家
- 河内春人 - 日本史学者、関東学院大学准教授
- 赤羽正春 - 民俗学者、考古学者
- 服部研二 - 考古学者、香蘭女子短期大学名誉教授、日本翻訳文化賞 (平松)
- 青木義脩 - 考古学者
- 菅本康之 - 文学研究者
- 小西豊治 - 歴史学・政治学
- 松村恵司 - 考古学者
- 三木弘 - 考古学者
- 戴天昭 – 国際政治学者、東大博士
- 酒井渉 - 心理学者
- 三木弘 - 考古学者、大阪府教育委員会文化財保護課主査、羽衣国際大学非常勤講師、本学で史学博士を授与
- 鍜治慶亘 - 研究者、電気味覚

#### 教育
- 井口喜源治 - 研成義塾創設者
- 鈴木彪平 - 教育家、東日本盲導犬協会創設者
- 勝田孫弥 - 教育家・歴史家、元士族、精華女学校創立
- 末弘威麿 - 財団法人立命館設立・理事
- 柳内光子 – 草苑学園学園長、渋沢栄一賞
- 秋元正雄 - 学校法人羽黒学園創立
- 武井美男 - 明治大学付属中野中学校・高等学校教諭
- 工藤誠一 - 聖光学院中学校・高等学校（神奈川県）校長
- 小田忠市郎 - 東海中学校・高等学校教諭、コラムニスト
- 藤崎達宏 - モンテッソーリ教育教師
- 小山富見男 - 教育者、地域史・郷土史研究者
- 若林繁太 - 教育者、読売教育賞（「教育は死なず」）
- 河内宏之 - 進学塾アカデミー・グループ代表
- 長本吉斉 - 英語教育者
- 下地敏雄 - 教育者、著述家、タレント
- 松田雄一 - 国語教育者

### 芸術・文化

#### 演劇・芸能

##### 映画監督・演出家・脚本家
- 青木豪 - 脚本家、演出家、『グリング』主宰
- 青柳信雄 - 映画監督、プロデューサー、制作プロダクションC.A.L初代社長
- アラケン - 放送作家、脚本家、演出家
- 家城啓之 - 演出家、脚本家、ラジオパーソナリティ
- 伊上勝 - 脚本家
- 五十嵐祐貴 - アニメーション監督
- 池端俊策 - 脚本家、映画監督、日本映画学校副校長、向田邦子賞選考委員
- イワタカヅト - ゲームシナリオライター
- 海上日出男 - 脚本家、俳優
- 大久保昌一良 - 脚本家、演出家
- 大和久守正 - 脚本家
- 飯田譲治 - 映画監督
- 伊賀山正光 - 映画監督、プロデューサー
- 石岡正人 - 映画監督、日本映画監督協会新人賞、京都精華大学アニメーション学科客員教授
- 石川寛 - 映画監督、ニュー・モントリオール国際映画祭最優秀監督賞、CMディレクター
- 伊藤大輔 - 映画監督、脚本家、日本映画監督協会設立メンバー
- 岩内克己 - 映画監督
- 大川俊道 - 映画監督、脚本家
- 大川タケシ - 日本脚本家連盟理事
- 大野敏嗣 - 映像作家、ミュージック・ビデオ監督
- 岡本喜八 - 映画監督、日本アカデミー賞最優秀監督賞・最優秀脚本賞等
- 大九明子 - 映画監督
- 大久保忠素 - 映画監督
- 唐十郎（文学部演劇学科）- 劇作家、演出家、映画監督、「状況劇場」主催、岸田國士戯曲賞、鶴屋南北戯曲賞、読売演劇大賞芸術栄誉賞
- 河崎実 - 映画監督
- 川島雄三 - 映画監督
- 川村毅 - 劇作家、演出家、「第三エロチカ」・「T factory」主催、京都造形芸術大学助教授、日本劇作家協会理事
- 菊地健雄 – 映画監督
- 北野武 - 映画監督、ヴェネツィア国際映画祭金獅子賞、フランス芸術文化勲章コマンドゥール、元東京芸大大学院映画専攻長
- キタムラアラタ - 演出家、イェール大学ドラマスクール、NPO法人「アンネフォール」主宰、国際演出家研究会最優秀演出家賞等
- 木村学司 - 劇作家
- 木元健太 - 映画監督、脚本家
- 久米伸明 - 劇作家（PU-PU-JUICE）
- 倉貫健二郎 - 映画監督、演出家
- 黒柳トシマサ - アニメ監督、演出家、アニメーター
- 五社英雄 - 映画監督、日本アカデミー賞最優秀監督賞等、元フジテレビプロデューサー兼ディレクター
- 小西マサテル - テレビ・ラジオ構成作家
- 木庭久美子 - 劇作家、脚本家（文化庁奨励特別賞、菊池寛奨励賞等）
- 小林啓一 - 映画監督、ヒホン国際映画祭グランプリ、東京国際映画祭日本映画・ある視点部門最優秀作品賞
- 小松杏里 - 劇作家、演出家、編集者
- 酒井あきよし - 企画・脚本家
- 佐々木守 - 脚本家、放送作家、漫画原作者、『映画批評』創刊
- 佐々部清（文学部演劇学科） - 映画監督、日本アカデミー賞最優秀作品賞、日本映画批評家大賞等
- 佐野和宏 - 映画監督
- 三条陸 - 漫画原作者、アニメ脚本家
- 獅子文六（予科） - 劇作家、演出家、劇団文学座創立
- 篠原哲雄 - 映画監督、剣道部出身
- 島田一男 - 脚本家
- 清水大敬 （文学部演劇学科） - 映画監督、俳優、AV監督、AV男優
- 芝山努（文学部） - アニメ映画監督
- 鈴木重吉 - 映画監督
- 関島眞頼 - アニメ脚本家
- 園田英樹 - 脚本家、作家、演出家
- 高橋良輔（文学部中退）- アニメ映画監督、大阪芸術大学教授
- 武正晴 - 映画監督
- 武市好古 - 演出家（元劇団四季）、評論家
- 竹林進 - 映画監督
- 田中登 - 映画監督、日本アカデミー賞優秀監督賞
- 谷口則之 - 映画監督、企画プロデューサー、ディレクター
- 田向正健 - 映画監督、脚本家
- 溜池ゴロー - AV監督、SODクリエイト社外取締役
- 土屋統吾郎（文学部）- 映画監督
- 土屋豊 - ドキュメンタリー映画監督
- 永井洋一 - 演出家
- 長崎尚志 - 漫画原作者・プロデューサー・脚本家
- 中島哲也 - 映画監督、日本アカデミー賞最優秀監督賞・最優秀作品賞・最優秀脚本賞等、文化庁芸術選奨文部科学大臣賞
- 中田耕治 - 演出家（青年座等）、俳優座養成所講師、「グループシアター」主宰、女子美術大学教授
- 中田博之 - 映画監督、テレビドラマディレクター
- 中津留章仁 - 劇作家・脚本家・演出家、劇団『TRASHMASTERS』主宰、紀伊國屋演劇賞、読売演劇大賞、千田是也賞
- 長土居政史（中退） - 米国映画監督
- 野村耕三 - 放送作家、シナリオライター、作詞家
- 八田尚之 - 脚本家、劇団「手織座」創立者
- 一雫ライオン（中退） - 脚本家、俳優、『東京深夜舞台』創設
- 広崎哲也 - 映画監督、「BLUE DRAGON MOVIE NIGHT」主催
- 藤野義明 - 演出家、ディレクター
- 伏見晁 - 脚本家
- 藤原知之 – 映画監督、演出家
- 布勢博一（文学部演劇学科）- 脚本家、日本脚本家連盟ライターズスクール
- 舟橋和郎 - 脚本家
- 堀切園健太郎 - 映画監督、元NHKディレクター
- マギー - 脚本家
- マキノ雅彦（高等部） - 映画監督
- 松平繁子 - 脚本家
- 松本祐子 - 演出家（文学座）
- 三澤拓哉 - 映画監督
- 三村伸太郎 - 脚本家、松竹加茂撮影所
- ムーチョ村松 - 舞台映像作家・映像演出家
- 室賀厚（商学部） - 映画監督
- 本橋圭太 - テレビドラマ監督
- 森園忠 - 映画監督
- 守屋健太郎 - 映画監督、ワールドフェスト・ヒューストン国際映画祭銅賞
- 八尋不二 - 脚本家、「時代映画」編集
- ヤマグチノボル - 脚本家、ライトノベル作家
- 山崎巌 - 脚本家
- 山室有紀子 - 脚本家、小説家
- 山本政志 - 映画監督
- 山本洋子 - 脚本家
- 横山誠 - 映画監督、AAC STUNTS代表
- 吉田啓一郎 - 映画監督
- 吉田紀子 - 脚本家
- 両沢和幸 - 映画監督、プロデューサー
- 林摶秋 - 映画監督、劇作家
- 和智正喜 - ゲームシナリオライター、漫画原作者

##### プロデューサー・TVディレクター・業界関係者
- 秋元近史 - 日本テレビプロデューサー・ディレクター
- 阿知波信介 - アクターズエージェンシー社長、アクターズプロモーション副社長
- 新井直之 - NHKディレクター
- 安藤親広 - 映画プロデューサー、ROBOT取締役
- 池田卓生 - TBSラジオプロデューサー・ディレクター、ギャラクシー賞
- 石井玄 - ラジオディレクター
- 石上三登志 - 電通CMディレクター、評論・編集・翻訳・脚本家
- 板川侑右 - テレビプロデューサー
- 上野彰吾 - 撮影監督
- 遠藤竜也 - ニッポン放送制作部ディレクター
- 笈田雅人 - テレビドラマ・映画プロデューサー、円谷プロダクション所属
- 大内登 – TVディレクター・プロデューサー
- 太田明生 - 北海道テレビ放送報道情報局プロデューサー
- 奥田誠治 - 日本テレビ映画事業部長、松竹映像本部エグゼクティブプロデューサー、日本映画テレビプロデューサー協会常任理事
- 加賀二郎 - 日活常務、大映監査役、松竹常務・監査役、歌舞伎座専務
- 梶原登城 - NHKドラマ番組部チーフ・ディレクター、『モンテカルロ・テレビ祭』最優秀作品賞
- 勝田康三 - テレビ朝日総合プロデューサー、東映シニアプロデューサー、放送文化基金賞
- 加藤久嗣 - テレビ・ラジオディレクター
- 金子操 – 東宝代表取締役副社長
- 川島宏治 - 中国放送（RCC）報道制作局長、ひろしまケーブルテレビ副社長
- 川邊昭宏 - Hulu取締役、元日本テレビ統括プロデューサー
- 喜多嶋隆 - CMディレクター
- 菊池寛 - 大映初代社長
- 草刈裕之 - 東北放送報道制作局テレビ制作部長、元アナウンサー
- 熊谷信也 - 演劇・音楽・イベントプロデューサー、キョードー東京執行役員
- 後藤隆一郎 – 演出家、テレビディレクター、『イマジネーション』代表
- 駒形正明 - テレビ新潟事業局長・編成局長（放送番組審議会事務局長兼務）、アルビレックス新潟立上げ
- 斎藤政憲 - 日本テレビバラエティー局プロデューサー
- 佐々木正洋 - TVディレクター
- 佐藤浩輝 - エイベックス・エンタテインメントエグゼクティブ・プロデューサー
- 椎野英之 - 映画プロデューサー、日本映画テレビプロデューサー協会事務局長、東宝映画常務
- 志摩敏樹 - 映画プロデューサー、『シマフィルム』代表
- 菅井幸雄 - 演劇評論家、日本演劇学会河竹賞
- 鈴木伸太郎 - テレビプロデューサー
- 鈴木一 - 映画プロデューサー
- 田村正浩 - 青森朝日放送報道制作部副部長
- 近田誉 - 北海道文化放送スポーツ部プロデューサー、FNSドキュメンタリー大賞
- 勅使川原昭 - ニッポン放送制作部プロデューサー・編成部副部長・デジタルコンテンツ局デジタルソリューション部長、漫画家
- 土井巧 - 北海道テレビ放送プロデューサー、HTBプロモーション社長
- 時川英之 – 国際映像作家、プロデューサー
- 永井正夫 – 映画プロデューサー
- 中谷健太郎 - 『湯布院映画祭』・『ゆふいん音楽祭』創設、由布院温泉観光協会会長、亀の井別荘オーナー、元映画監督
- 中野正昭 - 演劇・芸能史研究家、淑徳大学教授、芸術選奨（評論等部門）、音楽本大賞
- 西ヶ谷寿一 - 映画プロデューサー
- 西田宣善 - 映画プロデューサー、映画監督
- 根岸耕一 - 日本映画における「監督制度」創始者、キネマ旬報社設立メンバー、日活支配人・専務等、東京活動写真取締役等
- 橋沢進一 - 『劇団あぁルナティックシアター』創立者
- 浜田毅 - 撮影監督、日本アカデミー賞最優秀撮影賞
- 原健太郎 - 大衆演劇研究家、編集者、東京コメディ倶楽部代表、騒動舎創設
- 原武範 - テレビディレクター
- 東不可止 - テレビ東京アニメーションプロデューサー
- 樋口耕平 - 関西テレビ放送報道局報道映像部専任部次長
- 福田博之 - スタジオジブリ社長
- 福屋渉 - 北海道テレビ放送のプロデューサー・取締役
- 藤田謙一 - 元日活社長
- 藤田富士男 - 演劇研究家、作家
- 藤野義明 - 演出家、ディレクター
- 増子相二郎 - アニメーションプロデューサー
- 村井健 - 演劇評論家、紀伊國屋演劇賞審査委員、新国立劇場演劇専門委員、テアトロ新人戯曲賞選考委員等
- 室川治久 - 日本テレビチーフプロデューサー・取締役執行役員、BS日テレ専務取締役、東通取締役
- 毛利三彌 - 演劇学者、日本演劇学会会長、ノルウェー学士院会員、河竹賞、湯浅芳子賞
- 森下泰男 – TVプロデューサー、モスキート創業、日本映像事業協会理事
- 安田匡裕 – 映画・CMプロデューサー、ディレクター、藤本賞特別賞、日本映画製作者協会SARVH賞（年間最優秀プロデューサー）

##### 俳優・ファッションモデル・タレント
女優・ファッションモデル
- 松原智恵子（二部文学部） - 女優、日活三人娘
- 田中裕子（文演） - 女優
- 深浦加奈子（文演） - 女優
- 西本ひろ子 - 女優、タレント
- 小林恵里子 - モデル、ライター
- 倉田恭子（商学部） - 女優
- 中原翔子 - 女優
- 結城さなえ（政治経済学部） - 女優
- 二木智耶子（経営学部） - 女優、声優、タレント
- 寺田万里子 - 女優
- 木村綾子（政治経済学部） - ファッションモデル、作家、エッセイスト
- 堀口茉純（文演） - 女優、作家
- 尾崎由衣（法学部） - 女優
- 原田夏希（文演） - VERYモデル、女優
- 芹澤みづき - 女優
- 若井尚子 - 女優、モデル
- ハマカワフミエ（文学部） - 女優、モデル
- 井上真央（文演）- 女優
- 北川景子（商学部） - 女優、ファッションモデル
- 泉里香（文学部） - Rayモデル、Oggiモデル、女優
- 斉藤アリス（農学部） - ファッションモデル、ジャーナリスト
- 寺島咲（文学部） - 女優
- 浦浜アリサ（文学部） - JJモデル、non-noモデル、DJ、VJ
- 平岡亜紀 – 女優、映画監督
- 澤田由希 - ファッションモデル
- 橘杏里（理工学部）- 元女優、モデル
- 山本美月（農学部）- CanCamモデル、女優
- 福永マリカ（文学部）- 女優、脚本家、小説家、モデル、ミュージシャン、元Snappeas
- 下田奈奈（文学部）- モデル、ライター、女優、タレント
- 笠原千尋 - 女優
- 柳田衣里佳 - 元ファッションモデル、女優、キッズダンサー
- 川島海荷（文学部）- 女優、歌手、元《9nine》リーダー
- 大野いと（文学部）- 女優、ファッションモデル
- 天野はな（文学部） - 女優
- 上白石萌音（国際日本学部）- 女優、歌手、声優、ナレーター
- 森山未唯（国際日本学部） - 女優

男優・ファッションモデル
- 鈴木傳明 - 俳優、不二映画社創立
- 山口勇 - 俳優
- 東野英治郎 - 日本新劇俳優協会会長、劇団俳優座結成、俳優座劇場取締役
- 清水将夫 - 劇団民藝創設メンバー
- 永井秀明（中退） - 劇団麦の会代表
- 東勇路 - 小笠原プロダクション
- 徳川夢声 - 日本放送芸能家協会（『日本俳優連合』）初代理事長、作家
- 南道郎 - 俳優、タレント
- 宇佐美淳 - 俳優
- 田村元治 - 俳優
- 佐伯秀男（中退） - 俳優、ファッションモデル
- 椙山拳一郎（中退） - 俳優
- 武内亨 - 劇団俳優座
- 高原駿雄 - 文学座、劇団青俳結成
- 山本麟一 - 東映ニューフェイス第1期
- 高倉健 - 俳優
- 今井健二 - 東映ニューフェイス第2期
- 大村文武 - 東映ニューフェイス第3期
- 小林旭（中退） - 日活ニューフェイス第3期、歌手、映画監督
- 千葉敏郎 - 大映ニューフェース6期
- 鮎川浩 - 俳優
- 梶哲也 - 俳優、声優、劇団『テアトル・エコー』創設メンバー
- 篠原大作 - 俳優、声優、ナレーター
- 春延朋也 - 俳優
- 山崎満 - 俳優
- 森川公也 - 俳優、声優
- 宗近晴見 - 俳優、声優
- 郷鍈治 - 俳優
- 夏木陽介 - 俳優、ラリードライバー
- 宗方勝巳 - 俳優、司会者
- 小鹿番 - 俳優
- 杉幸彦 - 俳優、番組制作者
- 西田敏行（中退） - 日本俳優連合理事長
- 金内吉男 - 俳優、声優、ナレーター
- 大前均 - 俳優
- 八名信夫（中退） - 東映、悪役商会結成
- 村上不二夫 - 俳優
- 木場勝己 - 俳優
- 草野大悟（中退） - 元文学座
- 阿知波信介 - 俳優
- 滝波錦司 - 俳優
- 藤井敏夫 - 俳優（元テアトル・エコー）
- 桐原史雄 - 俳優
- 大久保鷹（中退） - 俳優
- 大杉漣（中退） - 俳優
- 不破万作 - 俳優
- 原田大二郎 - 俳優、元特別招聘教授
- 木下秀雄 - 俳優、声優、『日本ネイリスト協会』副理事長
- 伴大介 - 特撮ドラマヒーロー
- 石山勝巳 - 俳優、司会者
- 福島資剛 - 劇団青俳
- 桑原たけし（文学部演劇学科） - 俳優、声優、ナレーター
- ユキオ・ヤマト - 俳優
- 野口雅弘 - 俳優
- 須藤雅宏 - 俳優
- 江端英久 - 俳優
- 野仲イサオ - 俳優
- 有薗芳記 - 俳優
- 斎藤洋介 - 元スーパー・エキセントリック・シアター
- 綾田俊樹 - 俳優、演出家、劇団東京乾電池結成
- 小林隆 - 元東京サンシャインボーイズ
- 松重豊 - 俳優
- 黒田アーサー - 俳優
- 田鍋謙一郎 - 俳優
- 友松タケホ - 俳優
- 丹羽貞仁 - 俳優
- 小林朝夫 - 元俳優
- 宇崎慧 - 俳優、ファッションモデル
- 松山鷹志 - 俳優、声優
- 宮沢天 - 俳優
- 三浦研一 - 俳優
- 仁科貴 - 俳優、仁科熊彦（映画監督）の孫
- 林和義 - 俳優、声優
- マギー - 俳優、脚本家、演出家
- 坂田聡 - 俳優
- 長谷川朝晴 - 俳優
- 六角慎司 - 俳優
- 天野義久 - 俳優、実業家、元ラグビー日本代表
- 中谷竜 - 俳優
- 田代良徳 - 俳優、モデル、元大相撲力士
- 大沢真一郎 - 俳優
- 中村康介 - 俳優、ファッションモデル
- 宮原奨伍 - 俳優、ファッションモデル
- 大根田良樹 - 俳優
- 瀬尾タクヤ - 俳優
- さいねい龍二 - 俳優、ファッションモデル
- 向井理（農学部） - 俳優
- 平泉陽太 - 俳優
- 宇田川新 - 俳優、ファッションモデル
- 三上真史（政治経済学部） - 俳優、ファッションモデル、《D-BOYS》
- 原布助 - 俳優
- 高島拓也 - 俳優
- 山下智久 - 俳優、歌手、元《NEWS》リーダー
- 時任勇気 - 俳優
- 百瀬朔 - 俳優、元関西ジャニーズ
- 草野峻平 - 俳優、声優
- 卯ノ原圭吾 - 俳優
- 松下▽ - モデル、俳優
- 前原瑞樹 - 俳優
- 佳久創 - 俳優、元ラグビー選手
- 清原翔 - MEN'S NON-NOモデル、俳優
- 小日向星一 - 俳優
- 濱正悟 - 俳優、ファッションモデル
- ギャビン - ファッションモデル、《まかろにステーション》
- 若槇太志郎 - ファッションモデル、俳優
- 三船海斗 - 俳優
- 飛田光里 - 俳優
- 岡宏明 - ファッションモデル、俳優
- 大柿友哉 - 舞台俳優
- 吉澤健 - 俳優
- 名村辰 - 俳優
- 大川泰雅 - 俳優、TikToker
- 林裕太（文演） - 俳優
- 樋之津琳太郎 - MEN'S NON-NOモデル

舞台・ミュージカル
- 赤澤遼太郎 - ミュージカル・舞台俳優、歌手、《TFG》
- 浅利鶴雄（高等部） - 演劇プロデューサー、俳優、築地小劇場創立、国際劇場支配人、松竹歌劇団創立
- 飛香まい - ミュージカル・舞台女優
- 阿部丈二 - 舞台俳優、プロデューサー、『スカイロケット』主催
- 天野はな（文学部） - 女優
- 安東翼（理工学部） - ミュージカル・舞台俳優（劇団四季）
- 家城比呂志 - 日本ジャズダンス芸術協会理事長、ダンサー、日本振付家協会理事（宝塚、松竹等）
- 家中宏 - 舞台俳優（劇団青年座）、声優
- 池田美佳（文演） - コンテンポラリーダンサー、モデル、女優
- 石川寛美（文学部） - 舞台女優（演劇集団キャラメルボックス）、声優
- 石川鈴菜 - ミュージカル女優、2013アニー
- 石橋徹郎 - 舞台俳優（文学座）
- 一洸 - ミュージカル・舞台俳優
- 稲吉靖司 - 劇団東俳
- 十代目岩井半四郎 - 歌舞伎役者、大和屋
- 岩城直弥 - ミュージカル俳優
- 内田聡明 - 舞台俳優（元シェイクスピア・シアター）、声優、演出家
- 梅野泰靖 - 舞台俳優（劇団民藝）、紀伊國屋演劇賞
- 浦尾岳大 - 俳優、声優
- エド・はるみ（文演） - 舞台女優、タレント、2008新語・流行語大賞
- 大鷹明良 - 舞台俳優
- 岡森諦[3] - 劇団扉座創立メンバー
- 小田豊 - 舞台俳優
- 加藤梨里香 - ミュージカル・舞台女優、劇団ハーベスト座長
- 金丸慎太郎 - 舞台俳優
- 兼田いぶき - 女優、タレント
- 河原雅彦 - 『HIGHLEG JESUS』代表、脚本家、演出家
- 川名幸宏 - 劇作家、演出家
- 北川理恵（文学部） - ミュージカル女優、歌手
- 康すおん - 元前進座、ナレーター
- 後藤剛範（中退） - 舞台俳優
- 小林けんいち - 舞台俳優
- 小宮孝泰 - 舞台俳優（ITI国際演劇協会）、声優、《コント赤信号》
- 佐藤弘樹 - 舞台俳優
- 佐藤政樹 - 元劇団四季
- 沢崎麻衣（文学部） – 舞台女優
- 柴田理恵（文学部） - 舞台女優・コメディエンヌ（WAHAHA本舗創設、元劇団東京ヴォードヴィルショー）、タレント
- 柴原直樹 - ミュージカル俳優
- 白羽大介 - 喜劇俳優、『吉本新喜劇』座長
- 鈴木重輝 - 俳優
- 髙岸未朝（文演） - 舞台女優、オペラ演出家（俳優座）
- 高橋あみか - 舞台女優、声優
- 高橋信康 - 舞台俳優
- 高山春夫 - 舞台俳優
- 武市好古 - 演出家（劇団四季）、評論家、日本アカデミー賞協会会員
- 竹田悠一郎（文演） - 演出家（宝塚歌劇団）
- 多田広輝 - 舞台俳優（劇団夜想会）
- 田中聡元 - 俳優、『ラブリーヨーヨー』結成
- 谷賢一 - 劇作家、演出家、翻訳家、文化庁芸術祭賞、鶴屋南北戯曲賞、岸田國士戯曲賞
- 谷昌樹 - 俳優（文学座）、声優
- 茶花健太 - 舞台俳優（演劇集団 円）、声優
- 辻修 - 舞台俳優
- 津田健次郎 – 舞台俳優、声優
- 津田幹土 - 舞台俳優
- 露口祐斗 - ミュージカル・舞台俳優
- 戸井田稔 - 舞台俳優（文学座）
- 徳田興人 – 舞台俳優（元劇団四季）、演出家
- 中右貴久 – ミュージカル俳優、童謡歌手
- 中村敦子 - 女優（元劇団若草）
- 中山祐一朗 - 阿佐ヶ谷スパイダース、演出家
- 名越志保（文学部） - 舞台女優（文学座）
- 鳴海由莉 - 舞台女優
- 新田健太 - 舞台俳優、元剣道家
- 沼田爆（中退） - 舞台俳優（元劇団四季）、声優
- 野村浩三 - 舞台俳優（俳優座）
- 服部幸子（文演） - 舞台女優（劇団昴）、声優
- 林田尚親 - 舞台俳優、ナレーター
- 藤尾純 – 舞台俳優
- 辺見のり子（文学部） - 舞台女優、ミス・ユニバース・ジャパンファイナリスト
- 牧野公昭 – 舞台俳優（劇団四季）、WALHALLA主宰
- 政岡泰志 - 『動物電気』主催、脚本家、演出家
- 正木航平 - 俳優
- 町田菜花（文演） - 演出家（宝塚歌劇団）
- 松永力哉 - 舞台俳優、劇団6番シード旗揚げ
- 三浦研一 - 俳優
- 三井淳平 - 《UNIVERSAL BOYS》
- 美春あやか（文演） - 元宝塚歌劇団星組娘役、日本舞踊花柳流師範
- 美来美月 - 舞台女優
- 宮崎吐夢（中退） - 劇団『大人計画』、ミュージシャン、コラムニスト、作家
- 村松恭子 - 舞台女優
- 元吉庸泰 - 俳優、ファッションモデル、脚本・演出家、劇団『エムキチビート』主宰
- 山口祐一郎（中退） - ミュージカルスター、元劇団四季、『菊田一夫演劇賞』大賞等
- 渡辺江里子 - 舞台女優、《阿佐ヶ谷姉妹》

声優
- 逢川亮子 - 声優、ナレーター
- 今井麻美 - 声優、歌手（《ARTERY VEIN》）、舞台女優
- 巖金四郎 - ラジオ黎明期を支えた声優、朗読家、NHK東京放送劇団の看板俳優、和田賞、紫綬褒章
- 岩橋直哉 - 声優
- 牛田裕子 - 声優
- 大平透 - 俳優（『日本俳優連合』副理事長）、声優、『大平プロダクション』代表、元ニッポン放送アナウンサー兼制作プロデューサー
- 岡林史泰 - 声優
- 小野健一（中退） - 俳優、声優
- 織江珠生 - 声優、ナレーター
- 亀井三郎 （中退） - 俳優、声優
- 川本克彦 - 声優、俳優
- 沢木郁也 - 声優、ナレーター
- 武石あゆ実（文学部演劇学科） - 声優
- 龍田直樹 - 声優、ナレーター
- 千原江理子 - 声優
- 豊嶋真千子 - 声優、ラジオパーソナリティ、舞台女優
- 西田望見 - 声優、舞台女優、歌手、《ワルキューレ》
- 西谷修一 - 声優、俳優
- 古澤融 - 声優、舞台俳優
- 堀越真己 - 声優
- 三ツ矢雄二（二文） - 声優、俳優、演出家、脚本家、音響監督、声優アワード富山敬賞、《スラップスティック》
- 矢島正明（文学部） - 声優、声優アワード功労賞
- 八代駿 - 声優、俳優、劇団『テアトル・エコー』創設メンバー
- 結月春菜 - 声優、モデル、ナレーター
- 頼孝延（政治経済学部） - 声優
- 渡部猛（中退） - 声優、俳優

タレント
- ロイ・ジェームス - 司会者、俳優、コメンテーター、ラジオパーソナリティー
- ビートたけし （除籍後の特別卒業認定）- タレント、映画監督北野武、俳優
- 三宅裕司 - 俳優、『スーパー・エキセントリック・シアター』創設、明大落研出身
- 立川志の輔 - 司会者、落語家（文部科学大臣賞、文化庁芸術祭賞、紫綬褒章、落語立川流理事、『六人の会』、明大落研出身）
- 渡辺正行 - タレント、司会者（『おはようクジラ』他）、俳優、明大落研出身
- 大川豊 – 大川興業総裁
- 水道橋博士 - 《浅草キッド》、ライター、コメンテーター
- なべおさみ - ラジオパーソナリティ、放送作家、司会者、小説家、俳優、明治大学替え玉受験に関わる
- トカレフ林 - タレント、宅地建物取引士
- 深沢邦之 - 《Take2》
- ヤマザキモータース – 《くらげライダー》、《ノンキーズ》
- 上田啓介 - タレント、ラジオパーソナリティ、実業家
- 井上マー - タレント、司会者、ミュージシャン
- 大谷ノブ彦 – 《ダイノジ》
- 小林優介 – 《響》
- 大村朋宏 – 《トータルテンボス》
- ダイゴ – 《ラヴドライブ》
- 尾関高文 – 《THE GEESE》
- 池田勝 - 《ジグザグジギー》
- 中上千鶴 - 『シンデレラドリーム ミッドナイト☆パーティー』パーソナリティ、在学時『国際ロータリー第2780地区ROTEX』会長
- 片岡未来 - タレント
- 藤森慎吾 - 《オリエンタルラジオ》
- 木谷真美 - モデル、タレント、ラジオパーソナリティ
- 向井慧 - 《パンサー》
- 森山パンタ - 《ロビンソン》
- 川島佐助 - 《ガリバートンネル》
- 三須友博 - 《ガリバートンネル》
- 竹田こもちこんぶ - タレント、舞台女優
- ヤマグチクエスト - タレント
- シーランド - お笑いコンビ
- サツマカワRPG - タレント
- 大谷ふみたか - 《XXCLUB》
- ザ・シドニー - タレント
- 近藤麗奈 - 《小夏・ひとみ・レイナ》
- 今井春奈 - タレント、モデル、女優
- 宇佐美エリナ - 元タレント、モデル、TiaraGirl副編集長
- 川原真琴 - タレント（07'週刊ヤングジャンプ『全国女子高生制服コレクション』グランプリ）、モデル、女優
- 寺田有希 - タレント（『ホリプロタレントスカウトキャラバン』大阪地区グランプリ、『HOP CLUB』メンバー）、女優
- 関谷風次 - 《裏切りマンキーコング》、2008M-1甲子園優勝
- 村田ちひろ - 元タレント（NHK Eテレ『天才てれびくんワイド』・『天才てれびくんMAX』2000年度 - 2005年度てれび戦士）、剣道家
- 大鶴肥満 - 《ママタルト》
- 4000年に一度咲く金指 - タレント
- 前田裕太（中退） - 《ティモンディ》
- 野澤輸出 - 《ダイヤモンド》
- 鈴木笑里 - タレント、司会者
- あいきけんた - タレント、アイスホッケーU-18日本代表主将
- 冬由 - タレント、女優
- 宮坂亜里沙 - モデル、女優
- わちみなみ - グラビアアイドル
- 小島あやめ - タレント、子役、ダンサー
- 鈴元まい - タレント、キャスター
- 菊池柚花 - タレント、キャスター

#### 音楽

##### 作詞・作曲・編曲
- 古賀政男 - 昭和期の代表的作曲家、国民栄誉賞（1978）、日本作曲家協会創設、日本レコード大賞創設、明治大学マンドリン倶楽部創設メンバー
- 阿久悠 - 作詞家、作家、菊池寛賞、紫綬褒章、旭日小綬章、明治大学特別功労賞
- 宇崎竜童 - 作曲家（日本レコード大賞金賞・作曲賞、日本アカデミー賞最優秀音楽賞等）、ミュージシャン、俳優、映画監督
- 阿木燿子 - 作詞家（日本レコード大賞、日本作詩大賞等）、女優、小説家、エッセイスト、映画監督、紫綬褒章等
- 大友良英 - 作曲家（NHKドラマ『あまちゃん』他）、《大友良英ニュー・ジャズ・クインテット》リーダー、ギタリスト
- 藤田まさと - 日本著作家連合会会長、日本作詩大賞、日本レコード大賞特別賞、日本ポリドール制作部長・文芸部長
- 青木望 - 音楽プロデューサー、作曲家
- 佐伯亮（馬場良） - 作曲家、編曲家、レコード大賞編曲大賞、美空ひばり公演音楽監督を25年間務める
- 原六郎 - 作詞家、作曲家、音楽評論家
- 矢野亮 - 作詞家、ディレクター
- 前田俊明 - 編曲家、第34回日本レコード大賞歌謡曲演歌部門・編曲賞、第40回日本レコード大賞編曲賞
- 竹岡信幸 - 作曲家、『支那の夜』等
- たなかゆきを – 作詞家、日本音楽著作権協会監事・評議員会副議長、日本作詩家協会常任顧問・専務理事
- 清水保雄 - 作曲家
- 吉田矢健治 - 作曲家、レコード大賞功労賞
- 小町昭 - 作曲家、編曲家（日本レコード大賞童謡賞・新人作詩賞）
- 森一也（東京藝大） - 作曲家、編曲家、音楽評論家
- 田家大知 - 音楽プロデューサー、作詞家、作曲家、映像作家、音楽ライター
- 甲斐靖文 - 作曲家、編曲家
- 島野聡 - 音楽プロデューサー、作詞・作曲・編曲家（第40回日本レコード大賞ベストアルバム賞）
- 野村耕三 - 作詞家（日本作詩家協会理事）、放送作家、シナリオライター
- 南郷達也 - 作曲家、編曲家
- 篠崎耕平 - 作詞家、作曲家
- 深田太郎 - 作曲家、ミュージシャン
- 洞澤徹 - 作曲家、ギタリスト
- 青木康彦 - ミュージシャン、音楽プロデューサー、作詞・作曲家
- 佐野信義 – ゲームミュージック作曲家（『リッジレーサー』シリーズ、『鉄拳』シリーズ等）、《OMY》、《まにきゅあ団》
- Ichiro - レコーディング・エンジニア、トラックメイカー、映画音楽プロデューサー、『RHODES Premier』（サンプリング音源）作者
- 南俊介 - ミュージシャン、DJ、音楽プロデューサー、作詞・作曲・編曲家
- 溝口貴紀 – 作詞家
- 広末慧 - 作曲家、ギタリスト
- アッチョリケ (政治経済学部) - 作曲家、編曲家、ギタリスト
- joru - 作詞家、ボーカリスト
- 児玉雨子 - 作詞家、作家、脚本家、プロデューサー

##### ミュージシャン
ポピュラー
- 林伊佐緒 - 日本歌手協会会長、作曲家
- 三橋美智也（中退） - 歌手、NHK紅白歌合戦通算14回出場
- 堀威夫 - 《スウィング・ウエスト》リーダー
- 寺内タケシ（中退） - 《寺内タケシとブルージーンズ》
- 山田パンダ（工学部） - 《かぐや姫》、《シュリークス》、《パンダフルハウス》、《山本山田》、音楽プロデューサー
- あがた森魚 - （《あがた森魚とはちみつぱい》リーダー（《ムーンライダーズ》等の前身））、映画監督、俳優
- 宇崎竜童 - 《ダウン・タウン・ブギウギ・バンド》、《竜童組》、《宇崎竜童 & RUコネクション with 井上堯之》、作曲家、俳優
- 山下達郎（中退） - シンガーソングライター、元《シュガー・ベイブ》、作編曲家・プロデューサー
- 木原敏雄 - 《NOBODY》、作詞・作曲家
- 杉原徹（2部文学部） - 《てつ100%》リーダー、アーティスト、ラジオパーソナリティー
- 宮沢和史（経営学部） - 《THE BOOM》・《GANGA ZUMBA》リーダー、俳優
- 宇津本直紀 - 元《DEEN》、音楽プロデューサー、作曲家
- 三島敏夫 - ボーカリスト、レコード大賞功労賞
- 槇野義孝 - 《デューク・エイセス》
- 小林旭（中退） - NHK紅白歌合戦通算7回出場、俳優、映画監督
- 黒木憲（中退） - 歌手
- 鈴木豊明 - 《Kとブルンネン》
- 真崎義博 - 在学中に高田渡、遠藤賢司、南正人、金子章平らと《アゴラ》（フォーク・ソングチーム）結成
- 園田佐登志 - ミュージシャン、DJ、映像作家
- 小島嵩弘 - 歌手（KOZIMA）、俳優、演出家（劇団『隔世遺伝』代表）、ラジオパーソナリティー
- 中村隆道 - シンガーソングライター、ラジオDJ
- 坂田おさむ（政治経済学部） - 歌手、元「おかあさんといっしょ」（NHK）うたのおにいさん
- 赤塩正樹（ニューヨーク大学大学院） - 《H2O》、作曲家、音楽プロデューサー、英語教育者
- 三谷泰弘 - 《ネルソンスーパープロジェクト》、元《スターダストレビュー》
- 鈴木寛之 - ミュージシャン、Something ELse作曲家・アレンジャー（DEEN、HI-D、Chocolove from AKB48等）
- 桜庭統 - ミュージシャン、ゲームミュージック作曲家（トライエース、テイルズシリーズ等）
- 小林美樹 - 元アイドル歌手（『スター誕生!』）
- 江戸アケミ - 《JAGATARA》リーダー
- EBBY - 《JAGATARA》、プロデューサー、作詞・作曲家、グラフィックデザイナー、Webデザイナー
- 深沼元昭 - 《Mellowhead》、《PLAGUES》、《GHEEE》
- 清水昭男（理工学部） - 《ANTHEM》
- 西山史晃 - 《ROGUE》
- 本田毅 - 《PERSONZ》、《fringe tritone》
- 原広明 - 《The 3peace》、音楽プロデューサー、作詞・作曲家
- 佐野康夫 - ドラマー
- 竹島宏 - 歌手
- TOKYO MARRY - ミュージシャン、音楽プロデューサー
- カンアキトシ - 女性歌手、ボイストレーナー、ソムリエ
- 泉杏香 - シンガーソングライター
- 高野政所 – 《LEOPALDON》リーダー、『ザ・トップ5』メイン・パーソナリティ
- 大友ジュン - シンガーソングライター、作詞家、作曲家
- 広末慧 - ギタリスト、作曲家
- チン中村 - 《銀杏BOYZ》、《BOYS NOW》
- 堀川由理 - 元《南青山少女歌劇団》、《Skirt》
- 橘ケンチ - 《EXILE》、元《J Soul Brothers》
- 水野良樹（政経中退→一橋大社会） - 《いきものがかり》リーダー
- 大碕正徳 - 《aCae》
- 小山慶一郎 - 《NEWS》リーダー、『news every.』メインキャスター
- 野口征吾 – 《FLAME》（J-POPヒップホップダンスユニット）
- RUEED - レゲエミュージシャン
- aagna（文学部） – 元《Sister Q》、ヤマハTEENS' MUSIC FESTIVALグランプリ
- 小澤綾子 - 歌手
- 牧達弥 - 《Go!go!vanillas》
- 伊野尾慧（理工学部） - 《Hey! Say! JUMP》《Kitty GYM》《J.J.Express》
- 美谷玲実 - 《STAR☆ANIS》
- わかないづみ（文学部文学科演劇学専攻） - シンガーソングライター
- 野田愛実 - TEENS' MUSIC FESTIVALティーンズ大賞、ZIP-FM SPOTMUSIC AUDITIONグランプリ
- 斎藤ちはる - 《乃木坂46》
- 米谷奈々未 - 元《櫻坂46》
- 鶴見萌 - 《虹のコンキスタドール》
- 矢部昌暉 - 《DISH//》《EBiDAN》
- CHIBA - 《BUZZ-ER.》メインボーカル
- 並木瑠璃 - シンガーソングライター、ギタリスト、女優
- Ryusei（在学生） - 《THE SIXTH LIE》、モデル
- 音井結衣 - 元《notall》
- 白井友紀乃 - 《SKE48》
- 白井琴望 - 《SKE48》
- 岩尾春輝 - 《BUDDiiS》

ジャズ
- スマイリー小原 - 指揮者、《スマイリー小原とスカイライナーズ》
- 世良譲 - ピアニスト、日本音楽家協会理事、第28回南里文雄賞
- 今田勝 - ピアニスト、第19回南里文雄賞
- 藤井寛 - ジャズ・ヴィブラフォン奏者
- 福田重男 - ピアニスト
- 袴塚淳 - ピアニスト
- 安藤正容 - ギタリスト《T-SQUARE》リーダー、作曲家、音楽プロデューサー
- 近藤和彦 - サックスプレイヤー《熱帯JAZZ楽団》、元《米米クラブ》
- 川口義之 - 《栗コーダーカルテット》、《渋さ知らズオーケストラ》
- 原田俊一 - ドラマー

クラシック・その他
- 久保田孝 - 指揮者、作曲家、マンドリン奏者、日本マンドリン連盟顧問
- 篠原虎一 - ヴァイオリニスト、音楽教育者、指揮者、前田利家子孫
- 尾原勝吉 - 指揮者、ヴァイオリニスト、新交響楽団（NHK交響楽団）結成、明治大学交響楽団創設
- 小倉朗 - 作曲家
- 岡山廣幸 - 藤原歌劇団総監督、声楽家、音楽教育者、作曲家
- 世良明芳 - 声楽家（藤原歌劇団）
- 髙岸未朝 - オペラ演出家、東京芸術大学オペラ科・国立音楽大学演奏学科・劇団俳優座研究所の各講師
- 山内雄喜 - スラックキーギター、チュラマナ
- 常味裕司 - ウード演奏家、東アジア地域におけるウード演奏家のパイオニア
- 陳昌鉉 - バイオリン製作者、『海峡を渡るバイオリン』主人公のモデル
- 片桐勝彦 - フラメンコギタリスト、日本フラメンコ協会理事
- 池田則浩 - 少年少女合唱団地球組代表
- 寺澤ひろみ - ハーモニカ奏者、タレント
- 堀雅貴 - マンドリニスト、音楽プロデューサー、作曲家

##### その他音楽界
- 依田巽 - 日本レコード協会会長、音楽産業・文化振興財団理事長、エイベックス創設者、ギャガ・コミュニケーションズ会長、東京国際映画祭チェアマン
- 堀威夫 - ホリプログループ創設者、日本音楽著作権協会理事、日本音楽事業者協会理事長、大英帝国勲章等
- 糟谷銑司 - 日本音楽制作者連盟理事長、音楽プロデューサー
- 篠木雅博 - 日本レコード協会理事長、徳間ジャパンコミュニケーションズ社長
- 田代秀彦 - BMGファンハウス（世界5大メジャー）社長、日本レコード協会理事
- 山﨑直樹 - アップフロントグループ創設・会長、日本映像事業協同組合理事
- 小池恒 - オリコン社長
- 篠木雅博 - 徳間ジャパンコミュニケーションズ社長、音楽ディレクター、作詞家
- 佐藤剛 - 『FIVE D』創設・代表、音楽プロデューサー
- 星子誠一 - スターチャイルド設立、SHOXX編集長
- 三代目海沼実 - 音楽教育家・評論家、作曲家、音羽ゆりかご会会長、全日本音楽教室指導者連合会会長、日本歌手協会理事
- 片山杜秀 - 音楽評論家、政治思想史研究者、慶大法学部准教授、吉田秀和賞、サントリー学芸賞、10誌以上に連載掲載
- 鹿野淳 – 『ROCKIN'ON JAPAN』編集長、『MUSICA』創刊、『JAPAN CIRCUIT』・『ROCK IN JAPAN FESTIVAL』・『COUNTDOWN JAPAN』創設メンバー
- 剣持学人 - 音楽プロデューサー、グランドファンク社長
- 関口義人 - 音楽評論家
- 佐藤浩輝 - エイベックス・エンタテインメントエグゼクティブ・プロデューサー
- 福住朗 - 音楽ディレクター、ベルウッド・レコード専務
- 田家大知 - 音楽プロデューサー

#### 文壇

##### 作家
小説家
- 青崎有吾 - 小説家・推理作家、鮎川哲也賞
- あかほりさとる - 作家、脚本家、SATZ社長
- 赤羽尭 - 作家、直木賞候補
- 阿久悠 - 作詞家、作家、横溝正史ミステリ大賞、島清恋愛文学賞、直木賞候補、ギャラクシー賞
- 池上司 - 作家、池宮彰一郎は実父
- 石角春之助 - 作家
- 伊藤左千夫 - 作家、歌人、『馬酔木』・『アララギ』創刊
- 伊藤操 - 作家、ファッションジャーナリスト、アートプロデューサー
- 岩崎栄 - 作家、元大阪毎日新聞
- イワタカヅト - ゲームクリエイター、ゲームシナリオライター、編集者、実業家（C&Cブック・オン・マーケティング代表等）
- 大森光章 - 作家、新日本文学会、芥川賞候補
- 落合恵子（文学部） - 作家、元文化放送アナウンサー、『クレヨンハウス』代表、東京家政大学教授、エイボン女性年度賞、産経児童出版文化賞
- 笠原靖 - 作家、イラストレーター、元福井放送アナウンサー、織田作之助賞、『名犬フーバー』シリーズ
- 片瀬チヲル（文学部文藝メディア専攻） - 作家、群像新人文学賞優秀作
- カツセマサヒコ - 小説家、随筆家
- 勝矢剣太郎 - 作家、翻訳家、脚本家
- 亀山早苗 - 作家
- 唐十郎（文学部） - 作家、劇作家、1982年芥川賞、泉鏡花文学賞、読売文学賞
- 菊池寛（法中退） - 小説家、劇作家、ジャーナリスト、文藝春秋社・日本文藝家協会・芥川賞・直木賞創設、大映初代社長
- 喜多嶋隆 - 作家、コピーライター、CFディレクター、小説現代新人賞
- 君嶋彼方 - 作家、小説野性時代新人賞
- 木庭久美子 - 劇作家
- 斯波四郎 - 作家、第41回芥川賞
- 倉橋由美子（文学部） - 作家、女流文学賞、田村俊子賞、泉鏡花文学賞
- 五味康祐（文学部） - 作家、1952年芥川賞、クラシック音楽・オーディオ評論家
- 斎藤茂太（文学部） - 作家、医学博士、日本ペンクラブ理事、日本旅行作家協会会長、日本精神科病院協会名誉会長
- 斎藤緑雨 - 小説家・評論家、森鷗外、幸田露伴とともに『めさまし草』を創刊
- 佐竹一彦 - 作家、オール讀物推理小説新人賞
- 沢田撫松 - 小説家、読売新聞記者
- 志駕晃 - 小説家、推理作家、元ラジオディレクター
- 獅子文六（予科） - 小説家、劇作家、演出家、劇団文学座創立
- 島田一男（中退） - 推理作家
- 白石潔 - 作家、報知新聞編集局長
- 鈴木英治 - 作家、角川春樹小説賞特別賞
- 須山静夫 - アメリカ文学者、小説家、新潮新人賞、アメリカ研究図書賞
- 関川周 - 作家、サンデー毎日大衆文芸選、直木賞候補
- 勢古浩爾 - 文筆家
- 多門昭 - 作家、モータージャーナリスト
- 団龍彦 - 小説家
- 長堂英吉 - 作家、新潮新人賞、芸術選奨
- 津島佑子（大学院中退） - 作家、野間文芸新人賞、読売文学賞、谷崎潤一郎賞、野間文芸賞、女流文学賞、泉鏡花文学賞等
- 天童荒太（文学部演劇学科） - 作家、脚本家、2009年直木賞、山本周五郎賞、日本推理サスペンス大賞、日本推理作家協会賞（『永遠の仔』）
- 時武ぼたん - 小説家、ゴールデン・エレファント賞
- 徳川夢声 - 作家、日本放送芸能家協会初代理事長、菊池寛賞、直木賞候補、博物館明治村初代村長
- 富田常雄（商学部） - 作家、1949年直木賞
- 中沢けい（政経学部） - 作家、群像新人文学賞、野間文芸新人賞、法政大学教授
- 中田耕治 – 作家（近代文学賞等）、翻訳家、演出家（青年座）、「俳優座」養成所講師
- 中戸川吉二 - 作家、『新思潮』同人
- 長吉秀夫 - 作家、舞台制作者
- 名取佐和子 - 作家、ゲームシナリオライター
- 中村建治 – 鉄道作家
- 七飯宏隆 - ライトノベル作家、電撃小説大賞
- 野中ともそ - 作家、小説すばる新人賞
- 羽田圭介（商学部）- 作家、2015年 芥川賞。2003年 文藝賞 史上最年少（17歳）受賞
- 藤沢衛彦 - 小説家、民俗学者、日本児童文学者協会会長、日本風俗史学会理事長、雑誌『伝説』刊行
- 藤田富士男 - 作家、演劇研究家、新風舎文庫本大賞（復刊部門）
- 藤原智美（政経学部） - 作家、1993年芥川賞
- 船山馨 - 作家、青年芸術派結成、吉川英治文学賞
- ますい志保（仏文科、清泉女学院中退） - 作家、元タレント
- 松本富生 - 作家、文學界新人賞、栃木県文学大賞選考委員、栃木県文芸家協会常任理事
- 丸山金治 - 小説家、編集者
- 南英男 - 作家
- 宮本幹也 - 作家、サンデー毎日新人賞
- 村上静人 - 作家、翻訳家
- 目黒考二 - 作家、評論家、『本の雑誌』発行人
- 盛田隆二（政経学部） - 作家、『ぴあムック』編集長、『明治』編集委員
- 鬼生田貞雄 - 小説家、編集者
- 三浦紀夫 – 著作家、実業家
- 安田雅企 - 作家、犯罪史研究家
- ヤマグチノボル - ライトノベル作家、ゲームシナリオライター
- 山崎マキコ - 作家、ライター
- 山田詠美（文学部中退） - 作家、芥川賞選考委員、1987年直木賞、文藝賞、女流文学賞、泉鏡花文学賞、読売文学賞
- 悠寐ナギ - ライトノベル作家
- 若山三郎 - 作家、日本作家クラブ理事長、日本文芸家協会会員
- 渡航 - 作家、小学館ライトノベル大賞ガガガ大賞
- 和智正喜 - ライトノベル作家、脚本家、漫画原作者

推理作家・SF作家
- 島田一男 - 作家、脚本家、日本推理作家協会理事長
- 福島正実 - SF作家、日本SF作家クラブ創設、評論家、編集者
- 水上呂理 - 探偵小説家、翻訳家、化学者
- 安東能明 - 作家、日本推理作家協会賞（短編部門）、日本推理サスペンス大賞優秀賞、ホラーサスペンス大賞特別賞
- 河野典生 - 作家、日本推理作家協会賞、角川小説賞
- 小西マサテル - 作家、このミステリーがすごい!大賞
- 佐竹一彦 - 作家、オール讀物推理小説新人賞
- 垣谷美雨 - 作家、小説推理新人賞
- 日影丈吉（高等部） - 作家（日本探偵作家クラブ賞、泉鏡花文学賞）
- 輪渡颯介 - 時代小説作家、推理作家、メフィスト賞
- 三浦明博（商学部） - 作家、コピーライター、江戸川乱歩賞、シンククエスト＠ジャパン学際部門プラチナ賞
- 岡田秀文 - 作家、日本ミステリー文学大賞新人賞、小説推理新人賞
- 林呈禄 - 作家
- 山田正紀（政治経済学部） - SF作家、日本SF大賞、星雲賞、本格ミステリ大賞、日本推理作家協会賞等
- 光瀬龍（中退） - 作家、日本SF大賞特別賞
- 井上雅彦 - 作家、『異形コレクション』監修
- 青崎有吾 - 作家、鮎川哲也賞
- 三宅彰 - 作家、江戸川乱歩賞
- 名梁和泉 - 日本ホラー小説大賞優秀賞
- 新馬場新 - SF作家、ライトノベル作家、小学館ライトノベル大賞優秀賞

時代小説作家・歴史小説作家
- 佐々木味津三 - 作家（『右門捕物帖』、『旗本退屈男』）
- 梓澤要 - 時代小説作家、歴史文学賞、歴史時代作家クラブ賞作品賞
- 子母澤寛 - 作家、幕末時代小説
- 花家圭太郎 - 歴史小説家
- 長谷川海太郎 - 作家、『丹下左膳』シリーズ
- 鈴木英治 - 時代小説作家、角川春樹小説賞特別賞
- 郡順史 - 歴史小説家
- 真下五一 - 作家、第一回京都文化功労者、京都文化団体懇話会初代会長
- 鈴木英治 - 時代小説作家、角川春樹小説賞特別賞
- 立石優 - 歴史小説作家、ノンフィクション作家
- 八剣浩太郎 - 時代小説作家
- 宮本幹也 - 作家（『黄河』、『魚河岸の石松』）
- 杉村悦郎 - 伝記作家、新撰組研究論文大会優秀賞
- 輪渡颯介 - 時代小説作家、推理作家、メフィスト賞

児童文学者・童話作家
- 藤沢衛彦 - 日本児童文学者協会会長、日本伝説学会設立（『日本伝説叢書』編纂）、日本風俗史学会理事長
- たつみや章 - 児童文学者、野間児童文芸賞、産経児童出版文化賞、講談社児童文学新人賞、熊本市議会議員
- 斎藤隆介 - 作家、児童文学者、絵本にっぽん賞、小学館文学賞、日本児童文学者協会賞
- 白木茂（高等部） - 児童文学者、翻訳家、日本児童文芸家協会常任理事、国際アンデルセン賞国内選考委員
- 内田庶 - 児童文学作家、翻訳家、著作権コンサルタント、実業家、日本ユニ著作権センター代表
- 堀尾青史 - 児童文学作家、高橋五山賞
- 泉名月 - 児童文学作家、泉鏡花記念館名誉館長、泉鏡花文学賞選考委員
- 坪田理基男 - 児童文学者
- 浜田けい子 - 児童文学作家、路傍の石文学賞、現代少年文学賞、児童文化功労者表彰
- 宮下すずか - 児童文学作家、椋鳩十児童文学賞、《小さな童話》大賞

ノンフィクション作家
- 鶴田静 - エッセイスト、第1回日本ベジタリアン・アワード大賞受賞者
- 軍司貞則（文学部、ウィーン大学） - ノンフィクション作家、プロデューサー
- 山田一廣 - ノンフィクション作家
- 猪瀬直樹 - 作家、日本ペンクラブ言論表現委員長、大宅壮一ノンフィクション賞
- 長堂英吉 - ルポルタージュ作家、新潮新人賞、芸術選奨新人賞、九州沖縄芸術祭文学賞
- 根深誠 – 作家、ルポライター、JTB紀行文学大賞等
- 伊勢暁史 - ノンフィクション作家、放送作家、放送文化基金賞大賞
- 栗原隆一 – 作家、歴史家
- 根本浩 - 文筆家
- 馬場信浩（龍造寺信） - 作家、元役者
- 宮子あずさ （中退）- 随筆家
- 秋山真志 - ノンフィクション作家、大衆文学研究賞
- 足立紀尚- ノンフィクション作家
- 辻原康夫 - ノンフィクションライター、地理研究家、流通経済大学教授
- 高柳金芳 - 江戸時代史研究家
- 石角春之助 – 作家、ルポライター
- 佐藤克之（2部） - ライター、コラムニスト、司会者
- 斉藤伯好 - 翻訳家、作家
- 高村暢児 – 作家、評論家
- 勢古浩爾 – エッセイスト、評論家
- 鈴木正行 – 紀行作家
- 大野芳 - ノンフィクション作家
- 権藤晋 – 随筆家、漫画評論家、映画評論家、北冬書房主催、『幻燈』創刊
- 近藤唯之（法学部） - スポーツジャーナリスト、ノンフィクション作家、野球評論家、夕刊フジ編集局長
- 加賀山耕一 - ノンフィクション作家
- 尾崎健一 – 著作家
- 川元祥一 – 作家、ルポライター
- 千厩ともゑ - 旅行作家、編集者
- 松本利秋 - ノンフィクション作家
- 織井青吾 - ノンフィクション作家
- 栗原隆一 - 著述家、歴史家
- 三浦紀夫 – 作家、実業家
- 横田濱夫 – 作家、金融評論家
- 荻原魚雷 - エッセイスト、フリーライター
- 芳川赳 - 美術評論家、作家
- 南陀楼綾繁 - 作家、編集者
- 田中佑季明 - 作家、詩人、エッセイスト、写真家、プロデューサー、舞台監督
- 宮崎智之 - ライター、コラムニスト、エッセイスト
- ひかり – コラムニスト
- 木村綾子 – ライター、ファッションモデル、「太宰治検定」実行委員
- 堀口茉純（文演） - ライター、女優
- アイビー茜 – コラムニスト、占い師
- 小新井涼 - コラムニスト、コメンテーター、アニメメディアプランナー

##### 翻訳家・文芸評論家
- 長島良三 - 翻訳家、編集者
- 斎藤伯好 - 翻訳家、作家、キャリア官僚
- 矢野浩三郎 - 翻訳家、明星大学教授
- 鎌田三平 - 翻訳家、文芸評論家、作家
- 真崎義博 - 翻訳家、シンガーソングライター
- 小林宏明 - 翻訳家、作家
- 村上静人 - 作家、翻訳家
- 金子司 - 翻訳家
- 徳間佳信 - 翻訳家、中国当代文学研究者
- 斎藤真理子 - 翻訳者、編集者、第一回日本翻訳大賞
- 清水信 - 文芸評論家、芥川賞・直木賞等の選考委員、近代文学賞
- 平野仁啓 - 文芸評論家、明大名誉教授
- 小川和佑 - 文芸評論家
- 陣野俊史 - 文芸評論家、批評家、フランス文学者
- 小林広一 - 文芸評論家、群像新人文学賞
- 末國善己 - 文芸評論家、アンソロジスト、大衆文学研究会、本格ミステリ作家クラブ事務局長
- 岡部隆志 - 文芸評論家、共立女子短期大学教授
- 宗肖之介 - 文芸評論家
- 菊池仁 - 書評家、アンソロジスト

##### 詩人・歌人・俳人
詩人
- 田村隆一（文学部） - 詩人、随筆家、早川書房編集部長、高村光太郎賞、読売文学賞、現代詩人賞、萩原朔太郎賞選考委員
- 辻征夫 - 詩人、芸術選奨文部大臣賞、詩歌文学館賞、現代詩花椿賞、萩原朔太郎賞等
- 城戸朱理 - 詩人、読売新聞読書委員、正岡子規国際俳句賞選考等調整会委員、歴程新鋭賞
- 嶋岡晨 - 詩人、作家、小熊秀雄賞、岡本弥太賞、『貘』創刊、H氏賞選考委員、現代ポイエシス賞選考委員
- 片岡文雄 - 詩人、小熊秀雄賞、地球賞、現代詩人賞
- 山本十四尾 - 詩人、現代詩人賞、日本現代詩人会副理事長
- 寺田弘 - 日本詩人クラブ会長
- 菊田守 - 現代詩人会理事長・会長、丸山薫賞
- 保阪嘉内（中退） - 詩人、『銀河鉄道の夜』のカンパネルラのモデル
- 諏訪優 - 詩人、翻訳家
- 山本悍右 - 詩人、写真家
- 菊田義孝 - 詩人、文芸評論家
- 小川和佑 - 文芸評論家、詩人、日本近代文学研究者
- 江口榛一 - 詩人、歌人、評論家
- 近藤東 - 詩人、日本現代詩人会理事長、国鉄詩人連盟会長、横浜詩人会会長、神奈川近代文学館評議委員
- 長田秀雄 - 詩人、戯曲家、文庫人、北原白秋・木下杢太郎とともに「屋上庭園」を創刊
- 鈴木ユリイカ - 詩人、童話作家、H氏賞
- 田村雅之 - 詩人、編集者、砂子屋書房代表
- 遠丸立 - 詩人、文芸評論家
- 広瀬大志 - 詩人
- 野村喜和夫 - 詩人、文芸批評家、俳優、『歴程』同人、現代詩花椿賞、高見順賞、歴程新鋭賞
- 暁方ミセイ - 詩人、中原中也賞、現代詩手帖賞、『六本木詩人会』同人

歌人
- 大谷五花村 - 川柳作家、貴族院議員
- 小野興二郎 - 歌人、「泰山木」主宰
- 川島喜代詩 - 歌人、現代歌人協会賞、短歌研究賞
- 高柳蕗子 - 歌人
- 千々和久幸 - 歌人、詩人、「香蘭」代表、横浜歌人会代表委員
- 平出修 - 作家、歌人、弁護士（大逆事件弁護人）
- 山名康郎 - 歌人、日本歌人クラブ賞、北海道文化賞
- 中村正爾 - 編集者、歌人、「中央線」創刊・主宰
- 小川真理子 - 歌人、短歌研究新人賞
- 井上法子 - 歌人、詩人、現代詩手帖短歌時評

俳人
- 村上鬼城 - 俳人、鳥取藩士
- 石田波郷 - 俳人、現代俳句協会創立、『現代俳句』・『馬』・『鶴』を創刊、戦後の俳壇を先導、読売文学賞、芸術選奨文部大臣賞
- 真鍋儀十 - 俳人、芭蕉記念館
- 原裕 - 俳人、俳人協会常務理事、日本文学風土学会理事、産経新聞俳壇選者、俳句研究賞選考委員
- 神蔵器 - 俳人、俳人協会賞、俳句四季大賞、俳人協会名誉会員、日本ペンクラブ会員、日本文藝家協会会員
- 寺井谷子 - 俳人、現代俳句協会副会長、日本文藝家協会会員、現代俳句協会賞、NHK俳壇選者、「自鳴鐘」主宰
- 田中亜美 - 俳人、現代俳句新人賞、『現代詩手帖』俳壇時評、『朝日新聞』俳句時評
- 黛執 - 俳人、「春野」創刊主宰、俳人協会賞
- 吉田南舟子 - 俳人

#### 伝統芸能
- 西川扇蔵（十代目） - 日本舞踊西川流宗家家元、人間国宝、文化功労者、日本舞踊振興財団理事長
- 坂真次郎 - 観世流能楽師、人間国宝
- 岩井半四郎（十代目） - 歌舞伎役者、大和屋、日本舞踊岩井流宗家
- 田中仙樵 - 茶人、大日本茶道学会創設
- 歌川豊国（七代目） - 浮世絵師
- 宝井馬琴（六代目）- 日本講談協会会長、芸術選奨文部大臣賞、文化庁芸術祭賞、紫綬褒章、明大落研出身
- 山田積善 - 詩吟家、法律家
- 長谷川耕南 - 書道家、日本書鏡院創設
- 麻田満洲野 - 日本舞踊家、著述家
- 和田高甫 - 華道家、未生流宗家家元
- 扇崎秀薗（二代目） - 日本舞踊扇崎流家元
- 柳家三亀坊 - 漫談家
- 松旭斎天正 - 奇術師
- 橘右門 - 書家
- 五街道雲助（六代目、商学部中退） - 人間国宝、元落語協会理事、文化庁芸術祭優秀賞
- 柳家三寿 - 落語家
- 三遊亭小遊三（経営学部） - 落語家、落語芸術協会副会長、文化庁芸術祭優秀賞
- 林家三平 (初代) - 落語家、落語協会理事
- 三遊亭圓丈（三代目） - 落語家、落語協会監事
- 瀧川鯉昇（農学部） - 落語家、落語芸術協会監事
- 立川ぜん馬（六代目） - 立川流落語会真打
- 立川談之助 - 落語家、元参議院議員秘書
- 立川志の輔（経営学部） - 落語家、落語立川流理事、『六人の会』、文化庁芸術祭賞、芸術選奨文部科学大臣賞、紫綬褒章
- 立川談幸 - 落語家、落語立川流理事
- 月亭遊方 - 落語家、繁昌亭大賞
- 雲龍亭雨花 - 女流落語家
- 柳家圭花 - 落語家
- 春風亭柳太郎（二代目） - 落語家
- 立川志ら乃 - 落語家、NHK新人演芸大賞大賞
- 和泉家志ん治 – 落語家
- 桂竹千代 - 落語家
- 立川志獅丸 - 落語家
- 柳家さん助（三代目） - 落語家
- 立川がじら - 落語家
- 三遊亭仁馬 - 落語家
- 金原亭馬吉 - 落語家

#### 美術・工芸
- 藤原雄（文学部） - 陶芸家、人間国宝、紺綬褒章、日本工芸会理事、ダートマス大学客員教授
- 松井康成 - 陶芸家、人間国宝、紺綬褒章、浄土宗月宗寺第23世住職
- 伊藤廉 - 画家、東京芸術大学教授・美術学部長、愛知県立芸術大学美術学部長
- 清原啓一 - 画家、日展常務理事・審査委員、光風会常務理事、日本芸術院会員、日本芸術院恩賜賞等
- 中村英夫 - 洋画家、自然協会設立
- 三上隆彦 - 洋画家、日輝会美術協会創設・会長、紺綬褒章
- 安藤正楽 - 画家、俳人、歴史学者
- 大河内信敬 – 画家
- 小穴喜一 - 書家
- 許百錬 - 南画家、大韓民国芸術院第2代推薦会員、大韓民国文化勲章・文化褒章、大韓民国芸術院賞・美術部門賞
- 大野忠男 - 画家、アイルランド研究家、上野学園大学短期大学部教授
- 石田良介 - 剪画家
- 半田富久 - 彫刻家
- 山田朝彦 - 彫刻家、日展理事、日本芸術院賞受賞
- 岡野博一 - 伝統工芸プロデューサー
- 山崎和樹 - 染色工芸家、東北芸術工科大学准教授
- 小西正純 - 『ILL SAGGIATORE』主催
- 増山士郎 - 現代美術家
- 田中孝幸 - フラワーアーティスト、クリエイティブディレクター

#### 建築
- 山口廣 - 日本建築学会副会長
- 山田幸夫 – 建築家、久米設計社長
- 新関謙一郎 - 建築家
- 西郷真理子 - 都市計画家、内閣府 『世界で活躍し『日本』を発信する日本人』 選出、MIPIMアウォード（日本人初）、日経 「ウーマン・オブ・ザ・イヤー 大賞 2010」、東大大学院講師
- 寺田尚樹 – 建築家、デザイナー、テラダモケイ代表、グッドデザイン賞4回、JCDデザインアワード3回
- 寳神尚史 – 建築家、『GOOD DESIGN AWARD 2008』、『JCDデザインアワード2008』、『東京建築士会住宅建築賞』
- 川村則子 - BBR主宰
- 古谷俊一 - 建築家、日本建築設計学会賞、グッドデザイン賞
- 中村拓志（大学院理工学研究科）- 建築家、リーフ賞、日本建築学会賞、アルカシア建築賞最高賞、JCD賞大賞（史上最多）、日本建築家協会賞、グッドデザイン賞金賞
- 禿真哉（大学院理工学研究科） - トラフ建築設計事務所
- 長坂常 - スキーマ建築計画
- 黒崎敏 - 建築家
- 堀内功太郎（AAスクール） - 建築家
- 小林一郎 - 建築評論家、編集者
- 根岸情治 - 都市計画家、内務官僚、日本都市建設社長
- 田坂好生 - 建築家
- 武藤聖一 - 建築写真家
- 岡田公彦 - 建築家
- 篠田義男 - 建築家
- 黒崎敏 - 建築家
- 泉山塁威 - 「ソトノバ」共同代表理事、プレイスメイカー、都市計画家、元東大助教

#### ファッション・デザイン
- 石津謙介 - ファッションデザイナー、VAN創設、日本メンズファッション協会最高顧問
- 太田伸之 - 『東京ファッションデザイナー協議会』設立・初代議長、『東京コレクション』創設、海外需要開拓支援機構社長、イッセイミヤケ社長、バーニーズ・ニューヨークコーディネーター
- 渡邊智恵子 - 実業家、社会起業家、『日本オーガニックコットン協会』設立、『毎日ファッション大賞』、『日経ウーマン・オブ・ザ・イヤー 2010』
- 石津祥介 - ファッションディレクター、日本メンズファッション協会常任理事
- 畑埜佐武郎 - ファッションプロデューサー、エドワーズ設立
- 田川啓二 - ファッションデザイナー、ビーズ刺繍デザイナー
- 齊藤孝浩 - ファッション流通コンサルタント
- 伊藤操 - 『ハーパーズ バザー』日本版初代編集長、ファッション・ジャーナリスト
- 鈴木深 - 『Oggi』編集長、『Precious』・『MEN'S Precious』編集長
- 渡辺佳代子 - 『sweet』編集長、『オトナミューズ』編集長
- 小澤良介 - クリエイティブディレクター、リグナ創業者、セラシオ・ジャパンCPO
- 平格彦 - ファッションコラムニスト、編集者
- 木村博之 - グラフィックデザイナー、『TUBE GRAPHICS』代表
- 坂梨亜里咲 - 4MEEE CEO

※ファッションモデルについては、「俳優・ファッションモデル」の項参照

#### プロデューサー・クリエイター・コピーライター
- 残間里江子 - メディアプロデューサー（山口百恵『蒼い時』）、『2007年ユニバーサル技能五輪国際大会』総合プロデューサー
- 三浦明博 - コピーライター、シンククエスト＠ジャパン学際部門・プラチナ賞
- 石上三登志 - 電通CMディレクター・CM殿堂（レナウンCM等）、評論・編集・翻訳・脚本家
- 日暮真三 - コピーライター（『無印良品』の名付親、東京コピーライターズクラブ賞、毎日デザイン賞、ニューヨークアートディレクターズクラブ（英語版）賞）、作詞家、作家
- 喜多嶋隆 - コピーライター、CFディレクター
- 光岡史朗 - コピーライター、作家、ユートピア文学賞
- 寺西睦 - 電通営業統括局企画推進部長、愛知県議会議員
- カリスマカンタロー - アノマリー代表、『DANCE@LIVE』（ストリートダンス界世界最大のソロバトル）主催
- イワタカヅト - ゲームクリエイター、ゲームシナリオライター（『ラブクエスト』等）
- 大沼弘幸 – マルチクリエイター（作家・脚本家・演出家・編集者・プランナー他）
- 黒田幸弘 - ゲームクリエイター、ミューズソフト創業者
- 岡宮道生 - ゲームプロデューサー、作曲家
- 竹田太郎 - 映画・テレビ・イベント・プロダクトデベロップメントプロデューサー
- 吉積信 - ゲームクリエイター、「テイルズ オブ シリーズ」プロデューサー

#### 写真家
- 酒井淑夫 - ジャーナリスト、写真家、ピューリッツァー賞特集写真部門 受賞(1968)、米国UPI等の報道カメラマンを歴任
- 三木慶介 - 全日本山岳写真協会会長
- 浜野栄次 - 写真家、東京ネイチャーフォトクラブ創設者、昆虫研究家
- 佐藤文則 - フォトジャーナリスト
- 藤代冥砂 - 写真家、作家、講談社出版文化賞写真賞等、「月刊」シリーズ
- 関口照生 - 写真家、電通賞、TVコメンテーター
- 山本悍右 - 写真家、詩人、日本におけるシュルレアリスムの草分け
- 渡辺眸 - 女流写真家
- 山田實 - 写真家
- 樋口耕平 - 報道カメラマン、ヒューストン国際映画祭・ワイルドライフ部門金賞
- 樋口聡 - 写真家、ライター
- 丸山純 - 写真家、作家

#### 漫画家・イラストレーター
- 相田裕 - 漫画家、文化庁メディア芸術祭優秀賞他
- 相原実貴 - 漫画家
- アキヨシカズタカ - 漫画家
- 新井英樹 – 漫画家、小学館漫画賞等
- 五十嵐浩一 - 漫画家、漫画研究会出身
- いしかわじゅん（商学部） - 漫画家、小説家、漫画評論家、コメンテーター、手塚治虫文化賞選考委員、元トヨタ自動車
- 神楽つな - 漫画家
- 加藤アカツキ - イラストレーター
- 片山まさゆき（中退） - 漫画家、漫画研究会出身
- かわぐちかいじ（文学部） - 漫画家、漫画研究会出身
- 倉科遼（中退） - 元漫画家、漫画原作者
- 小林たつよし - 漫画家
- 三条陸 - 漫画原作者、脚本家
- 清水としみつ - 漫画家
- 高田裕三 - 漫画家、講談社漫画賞
- 田島みるく - 主婦漫画家
- 西岡りき - イラストレーター
- 友沢ミミヨ - 漫画家、イラストレーター
- とり・みき（文学部中退） - 漫画家、脚本家、星雲賞コミック部門受賞、文春漫画賞受賞、星雲賞コミック部門受賞
- 成田アキラ - 漫画家
- 西村宗 - 漫画家
- 原一司 - 漫画家
- ほんまりう（政経学部） - 漫画家、漫画研究会出身
- 松下井知夫 - 漫画家
- 三田紀房（政経学部） - 漫画家、講談社漫画賞、文化庁メディア芸術祭マンガ部門優秀賞
- やぶうち優 - 漫画家
- 横山まさみち - 漫画家
- 渡辺電機(株) - 漫画家、SF研究会出身
- よしたに – 漫画家
- カトウコトノ - 漫画家

### ジャーナリズム・マスメディア

#### 評論家・ジャーナリスト等
- 会田肇 - カーライフアドバイザー
- 阿南常一 - ジャーナリスト、全国市長会専務理事、都市計画協会副会長
- 猪谷千香 - ジャーナリスト
- 井崎脩五郎（商学部除籍）- 競馬評論家
- 井上明 - 朝日新聞記者
- 今尾恵介（文学部中退） - 地図学者、地図研究家、フリーライター
- 岩永文夫 - 評論家、プロデューサー
- 印南博之 - 農政ジャーナリスト、日本郵趣協会理事、切手の博物館設立委員
- 尾崎卓爾 - 歴史家、新聞記者
- 片山修 - 経済ジャーナリスト、経営評論家
- 勝田孫弥 - 歴史家
- 河原敏明 - 皇室ジャーナリスト
- 亀山早苗 - フリーライター
- 菊池清麿 - 音楽メディア史研究家
- 菊池久 - 政治評論家、元読売新聞
- 窪田新之助 - 農業ジャーナリスト
- 栗原隆一 - 歴史家、文筆家
- 沢井鈴一 - 教育者、郷土史家
- 本間勝喜 - 著述家、教育者、歴史研究家
- 西村貞 - 美術史家、毎日出版文化賞
- 高本公夫 - 競馬評論家、作家
- 近藤唯之（法学部） - スポーツジャーナリスト、野球評論家、夕刊フジ編集局長
- 佐藤文則 – フォトジャーナリスト
- 佐貫百合人 – 演劇評論家
- 杉贋阿弥 - 劇評家
- 鈴木敦秋 - ジャーナリスト、読売新聞記者、第29回講談社ノンフィクション賞
- 鈴木裕範 – 和歌山放送報道部長、和歌山大学教授
- 高沢皓司 - ジャーナリスト、講談社ノンフィクション賞
- 高瀬毅 - ジャーナリスト、ラジオパーソナリティー
- 高村暢児 - 産経新聞記者、ボーン・上田記念国際記者賞
- 高田昌也 - 東京新聞政治部長
- 武井一巳 - ジャーナリスト、評論家
- 田中耕 - ジャーナリスト、スポーツライター
- 田原牧 - 東京新聞特別報道部記者、開高健ノンフィクション賞
- 辻三蔵 - レーシングライター、解説者
- 土屋亨 - スポーツジャーナリスト
- 豊島典雄 - 政治アナリスト、時事通信社記者、新しい歴史教科書をつくる会副会長
- 殿岡駿星 - 元朝日新聞記者、ジャーナリスト
- 永井隆 - 経済ジャーナリスト
- 荻原博子 - 経済ジャーナリスト、コメンテーター
- 永瀬唯 - 評論家、科学史・技術文化史研究家、ジャーナリスト、SF史家
- 二木啓孝（商学部） - ジャーナリスト、日本BS放送取締役、元日刊ゲンダイニュース編集部長、コメンテーター
- 二宮清純 - 評論家、スポーツジャーナリスト
- 野村二郎 - 朝日新聞社会部記者、司法ジャーナリスト、千葉工業大学教授
- 長谷川如是閑 - ジャーナリスト、貴族院議員、文化勲章、東京都名誉都民
- 松井修 - 映画ジャーナリスト
- 松下茂典 - スポーツジャーナリスト
- 松本利秋 - ジャーナリスト、軍事評論家
- 村井健 – 演劇評論家、「日露演劇会議」設立、文化庁国際文化交流使、紀伊国屋演劇賞審査委員、新国立劇場演劇専門委員会委員
- 室伏高信 - 評論家、著述家、元朝日新聞政治部、雑誌「日本評論」主筆
- 山際澄夫 - 国際ジャーナリスト、元産経新聞ニューヨーク支局長・外信部次長
- 吉田敏浩 - ジャーナリスト、大宅壮一ノンフィクション賞受賞
- 米澤嘉博 - 漫画評論家、大衆文化評論家、編集者、コミックマーケット準備会代表、日本マンガ学会理事、手塚治虫文化賞選考委員、日本オタク大賞審査員
- 黄文雄 - 評論家、経済史研究者、台湾ペングラフ賞、拓殖大学日本文化研究所客員教授、主権回復を目指す会顧問
- 伊藤隆史 - 編集者、監修者、ライター、ディレクター
- 溝上憲文 - 人事ジャーナリスト、日本労働ペンクラブ事務局長

#### 編集・出版
- 菊池寛 - 文藝春秋創設
- 岩堀喜之助 - マガジンハウス創設
- 竹井博友 - 地産グループ総帥
- 福島正実 - 『SFマガジン』創刊
- 長谷川國雄（中退） - 自由国民社創業者、『現代用語の基礎知識』発刊
- 長谷川秀記 - 日本電子出版協会会長、自由国民社社長、「新語・流行語大賞」創設
- 平出修 - 『スバル』創刊、日本SF作家クラブ創設、弁護士
- 目黒考二 - 『本の雑誌』創刊
- 田中斉 - 新愛知新聞（中日新聞）主幹兼編集局長、国民新聞（東京新聞）代表、プロ野球東京軍オーナー・名古屋軍代表
- 田中治男 - ポプラ社創設
- 天江富弥 - おてんとさん社創設、「炉端焼き」創始者
- 黒田秀俊 - 『中央公論』元編集長、原水爆禁止日本協議会事務局長
- 西谷能雄 - 未來社創設、弘文堂取締役編集部長
- 原田奈翁雄 - 径書房創設
- 東福洋 - 幻洋社創業者
- 権藤晋 - 北冬書房主催、『幻燈』創刊、随筆家、漫画評論家
- 藤原喜一 - 実業之日本社理事・編集長、三省堂出版部顧問
- 鈴木正吾 - 『大観』編集長、読売新聞記者、衆議院議員、豊川市長
- 工藤寛正 - 『歴史と旅』編集長、歴史家、随筆家
- 平田静子 - 出版プロデューサー、フジサンケイグループ初の女性役員
- 長島良三 - 『ミステリマガジン』編集長、『SFマガジン』編集長、翻訳者（『メグレシリーズ』、『ルパン・シリーズ』等）
- 古賀義章 - 『クーリエ・ジャポン』創刊編集長、コメンテーター、講談社国際事業局部長（「スーラジ ザ・ライジングスター」企画者）
- 石澤靖治（ハーバード大学ケネディスクールMPA） - 『ニューズウィーク』（日本版）副編集長、『ワシントンポスト』極東総局記者、ハーバード大学国際問題研究所フェロー
- 佐藤尊徳 - 『政経電論』編集長、『経済界』編集長
- 安藤貴之 - 『Pen』編集長、『ATES』編集長
- 伊藤操 - 『ハーパーズ バザー』日本版初代編集長、ファッション・ジャーナリスト
- 鈴木深 - 『Oggi』編集長、『Precious』・『MEN'S Precious』編集長
- 渡辺佳代子 - 『sweet』編集長、『オトナミューズ』編集長、20代で編集長に就任しファッション誌売上No1に導く
- 田宮寛之 - 『東洋経済HRオンライン』編集長、『オール投資』編集長、『週刊東洋経済』特別編集部副部長、日テレNEWS24経済解説者、経済ジャーナリスト
- 鹿野淳 – 『ROCKIN'ON JAPAN』・『BUZZ』編集長、『MUSICA』創刊
- 高野慎三 - 北冬書房社長、（漫画雑誌）『ガロ』編集者
- 米澤嘉博 - コミックマーケット社創設、日本マンガ学会理事、手塚治虫文化賞選考委員
- 清水文人 - 双葉社社長、『週刊漫画アクション』創刊編集長
- 長崎尚志 - 漫画編集者（『ビッグコミックオリジナル』・『ビッグコミックスピリッツ』編集長等）、漫画原作者・プロデューサー（『20世紀少年』等）
- 塩山芳明 - 漫画編集者
- 筆谷芳行 - コミックマーケット準備会共同代表（第3代）、編集者（ヤングキンググループ統括（『ヤングキング』・『ヤングキングアワーズ』編集長）
- 尾形英夫 - 『アニメージュ』初代編集長、徳間書店元常務取締役、TMF代表取締役社長
- 大野修一 - 『Chara』創刊編集長、『月刊COMICリュウ』編集長、徳間デュアル文庫創設
- 奥村勝彦 - 『コミックビーム』編集長
- 宮崎博 - 『DoLiVe 月刊ドリブ』編集長
- 神林広恵 - 『LITERA』創設、『噂の眞相』デスク
- 佐藤友美 - 演芸評論家、「東京かわら版」編集長
- 吉永嘉明 - 編集者・ライター
- 矢野浩三郎 - 海外著作権エージェント、翻訳家、明星大学教授
- 浅川征一郎 - 太平書屋社長、岩瀬弥助記念書物文化賞
- 吉倉拓児 - 『イーファイト』（GBR）代表、TV番組企画・構成作家

#### 報道・アナウンサー
NHK
- 志村正順 - 元NHKアナウンス部長、国内テレビ放送第一声者、2005年野球殿堂入り
- 青木一雄 - 元NHKアナウンス部長、アナウンス主管、NHK顧問
- 宮田輝 - 元NHK、元参議院議員
- 小見誠広 - アナウンス統括担当部長
- 千田正穂（経営学部） - 元NHK
- 岩崎博
- 石橋純一
- 石澤典夫 - エグゼクティブアナウンサー
- 桜井洋子 - エグゼクティブアナウンサー（局長級）
- 石川洋 - チーフアナウンサー
- 寺澤敏行
- 谷地健吾
- 仲山豊秋 - エグゼクティブアナウンサー
- 山田重光 - チーフアナウンサー
- 政野光伯 - チーフアナウンサー
- 白崎義彦 - チーフアナウンサー
- 森下和哉 - チーフアナウンサー
- 三瓶宏志
- 吾妻謙[要出典]
- 阪本篤志[要出典]
- 山田康弘
- 宮田貴行
- 伊藤海彦
- 五十嵐椋（農学部）
- 小林将純（政経学部）
- 石井智也
- 寺内皓大
- 齋藤舜介
- 山口瑛己

日本テレビ系列
- 松永二三男（政経学部） - 日本テレビアナウンス部長・テレビコンテンツ事業局企画開発担当部長、イギリスBBC放送アナウンサー
- 福留功男（文学部） - 日本テレビ、記者を経てアナウンス部に移籍
- 矢島学（文学部） - 日本テレビ
- 中野謙吾（商学部） - 日本テレビ
- 葉山エレーヌ（政経学部） - 日本テレビ
- 山本紘之（政経学部） - 日本テレビ
- 伊藤遼（情報コミュニケーション学部） - 日本テレビ
- 篠原光（政経学部） - 日本テレビ
- 澁谷善ヘイゼル（国際日本学部） - 日本テレビ
- 巻山晃 - 元札幌テレビ、STVカレッジ学校長
- 神原智己 - 元札幌テレビ
- 小出朗 - 札幌テレビ
- 依本悟 - 秋田放送、アナウンス部長、報道局次長・報道部長
- 藤村惠一 - テレビ岩手アナウンス部長
- 藤村恵一 - テレビ岩手
- 渡邊雄介 - テレビ岩手
- 鈴木沙喜代 - 元宮城テレビ放送
- 鈴木浩子 - 元福島中央テレビ
- 石河茉美 - 山梨放送
- 小野澤玲奈 – 静岡第一テレビ
- 臼井佑奈 - 静岡第一テレビ
- 大藤晋司 - 中京テレビ、テレビ北海道
- 駒形正明 – NHK、テレビ新潟事業局長・編成局長
- 須山司 - テレビ新潟
- 小林美樹 - 元テレビ新潟
- 栄永香織 - テレビ金沢
- 丹羽真由実 - テレビ金沢
- 笠井結理奈 - テレビ金沢
- 中嶋智子 - 福井放送
- 笠原靖 - 福井放送
- 小澤昭博 - 讀賣テレビ放送アナウンス部部長
- 藤岡宗我 - 読売テレビ
- 藤村真知子 - 元南海放送
- 芝尚子 - 元南海放送
- 竹山まゆみ - 広島テレビ放送
- 澤村優輝 - 広島テレビ放送
- 高橋良 - 山口放送
- 山崎達也 - 西日本放送
- 古賀ゆきひと - 福岡放送
- 長島崇彦 - 鹿児島読売テレビ
- 波佐間崇晃 - 鹿児島読売テレビ

テレビ朝日系列
- 馬場雅夫 - 元テレビ朝日、アナウンス部部長
- 銅谷志朗 - 元テレビ朝日、アナウンス部副部長
- 渡辺宜嗣（商学部）- テレビ朝日、アナウンス部副部長
- 三浦智和 - 元テレビ朝日
- 飯村真一（法学部）- テレビ朝日
- 林美沙希（情コミ）- テレビ朝日
- 田中萌（政経学部）- テレビ朝日
- 斎藤ちはる（文学部） - テレビ朝日、元乃木坂46
- 菅原安信（法学部） - 元北海道テレビ放送、元北海道放送
- 佐々木正洋 - 青森朝日放送
- 田村正浩 - 青森朝日放送、報道制作部副部長
- 石川康仁(法学研究科) - 元秋田朝日放送、現フリーアナウンサー
- 高木玲 – 東日本放送
- 橋本ありす - 静岡朝日テレビ
- 竹田基起 - 名古屋テレビ
- 島田大 - 朝日放送
- 村田好夫 - 朝日放送
- 川添佳穂 - 元朝日放送
- 井村尚嗣 - 元広島ホームテレビ
- 定本正志 - 元広島ホームテレビ
- 野村舞 - 広島ホームテレビ
- 二木清彦 - 九州朝日放送常務取締役東京支社長
- 逸見明正 - 九州朝日放送
- 岡田浩一 - 九州朝日放送
- 和田侑也 - 九州朝日放送
- 前田真里 - 長崎文化放送
- 鹿野未涼 - 元鹿児島放送、現在NHK福岡放送局契約キャスター
- 中西可奈 - 鹿児島放送
- 土屋孝博 - 熊本朝日放送
- 田中杜旺 - 熊本朝日放送

TBS系列
- 多田護 - TBSアナウンスセンター長
- 安住紳一郎（文学部） - TBSアナウンス局次長
- 今村稔 – TBS、TBSラジオニュースデスク
- 宇井美智子 - 元TBS
- 高畑百合子（法学部） - TBS
- 水野真裕美（文学部） - TBS
- 熊崎風斗（情コミ） - TBS
- 山本恵里伽（文学部） - TBS
- 真砂徳子 - 元北海道放送
- 水野善公 - 北海道放送
- 小林佳果 - 元北海道放送
- 森雅一郎 - 東北放送、報道制作局次長、TBCアナウンス学院学院長
- 草刈裕之 - 東北放送、報道制作局テレビ制作部長
- 新名真愛 - 元青森テレビ
- 杉浦敦 - 元テレビユー福島
- 五藤めぐみ - 元テレビ山梨
- 黒澤知弘 - 元テレビ山梨
- 伊藤麻子 - 元新潟放送
- 星野一弘 - 新潟放送
- 喜谷知純 - 新潟放送
- 飯塚敏文 - 信越放送
- 小林惇希 - 信越放送
- 山崎彩奈 - 信越放送
- 残間里江子 - 元静岡放送
- 中西直輝 - 中部日本放送
- 青木和雄 - 毎日放送
- 三ツ廣政輝 - 毎日放送（MBS）
- 本名正憲 - 中国放送
- 川島宏治 - 中国放送、報道制作局長、アナウンス室長、ひろしまケーブルテレビ副社長
- 田村友里 - RCC中国放送
- 大田祐樹 - 山陰放送
- 板井文昭 - 山陰放送
- 国司憲一郎 - 山陽放送
- 浜家輝雄 - 山陽放送、RSKラジオセンター理事、倉敷芸術科学大教授・学長補佐
- 伊藤薫平 - テレビ高知
- 佐々木武海 - 南日本放送
- 小山康昭 - 琉球放送、アナウンス室長兼報道制作局専任局次長
- 大城蘭 - 琉球放送

テレビ東京系列
- 宮田鈴子 - テレビ東京、現テレビ東京ホールディングス専務取締役
- 田中良 - 元テレビ東京、元東京都議会議長、前杉並区長
- 日高充 - テレビ東京
- 中川聡 - テレビ東京
- 野沢春日（国際日本学部） - テレビ東京
- 伊藤伸久 - 岐阜放送[4] ラジオセンター長、岐阜新聞解説委員・ひだ高山総局長

フジテレビ系列
- 濱田典子（文学部） - フジテレビ
- 竹内貞男 - フジテレビ報道局解説委員長、スーパーニュースコメンテーター、政治問題研究会「現代塾」代表等
- 穀山敏 - 北海道文化放送アナウンス部長、スポーツ部長、トップ·クリエーション社長
- 近田誉 - 北海道文化放送
- 土屋惠史 - 北海道文化放送
- 竹島知郁 - 秋田テレビ
- 佐藤明子 - 元仙台放送
- 千坂紗雪 - 仙台放送
- 坂井有生 - 福島テレビ
- 逢地真理子 - 元富山テレビ
- 竹内由布子 - 元テレビ静岡
- 吉井歌奈子 - 元東海テレビ
- 長島弘樹 - 東海テレビ
- 森山浩行 - 元関西テレビ
- 山本大貴 - 関西テレビ
- 萩原渉 - 岡山放送
- 深井瞬 - テレビ新広島
- 水野善公 – 元高知さんさんテレビ
- 岸本貴博 – テレビ西日本『TNCスーパーニュース』元キャスター、報道制作局
- 阿江保智（情報コミュニケーション学部） - テレビ西日本
- 佐藤有里香（情報コミュニケーション学部） - テレビ西日本
- 鈴木恵理香（政経学部） - サガテレビ
- 戸越亜希子 - 鹿児島テレビ

フリーアナウンサー・コメンテーター・その他
- 秋元秀雄（商学部） - TVキャスター、元読売新聞、政治経済評論家
- 玉置宏（商学部） - 元文化放送、日本司会協会会長
- 五木田武信 - フリーアナウンサー、元NHK
- 大沼啓延 - TVキャスター
- 松山香織 - FNNスーパータイムメインキャスター
- 阿刀裕嗣 - TVパーソナリティー、コメンテーター
- 前田忠明（文学部）- 芸能ジャーナリスト、コメンテーター
- 原つとむ - フリーアナウンサー、ラジオパーソナリティ、ナレーター
- 羽岡邦男 - 元アナウンサー、心理学者
- 定本正志 - 元テレビ朝日
- 小山内真紀 - 気象予報士
- 佐藤公俊 - 気象予報士
- 小林佳果 - フリーアナウンサー、モデル
- 増田勝美 - フリーアナウンサー、耳目社副社長
- 村上不二夫 - キャスター、俳優
- 竹山まゆみ - フリーアナウンサー
- 波多野里奈 - フリーアナウンサー(元青森朝日放送)、著述家、ファイナンシャル・プランナー、第40代ミス東京
- 蔭山洋子 - フリーアナウンサー
- 羽村亜美 - リポーター、コラムニスト
- 船木正人 - 天気キャスター、気象予報士
- 檜山靖洋 - 気象予報士
- 吉田奈央 - フリーアナウンサー、『めざましテレビ』レギュラー
- 岡安里美 - NHK契約キャスター、気象予報士
- 熊川悠司 - リングアナウンサー
- 沖田愛加 - フリーアナウンサー

ラジオパーソナリティ・DJ
- 高嶋秀武（政経学部） - 元ニッポン放送
- 梶幹雄 – 元ニッポン放送
- 大平透 - 元ニッポン放送アナウンサー兼制作プロデューサー
- 山本元気 - ニッポン放送
- 山本剛士 - ニッポン放送
- 遠藤竜也 - ニッポン放送元パーソナリティー、現制作部ディレクター
- 鈴木純子 - 文化放送アナウンサー
- 田島喜男 - 元ラジオ関東
- 小林雅巳 - ラジオNIKKEI
- 斎藤弘美 - 元FM東京アナウンサー、ディレクター
- 近田誉 - 北海道文化放送（UHB）
- 宮本淳子 - 静岡エフエム放送
- 吉川秀樹 - 東海ラジオ
- 池田めぐみ - FM石川
- 宮本淳子 - 和歌山放送
- 浜家輝雄 - 元山陽放送、RSKラジオセンター理事
- 土屋滋生 - DJ、ラジオパーソナリティー、
- 永松ケンシ - DJ、ラジオパーソナリティー
- 松山三四六 - ラジオパーソナリティー、タレント
- 井門宗之 – ラジオDJ (JFNC)
- 原つとむ - ラジオパーソナリティ、フリーアナウンサー、ナレーター
- 石川呂人 - DJ、ラジオパーソナリティー、ナレーター、作家
- 中上千鶴 - パーソナリティ、在学時『国際ロータリー第2780地区ROTEX』会長
- 鈴木笑里 - ラジオパーソナリティ
- 山本航生 - ディスクジョッキー

### スポーツ

#### 野球
野球殿堂表彰者
- 内海弘蔵 - 明治大学野球部初代部長、1973年野球殿堂入り
- 島岡吉郎 - 明治大学野球部監督、1991年野球殿堂入り
- 岡田源三郎 - 明治大学野球部監督、名古屋金鯱軍選手兼初代監督、1978年野球殿堂入り
- 武田孟 - 明治大学野球部部長、日米大学野球選手権創設、全日本大学野球連盟会長、日本学生野球協会会長(1964〜1983)、2001年野球殿堂入り
- 松本瀧蔵 - 明治大学教授・理事、衆議院議員（内閣官房副長官、サンフランシスコ講和会議全権随員）、ハーバード大学大学院修了、2015年野球殿堂入り
- 中澤不二雄 - 元パシフィック・リーグ初代専任会長、2002年野球殿堂入り
- 二出川延明 - 東京巨人軍助監督・初代背番号1、名古屋金鯱軍選手兼任監督、パリーグ審判部長、実業家、1970年野球殿堂入り
- 小西得郎 – 大東京軍他4球団で監督、セ・リーグ初代優勝、京都帝大教授、1971年野球殿堂入り
- 飛田穂洲（中退） - 早稲田大学野球部監督、1960年野球殿堂入り
- 田部武雄 - 巨人軍初代主将、1969年野球殿堂入り
- 藤本英雄 - 東京巨人軍監督、史上初完全試合、投手五冠、防御率日本記録、史上最年少監督（25歳）、1976年野球殿堂入り
- 嶋清一 - 甲子園で全5試合を完封・準決勝と決勝で連続ノーヒットノーラン、2008年野球殿堂入り
- 松木謙治郎 - 阪神など4球団で監督、阪神初代主将・四番打者、入団5年目で選手兼任監督就任、首位打者、本塁打王、1978年野球殿堂入り
- 大下弘 - 東映フライヤーズ監督、首位打者、本塁打王、MVP、1980年野球殿堂入り
- 岩本義行 - 東映監督、近鉄監督、1981年野球殿堂入り
- 天知俊一 - 中日監督・球団副代表、球団初優勝、1970年野球殿堂入り
- 吉田正男 - 投手として夏の甲子園3連覇、六大学リーグ4連覇、1992年野球殿堂入り
- 杉下茂 - 中日ドラゴンズ・阪神タイガース監督、ノーヒットノーラン、MVP、沢村賞始め投手各賞受賞、1985年野球殿堂入り
- 牧野茂 - V9巨人ヘッドコーチ、1991年野球殿堂入り
- 秋山登 - 大洋ホエールズ監督、MVP他投手各賞、2004年野球殿堂入り
- 横沢三郎 - セネタース（北海道日本ハムファイターズの前身）設立・初代監督、国民野球連盟理事長、1988年野球殿堂入り
- 志村正順 - 元NHKアナウンス部長、国内テレビ放送第一声者、2005年野球殿堂入り
- 郷司裕 - 日本学生野球協会常任理事、2017年野球殿堂入り
- 星野仙一 - 北京オリンピック野球日本代表監督、中日監督、阪神監督・SD、楽天監督・球団副会長、沢村賞、正力松太郎賞、2017年野球殿堂入り

著名指導者、現役・元選手等
- 杉浦清 - 明治大学野球部監督、中日監督（入団初年に選手兼任監督に就任）・ベストナイン、中京商業学校監督
- 八十川胖 - 明治大学野球部監督
- 光沢毅 - 明治大学野球部監督、三協精機監督（第1回社会人野球日本選手権大会優勝）
- 迫畑正巳 – 明治大学野球部助監督、大洋ホエールズ監督、日立製作所硬式野球部監督
- 荒井信久 - 明治大学野球部監督、神戸製鋼硬式野球部監督
- 斎藤茂樹 - 明大野球部監督
- 別府隆彦 - 明大野球部監督、大和証券監督
- 川口啓太 - 明大野球部監督
- 善波達也 - 明大野球部監督、大学日本代表監督
- 田中武宏 - 明大野球部監督
- 熊﨑勝彦 - 日本プロ野球コミッショナー、日本野球機構会長
- 梁扶初 - 中華人民共和国の野球指導者、閘北区公安局長
- 川口朋保 - 野球日本代表監督、三菱自動車岡崎硬式野球部監督
- 鈴木銀之助 - 明治大学、福岡中学の指導者
- 中尾長 - 東京セネタース
- 桜井正三（中退） - 名古屋軍
- 尾茂田叶 - 丸善石油、愛媛相互銀行監督
- 中根之 - プロ野球審判員
- 小林利蔵 - 高校野球審判員
- 中村輝夫 -名古屋金鯱
- 桝嘉一 - 名古屋軍（中日ドラゴンズ）監督
- 野口明（中退） - 中日監督、投手として最多勝利、捕手としてベストナイン、他最多打点等
- 古川正男（中退） -大阪タイガース、後楽園イーグルス
- 須本憲一 - 徳島商業高校監督（甲子園準優勝等）
- 長谷川治 - 近畿グレートリング選手、海南、日高、市和歌山商監督
- 湯浅禎夫 - 毎日オリオンズ結成、日本シリーズ初代優勝監督
- 林義一 - パ・リーグ初ノーヒットノーラン、近鉄・国鉄・サンケイ監督
- 井野川利春 - 阪急軍監督、東急フライヤーズ監督、門司鉄道局（JR九州）監督
- 渡辺大陸 –　大洋ホエールズ初代監督、宇高レッドソックス監督、学習院大学監督
- 赤嶺昌志 - 中日球団代表、日本プロフェッショナル野球協約条文作成、セントラル・リーグ総務
- 加藤春雄 - 近鉄パールス監督
- 三宅宅三 - 中日編成本部顧問、ロッテスカウト
- 小川善治 – ヤクルト監督
- 山崎善平 – マツダ監督
- 入谷正典 - 駿台倶楽部会長
- 住友平 – サーパス神戸監督
- 上林繁次郎 – 高橋ユニオンズコーチ、参議院議員
- 野村武史 – 第14回都市対抗野球大会橋戸賞（最優秀賞）、最高勝率、船橋市議会議員
- 磯田憲一 - 電電中国監督
- 杉本和喜代 - 日本鋼管野球部監督
- 古屋英雄 - IBAFインターコンチネンタルカップ日本代表、JFEグループ役員
- 樋野和寿 - IBAFインターコンチネンタルカップ日本代表、JFEグループ役員
- 岩本信一 - 横浜球団初代背番号1、中日本審判協会発起、明大野球部OB会副会長
- 上田芳央 - 第1回日米大学野球選手権大会日本代表
- 一色俊作 – 愛媛県立松山商業高等学校監督（第51回全国高等学校野球選手権大会優勝）、新田高等学校監督（第62回選抜高等学校野球大会準優勝）
- 亀田重雄 - 「東亜競技大会」日本代表主将、ジャルパック会長、日本航空専務、日本国際ツーリズム殿堂顕彰者
- 祖父江東一郎 - 電通常務取締役、毎日オリオンズ
- 倉島今朝徳 - セントラル・リーグ理事長、ヤクルト球団代表、ヤクルト本社役員
- 横山昌弘 - 中日ドラゴンズ・球団フロント、中日新聞記者
- 日下部明男 - 比叡山高等学校監督（滋賀県勢初の夏の甲子園勝利等）
- 沖山光利 - 大洋球団フロント、コーチ
- 石岡康三 - ヤクルトコーチ、カムバック賞第一号受賞者
- 岡田英津也 - 丸善石油硬式野球部監督、丸井硬式野球部初代監督、大東文化大学硬式野球部初代監督
- 平井三郎 – 近鉄コーチ、阪神コーチ
- 手塚明治 - 巨人第19代4番打者
- 河西俊雄 - 近鉄バファローズ・スカウト部長、阪神タイガース二軍監督
- 土屋弘光 - 中日、ロッテ、大洋コーチ、NTT信越硬式野球クラブ総監督
- 安藤忍 - 東急フライヤーズ監督
- 土井淳 - 大洋ホエールズ監督、阪神タイガースコーチ
- 松岡功祐 - 大洋ホエールズ、中日ドラゴンズ、明治大学野球部コーチ
- 真野春美 – 金星スターズ助監督、日鉄二瀬監督
- 後藤晃吾 - 新日本製鐵八幡硬式野球部監督
- 三原新二郎 - 山陽高校、広陵高校、京都外大西高校、福井高校の各監督
- 古角俊郎 - 和歌山県立新宮高等学校硬式野球部元監督
- 鈴木一比古 - IBAFインターコンチネンタルカップ日本代表、第1回社会人野球日本選手権大会優勝
- 辻哲也 - IBAFワールドカップ日本代表
- 前保洋 - アマチュア野球世界選手権日本代表
- 森岡真一 - 全日本大学野球選手権大会優勝、日米大学野球選手権大会代表
- 日下部明男 - 比叡山高等学校監督
- 池田英俊 - 広島、横浜大洋、中日の投手コーチ
- 辻佳紀 - 阪神ヘッドコーチ、解説者
- 一枝修平 - 阪神・中日ヘッドコーチ、ベストナイン、日本プロ野球OBクラブ関西支部長
- 高橋三千丈 - 中日ドラゴンズ投手コーチ、名古屋産業大学監督
- 沖山光利 - 大洋コーチ
- 佐々木重徳 - 国鉄スワローズ、丸井取締役・常勤監査役
- 八木勝彦 - 六大学リーグ首位打者・ベストナイン、ドラフト指名拒否者、朝日生命支社長
- 高田繁 - 読売ジャイアンツ選手・日本シリーズMVP等、日本ハムファイターズ監督・GM、ヤクルトスワローズ監督、横浜DeNAベイスターズGM
- 奥村剛 - 埼玉西武ライオンズ社長、プリンスホテル執行役員
- 今井恒夫 - アマチュア野球選手
- 平田勝男 - 阪神タイガースコーチ・2軍監督、芦屋大学客員教授
- 鹿取義隆 - 読売ジャイアンツGM・ヘッドコーチ、西武ライオンズ、2006WBC日本代表投手コーチ
- 広澤克実 - ヤクルトスワローズ、阪神タイガース・コーチ、打点王
- 竹田光訓 - 横浜ベイスターズGM補佐
- 坂口裕之 - 日本石油監督、日本代表コーチ、バルセロナオリンピック野球日本代表銅メダリスト
- 菊池総 – ソウルオリンピック野球日本代表（銀メダリスト）
- 福王昭仁 - 読売ジャイアンツ球団職員・コーチ
- 武田一浩 - 福岡ダイエーホークス、読売ジャイアンツ等、2006WBC日本代表投手コーチ、最多勝利賞、最優秀救援投手賞
- 三輪隆 - 楽天バッテリーコーチ、オリックスバッテリーコーチ、バルセロナオリンピック野球日本代表銅メダリスト
- 西谷尚徳 - 立正大学法学部准教授、東北楽天ゴールデンイーグルス、阪神タイガース
- 伊藤文隆 - 野球評論家、トータル阪神・姫路GoToWORLD監督
- 今久留主成幸 - 信濃グランセローズ監督・GM
- 沖泰司 - 日本ハムファイターズ、愛媛マンダリンパイレーツ監督
- 鳥越裕介 - 福岡ソフトバンクホークス二軍監督・一軍内野守備走塁コーチ、千葉ロッテマリーンズヘッド兼内野守備走塁コーチ
- 田中敏弘 - プロ野球九州アジアリーグ創設者、九州アジアプロ野球機構代表理事
- 今久留主祐成 - 日本航空高等学校石川監督
- 脊川穏 - 中国電力レッドレグリオンズ監督
- 中村豊 - 阪神タイガース一軍打撃コーチ、二軍守備走塁コーチ
- 筒井壮 - 阪神育成コーチ
- 野村克則 - 東北楽天ゴールデンイーグルス一軍作戦コーチ、東京ヤクルトスワローズバッテリーコーチ
- 木塚敦志 - 横浜DeNAベイスターズ投手コーチ、最優秀中継ぎ投手
- 的場直樹 - 福岡ソフトバンクホークス、千葉ロッテマリーンズ、北海道日本ハムファイターズ二軍バッテリーコーチ
- 川上憲伸 - 中日ドラゴンズ、アトランタ・ブレーブス（MLB）、MVP、沢村賞、ノーヒットノーラン等
- 柳沢裕一 - 信濃グランセローズ監督、東北楽天ゴールデンイーグルスバッテリーコーチ
- 加藤安雄 - ショウワコーポレーション監督、中日・阪神コーチ
- 一場靖弘 - 東北楽天ゴールデンイーグルス、東京ヤクルトスワローズ、第53回全日本大学野球選手権大会で完全試合達成
- 今浪隆博 - 北海道日本ハムファイターズ、東京ヤクルトスワローズ
- 岩田慎司 - 中日ドラゴンズ
- 荒木郁也 - 阪神タイガース
- 宮澤健太郎 - 第25回アジア野球選手権大会日本代表主将・部ストナイン、第38回IBAFワールドカップ日本代表主将
- 野村祐輔 - 広島東洋カープ、2012セ・リーグ新人王、2016・最高勝率
- 島内宏明 - 東北楽天ゴールデンイーグルス 4番打者　2021パ・リーグ打点王
- 柴田章吾 - 読売ジャイアンツ、経営/ITコンサルタント（アクセンチュア）、起業家
- 阿部寿樹 - 中日ドラゴンズ、東北楽天ゴールデンイーグルス
- 上本崇司 - 広島東洋カープ
- 石川駿 - 中日ドラゴンズ、2014年アジア競技大会野球日本代表
- 岡大海 - 北海道日本ハムファイターズ、千葉ロッテマリーンズ
- 山﨑福也 - オリックス・バファローズ、2014年ドラフト1位
- 糸原健斗 - 阪神タイガース キャプテン
- 福田周平 - オリックス・バファローズ キャプテン
- 髙山俊 - 阪神タイガース、2015年ドラフト1位、2016年セ・リーグ新人王、東京六大学リーグ通算最多安打記録131安打
- 坂本誠志郎 - 阪神タイガース、2015年ドラフト2位
- 上原健太 - 北海道日本ハムファイターズ、2015年ドラフト1位
- 関谷亮太 - 千葉ロッテマリーンズ、2015年ドラフト2位
- 菅野剛士 - 千葉ロッテマリーンズ、東京六大学リーグ通算最多二塁打記録保持者
- 柳裕也 - 中日ドラゴンズ、2016年ドラフト1位、2021セ・リーグ最優秀防御率、最多奪三振
- 星知弥 - 東京ヤクルトスワローズ、2016年ドラフト2位
- 佐野恵太 - 横浜DeNAベイスターズ キャプテン・4番打者、2020セ・リーグ首位打者
- 常見忠 （中退）– 東急フライヤーズ、釣り師
- 中道勝士 - オリックス・バファローズ
- 齊藤大将 - 埼玉西武ライオンズ、2017年ドラフト1位
- 渡辺佳明 - 東北楽天ゴールデンイーグルス
- 吉田大成 - 東京ヤクルトスワローズ
- 森下暢仁 - 広島東洋カープ、2019年ドラフト1位、2020セ・リーグ新人王、東京オリンピック金メダリスト
- 伊勢大夢 - 横浜DeNAベイスターズ
- 入江大生 - 横浜DeNAベイスターズ、2020年ドラフト1位
- 竹田祐 - 三菱重工West所属後に2024年ドラフト1位
- 村松開人 - 中日ドラゴンズ

#### ラグビー
- 北島忠治 - 元明治大学ラグビー部監督、元日本代表監督、日本ラグビーフットボール協会副会長、吉川英治文化賞
- 知葉友雄 - 元日本代表監督
- 和田政雄 - 元日本代表監督、明大商学部教授
- 斎藤寮 - 元日本代表監督、明大ラグビー部ヘッドコーチ
- 伊集院浩 - 元日本代表、毎日新聞社運動部部長
- 新島清 - 九州ラグビー協会理事長、日本ラグビー協会理事、元日本代表、福岡高校監督
- 村上令 - 1950年度主将、西日本新聞社運動部部長
- 山本麟一 - 俳優、第1期東映ニューフェイス
- 岡野加穂留 - 第11代明治大学学長
- 松原健一 - 元日本代表、日本初のテストマッチ出場者
- 宮井国夫 - 元日本代表
- 土屋英明 - 元日本代表、大映
- 土屋俊明 - 日本ラグビー協会副会長・顧問、九州ラグビー協会会長
- 木元規矩男 - 九州ラグビー協会会長、RKB毎日放送代表取締役副社長・相談役
- 笠原恒彦 - 元日本代表、俳優、日本大学フェニックス初代監督
- 寺西博 - 元日本代表、元明大ラグビー部監督
- 笹田学 - 日本ラグビーフットボール協会理事、横河電機常務執行役員、横河ヒューマン・クリエイト社長、経団連教育問題委員
- 小林日出夫 - 元日本代表、チタカ・インターナショナル・フーズ社長
- 阿刀裕嗣 - 元日本代表、TVパーソナリティー・コメンテーター、社会福祉法人恵松会理事長
- 森重隆 - 元日本代表、日本ラグビーフットボール協会会長、実業家
- 松尾雄治 - 元日本代表、タレント、実業家
- 西妻多喜男 ‐ 日本ラグビーフットボール選手権大会優勝メンバー、三菱日立パワーシステムズ副社長、三菱重工業執行役員
- 河瀬泰治 - 元日本代表、日本選抜監督、日本代表A監督、学生日本代表監督、摂南大学教授
- 砂村光信 - 元日本代表、U-23日本代表監督
- 瀬下和夫 - 元日本代表、実業家、秋田ノーザンブレッツラグビーフットボールクラブ理事長、日本ラグビーフットボール協会総務委員会
- 藤田剛 - 元日本代表、日本IBM（現日本IBMビッグブルー）監督、クボタ（現クボタスピアーズ）監督
- 高橋善幸 - 新日鉄釜石ラグビー部最高顧問・GM・監督
- 相浦一成 - GMOペイメントゲートウェイ社長、GMOインターネットグループ副社長
- 太田治 - 元日本代表、ジャパンラグビートップリーグ第3代チェアマン、日本代表監督・初代GM、NECグリーンロケッツ監督
- 相沢雅晴 - 日本代表主将、日本国土開発監督
- 大西一平 - 日本IBM監督、MIPスポーツ・プロジェクト理事
- 中島修二 - 元日本代表、NEC
- 加藤尋久 - 元日本代表、7人制日本代表HC、セコムラガッツ監督、青山学院大学監督
- 吉田義人 ‐ 明治大学ラグビー部監督、元世界選抜・日本代表、元USコロミエ（フランス）、横河電機ディレクター・最年少部長、プロラグビー選手第1号
- 丹羽政彦 ‐ 明治大学ラグビー部監督、清水建設
- 永友洋司 - 元ラグビーワールドカップセブンズ日本代表、サントリーサンゴリアス監督、キヤノンイーグルス監督
- 元木由記雄 - 日本代表、歴代最多キャップ（日本代表選出）、英国バーバリアンズ選出、U-20日本代表ヘッドコーチ
- 南條賢太 - 神戸製鋼
- 清水秀司 - 元日本代表、神戸製鋼コベルコスティーラーズ
- 天野義久 ‐ 元日本代表、実業家、俳優
- 野尻佳孝 ‐ 実業家（テイクアンドギヴ・ニーズ創設、トランクホテル創業、ジャスダック最年少上場、東証1部・2部最短上場）
- 赤塚隆 - 日本代表
- 信野将人 - リコーブラックラムズ
- 田中澄憲 - 明治大学ラグビー部監督、日本代表、サントリーサンゴリアス主将・チームディレクター
- 伊藤宏明 - 元日本代表、元ラクイラ・ラグビー（イタリア・スーペル10）
- 神鳥裕之 - 明大監督、リコーブラックラムズ監督
- 山岡俊 - 日本代表、サントリーサンゴリアス
- 石田大起 - 近鉄ライナーズ
- 松本幸雄 - 1996主将、清水建設ブルーシャークス
- 山口大輔 - サントリーサンゴリアス
- 斉藤祐也 - 元日本代表、元USコロミエ（フランス）
- 松原裕司 – 元日本代表、神戸製鋼主将
- 藤井淳 - 日本代表、東芝府中ブレイブルーパス
- 高野彬夫 - クボタスピアーズ
- 濱島悠輔 - U23/U19日本代表、神戸製鋼コベルコスティーラーズ
- 上野隆太 - 日本代表、トヨタ自動車ヴェルブリッツ
- 川俣直樹 - 日本代表、三洋電機ワイルドナイツ
- 斉藤芳 - 近鉄ライナーズ、釜石シーウェイブス
- 杉本晃一 - U23/U19日本代表、トヨタ自動車ヴェルブリッツ
- 奥田浩也 - 三洋電機ワイルドナイツ
- 金澤章太 - 東京電力ラグビー部
- 西原忠佑 - 日本代表、三洋電機ワイルドナイツ
- 井上益基也 - 釜石シーウェイブス
- 神田佑樹 - 釜石シーウェイブス
- 杉本博昭 - U20日本代表、クボタスピアーズ
- 城彰 - キヤノンイーグルス
- 衞藤陽介 - NTTドコモレッドハリケーンズ
- 田村優 - ラグビーワールドカップ2019日本代表の司令塔、サンウルブズ、キヤノンイーグルス主将
- 千布亮輔 - U20日本代表、NTTドコモレッドハリケーンズ
- 三村勇飛丸 - 日本代表、ヤマハ発動機ジュビロ主将
- 名嘉翔伍 - ヤマハ発動機ジュビロ
- 溝口裕哉 - U20日本代表、NTTコミュニケーションズシャイニングアークス
- 小野慎介 - NTTコミュニケーションズシャイニングアークス
- 茅島雅俊 - コカ・コーラレッドスパークス
- 小泉将 - キヤノンイーグルス
- 郷雄貴 - 日野自動車レッドドルフィンズ
- 鈴木亮大郎 - U20日本代表、サントリーサンゴリアス
- 楢山直幸 - U20日本代表、NTTコミュニケーションズシャイニングアークス
- 竹内健人 - 豊田自動織機シャトルズ
- 石原慎太郎 - 日本代表、サントリーサンゴリアス
- 榎真生 - U20日本代表、NECグリーンロケッツ
- 猿楽直希 - U20日本代表、コカ・コーラウエストレッドスパークス
- 友永恭平 - U20日本代表、クボタスピアーズ
- 染山茂範 - 7人制日本代表、日野自動車レッドドルフィンズ
- 斎藤春樹 - 東京ガスラグビー部
- 堀江恭佑 - 日本代表、ヤマハ発動機ジュビロ
- 圓生正義 - ホンダヒート
- 山口修平 - 東芝ブレイブルーパス
- 勝木来幸 - U20日本代表、神戸製鋼コベルコスティーラーズ
- 寺田大樹 - U20日本代表、サントリーサンゴリアス
- 松波昭哉 - U20日本代表、クボタスピアーズ
- 村井佑太朗 - 釜石シーウェイブス
- 中村駿太 - U20日本代表、サントリーサンゴリアス
- 植木悠治 - U20日本代表、ヤマハ発動機ジュビロ
- 小林航 - U20日本代表、サントリーサンゴリアス
- 須藤元樹 - U20日本代表、サントリーサンゴリアス
- 田中健太 - 近鉄ライナーズ
- 田村熙 - サンウルブズ、東芝ブレイブルーパス
- 加納遼大 - 7人制ラグビー男子日本代表、2020年東京オリンピック代表
- 松橋周平 - 日本代表、サンウルブズ、リコーブラックラムズ
- 桶谷宗汰 - サントリーサンゴリアス
- 尾上俊光 - 近鉄ライナーズ
- 尾又寛汰 - ホンダヒート
- 近藤雅喜 - ホンダヒート
- 塚原巧巳 - 神戸製鋼コベルコスティーラーズ
- 成田秀平 - サントリーサンゴリアス
- 浜野達也 - NTTドコモレッドハリケーンズ
- 古川満 - 2017年度主将
- 梶村祐介 - 2017年度副将
- 鶴田馨 - NTTドコモレッドハリケーンズ
- 久原綾眞 - コカ・コーラレッドスパークス
- 堀米航平 - リコーブラックラムズ
- 前田剛 - 神戸製鋼コベルコスティーラーズ
- 三股久典 - コカ・コーラレッドスパークス
- 渡部寛太 - Honda HEAT
- 福田健太 - 2018年度主将
- 齊藤剣 - NTTコミュニケーションズシャイニングアークス
- 祝原涼介 - サントリーサンゴリアス
- 井上遼 - 神戸製鋼コベルコスティーラーズ
- 吉岡大貴 - Honda HEAT
- 土井暉仁 - Honda HEAT
- 松尾将太郎 - NTTコミュニケーションズシャイニングアークス
- 高橋汰地 - トヨタ自動車ヴェルブリッツ
- オルジェンカズミ - リコーブラックラムズ
- 舟橋諒将 - ヤマハ発動機ジュビロ
- 船木頌介 - キヤノンイーグルス
- 朴成浩 - キヤノンイーグルス
- 大塚健太郎 - クボタスピアーズ
- 渡邉弐貴 - Honda HEAT
- 朝長駿 - 日野レッドドルフィンズ
- 武井日向 - 2019年度主将
- 山村知也 - リコーブラックラムズ
- 安昌豪 - キヤノンイーグルス
- 辻惇朗 - Honda HEAT
- 松岡賢太 - 神戸製鋼コベルコスティーラーズ
- 山﨑洋之 - クボタスピアーズ
- 笹川大五 - リコーブラックラムズ
- 新妻汰一 - パナソニック ワイルドナイツ
- 坂和樹 - NTTコミュニケーションズシャイニングアークス
- 射場大輔 - NTTドコモレッドハリケーンズ
- 箸本龍雅 - 2020年度主将
- 松本純弥 - 7人制日本代表
- 石田吉平 - 7人制日本代表、2020年東京オリンピック代表

#### サッカー
- 井染道夫 - 初代日本代表、大日本蹴球協会理事、明大サッカー部創設、実業家
- 保坂司 - 元日本代表、1964年東京オリンピック代表、甲府サッカークラブ（現ヴァンフォーレ甲府）監督、実業家、山梨県議会議長
- 杉山隆一 - 元日本代表、1968年メキシコシティーオリンピック銅メダリスト、ヤマハ発動機サッカー部総監督、ジュビロ磐田SV、日本年間最優秀選手賞（3回）
- 浜崎昌弘 - 元日本代表、メキシコオリンピック銅メダリスト
- 小畑穣 - 元日本代表、Jリーグマッチコミッショナー、日本金融情報システム社長
- 泉政伸 - 元日本代表、トヨタ自動車工業サッカー部監督
- 塩澤敏彦 - 明大サッカー部コーチ、全日空横浜サッカークラブ（横浜フリューゲルス）監督、ネパール代表監督
- 福家三男 - 富士通サッカー部（現・川崎）監督、川崎フロンターレGM
- 小長谷喜久男 - ヤマハ発動機監督、湘南ベルマーレ社長、東北ハンドレッド常務・SD、Jリーグ・マネジメントアドバイザー
- 小野寺重之 - 柏レイソル社長、日立建設設計常務取締役
- 村上忠 - 愛媛FC代表取締役社長、ニンジニアネットワーク社長
- 佐々木則夫 - なでしこジャパン監督、大宮アルディージャ監督、2011年FIFA女子W杯ドイツ大会優勝、2011FIFAバロンドール
- 田中孝司 - U-18・U-19・U-20日本代表監督、元日本代表主将、名古屋グランパスエイト監督、湘南ベルマーレ監督、ベガルタ仙台GM
- 菊川凱夫 - アビスパ福岡総監督、元日本代表
- 木村和司 - 元プロサッカー選手、元日本代表、フットサル日本代表監督、横浜F・マリノス監督
- 堀孝史 - 元日本代表、浦和レッドダイヤモンズ監督、東京ヴェルディ監督、ジェフユナイテッド市原・千葉HC
- 江尻篤彦 - 元日本代表、北京オリンピック日本代表コーチ、ジェフユナイテッド市原・千葉監督
- 神川明彦 - 明治大学体育会サッカー部監督、ユニバーシアードサッカー日本代表監督、グルージャ盛岡監督
- 美濃部直彦 - 京都サンガF.C.監督、徳島ヴォルティス監督、AC長野パルセイロ監督・GM、ガンバ大阪
- 沖野等 - アルテ高崎総監督、アビスパ福岡育成統括・サテライト監督、川崎フロンターレ普及グループ長、湘南ベルマーレ育成部門統括
- 小林慎二 – アルティスタ浅間監督、横浜F・マリノスヘッドコーチ、関東学院大学サッカー部監督
- 星出悠 – JPボルテスFC監督
- 北川真也 - ファジアーノ岡山スポーツクラブ社長
- 鳥丸太作 - Y.S.C.C.横浜監督
- 西村泰彦 - 大宮アルディージャジュニア監督
- 坂本武久 - ヴァンフォーレ甲府GKコーチ
- 大柴克友 - ジェフユナイテッド市原・千葉リザーブズコーチ
- 小池知己 - FC東京普及部コーチ
- 石井豊 - FC東京普及部コーチ
- 塚本秀樹 - アビスパ福岡GKコーチ
- 浅利悟 - FC東京強化部
- 吉田康弘 – 横河武蔵野FC監督、鹿島アントラーズ、清水エスパルス、サンフレッチェ広島
- 内田利広 - V・ファーレン長崎コーチ
- 石井壮二郎 - 元ガンバ大阪
- 見崎充洋 - セレッソ大阪、藤枝ネルソン
- 村上範和 - アレマニア・アーヘン
- 戸川健太 - ユニバーシアード日本代表、第84回天皇杯優勝・ゼロックススーパーカップ優勝、東京ヴェルディ1969、横浜FC、ガイナーレ鳥取
- 小川佳純 - FCティアモ枚方監督、サガン鳥栖、名古屋グランパスエイト、2008新人王、日本代表候補
- 宮沢克行 - 浦和レッドダイヤモンズハートフルクラブコーチ、アルビレックス新潟、モンテディオ山形主将
- 日高拓磨 - サガン鳥栖、コンサドーレ札幌
- 福田健介 - 東京ヴェルディ1969、ヴァンフォーレ甲府
- 伊藤淳嗣 - ジェフユナイテッド市原・千葉
- 小島耕 - 水戸ホーリーホック社長
- 大和田真史 - 水戸ホーリーホック
- 森賢一 - 水戸ホーリーホック
- 梅田直哉 - FC岐阜、サンフレッチェ広島ジュニアユースコーチ
- 高杉亮太 - 愛媛FC、V・ファーレン長崎
- 石井秀典 - モンテディオ山形、徳島ヴォルティス
- 時崎塁 - 東邦銀行サッカー部監督、福島ユナイテッドFC
- 中川雄二 - カターレ富山コーチ
- 山本兼史 - カターレ富山U-18 コーチ
- 長谷川満 - カターレ富山
- 栗田大輔 - 明大サッカー部監督
- 鳥丸太作 - バルドラール浦安、Malwee/Jaragua
- 加藤明拓 – アンコールタイガーFCオーナー、実業家（フォワード創業、元リンクアンドモチベーション）
- 松ヶ枝泰介 - 品川CC横浜監督、ブラウブリッツ秋田、ジェフユナイテッド市原・千葉
- 杉本裕之 - ザスパ草津、FC岐阜
- 橋本晃司 - 水戸ホーリーホック、大宮アルディージャ
- 藤田優人 - サガン鳥栖、東京ヴェルディ1969、横浜F・マリノス、横浜FC、柏レイソル
- 林陵平 - 東京大学運動会ア式蹴球部監督、東京ヴェルディ、柏レイソル、モンテディオ山形
- 長友佑都 - 日本代表、AFC年間国際最優秀選手賞、インテルナツィオナーレ・ミラノ、オリンピック・マルセイユ
- 牛鼻健 - アビスパ福岡、YKK AP、富山新庄クラブ
- 河口真一 - アビスパ福岡
- 中島孝 - 湘南ベルマーレ、バルドラール浦安
- 橋岡和樹 - アルビレックス新潟シンガポール
- 関憲太郎 - ベガルタ仙台、横浜FC
- 斎藤雅也 - 栃木SC、ソニー仙台FC
- 久保裕一 - SC相模原、ガイナーレ鳥取、ファジアーノ岡山
- 笠原昂史 - 水戸ホーリーホック
- 小林裕紀 - 名古屋グランパス、ジュビロ磐田、アルビレックス新潟
- 小川大貴 - ジュビロ磐田
- 山田大記 - 日本代表、ジュビロ磐田
- 山本紘之 - 日本テレビアナウンサー
- 高木駿 - 大分トリニータ、川崎フロンターレ、ジェフユナイテッド市原・千葉
- 田中恵太 - 水戸ホーリーホック、AC長野パルセイロ
- 丸山祐市 - 日本代表、FC東京、湘南ベルマーレ
- 宮阪政樹 - 松本山雅FC、モンテディオ山形
- 三田啓貴 - ベガルタ仙台。FC東京
- 山村佑樹 - 水戸ホーリーホック
- 岩渕良太 - グルージャ盛岡、松本山雅FC、FC琉球
- 阪野豊史 - モンテディオ山形、栃木SC、浦和レッズ
- 奥田大二郎 - 藤枝MYFC
- 阿渡真也 - ツエーゲン金沢
- 石原幸治 - 横河武蔵野FC
- 藤本佳希 - ファジアーノ岡山
- 矢田旭 - ジェフユナイテッド市原・千葉、名古屋グランパス
- 水野輝 - アルビレックス新潟シンガポール
- 野間涼太 - FKラドニチュキ・ニシュ
- 梅内和磨 - グルージャ盛岡
- 三浦龍輝 - ジュビロ磐田、柏レイソル
- 苅部隆太郎 - 元FC岐阜、チャイナートFC、クアラルンプールFA、スパンブリーFC、FLCタインホアFC、ファッションモデル
- 山村佑樹 - ソニー仙台FC
- 矢島倫太郎 - SVホルン
- 松藤正伸 - ソニー仙台FC
- 山越康平 - 大宮アルディージャ
- 奥田裕貴 - Y.S.C.C.横浜
- 差波優人 - ベガルタ仙台
- 八塚利朗 - SCリッツィング
- 瀬川祐輔 - 大宮アルディージャ、ザスパクサツ群馬
- 鈴木達也 - グルージャ盛岡
- 高橋諒 - 名古屋グランパス
- 和泉竜司 - 名古屋グランパス
- 小出悠太 - ヴァンフォーレ甲府
- 道渕諒平 - ヴァンフォーレ甲府
- 河面旺成 - 大宮アルディージャ
- 早坂龍之介 - ザスパクサツ群馬
- 室屋成 - 日本代表、2016年リオデジャネイロオリンピック代表、2011 FIFA U-17ワールドカップ出場、FC東京
- 服部一輝 - カターレ富山
- 岩田拓也 - ザスパクサツ群馬
- 丹羽詩温 - 愛媛FC
- 中川諒真 - 東京武蔵野ユナイテッドFC
- 土居柊太 - FC町田ゼルビア
- 上松瑛 - ガイナーレ鳥取
- 鳥海晃司 - ジェフユナイテッド千葉
- 山﨑浩介 - 愛媛FC
- 小谷光毅 - グルージャ盛岡
- 柴戸海 - 浦和レッドダイヤモンズ
- 木戸皓貴 - アビスパ福岡
- 岩武克弥 - 浦和レッズ
- 上夷克典 - 京都サンガF.C.
- 小野雅史 - 大宮アルディージャ
- 後藤大輝 - ギラヴァンツ北九州
- 長沢祐弥 - アスルクラロ沼津
- 河辺駿太郎 - Y.S.C.C.横浜
- 袴田裕太郎 - 横浜FC
- 村田航一 - 水戸ホーリーホック
- 渡辺悠雅 - カマタマーレ讃岐
- 中村帆高 - FC東京
- 瀬古樹 - 横浜FC
- 中村健人 - 鹿児島ユナイテッドFC
- 森下龍矢 - サガン鳥栖
- 安部柊斗 - FC東京
- 佐藤亮 - ギラヴァンツ北九州
- 加藤大智 - 愛媛FC
- 小野寺健也 - モンテディオ山形
- 川上優樹 - ザスパクサツ群馬
- 須貝英大 - ヴァンフォーレ甲府
- 持井響太 - 東京ヴェルディ
- 住永翔 - AC長野パルセイロ
- 佐藤凌我 - 東京ヴェルディ
- 狩土名禅 - ギラヴァンツ北九州
- 小柏剛 - 日本代表、北海道コンサドーレ札幌特別指定選手
- 蓮川壮大 - FC東京特別指定選手
- 常本佳吾 - 鹿島アントラーズ特別指定選手
- 早川友基 - 鹿島アントラーズ特別指定選手
- 佐藤瑶大 - ガンバ大阪特別指定選手
- 力安祥伍 - ツエーゲン金沢特別指定選手
- 坂本亘基 - ロアッソ熊本特別指定選手
- 岡庭愁人 - FC東京特別強化選手
- 藤原悠汰 - サガン鳥栖
- 加藤蓮 - 東京ヴェルディ
- 杉浦文哉 - 水戸ホーリーホック所
- 青嶋佑弥 - 栃木SC
- 西矢健人 - FC大阪
- 木村卓斗 - 横浜F・マリノス
- 阿部稜汰 - FC今治
- 南稜大（在学中） - ファジアーノ岡山
- 庄司啓太郎（在学中） - 横浜FC

#### バスケットボール
- 河内敏光 - 日本プロバスケットボールリーグ（bjリーグ）創立・社長、日本代表監督、三井生命監督、新潟スポーツプロモーション社長
- 山本良一 - 全日本学生選手権3連覇時の主将、実業家（J.フロント リテイリング社長、日本百貨店協会会長）
- 北原憲彦 - 元バスケットボール男子日本代表主将（1976年モントリオールオリンピック代表）、女子日本代表監督
- 塚本清彦 - バスケットボールカレッジ学園長、NBA解説者、明治大学ヘッドコーチ、大阪ディノニクス立上げ
- 佐藤信長 - 能代工業高校バスケットボール部監督
- 大平礼三 - 1956年メルボルンオリンピック日本代表
- 藤田学 - 1956年メルボルンオリンピック日本代表
- 今泉健一 - 1956年メルボルンオリンピック・1960年ローマオリンピック日本代表
- 志賀政司 - 1960年ローマオリンピック・1964年東京オリンピック代表
- 江川嘉孝 - 1964年東京オリンピック代表、1976年モントリオールオリンピック代表コーチ
- 角田勝次 - 1964年東京オリンピック代表、明治大学女子バスケットボール部コーチ
- 森哲 - 1972年ミュンヘンオリンピック・1976年モントリオールオリンピック日本代表
- 山本浩二 - 1976年モントリオールオリンピック日本代表、1977〜80日本リーグベスト5、日立戸塚女子監督
- 丸岡茂樹 - ジャパン・バスケットボールリーグ（B3リーグ）理事長、豊田通商監督（日本リーグ優勝）、高松ファイブアローズ監督、JBL2実行委員長
- 梅嵜周毅 - シャンソンVマジック監督、U-19日本代表アシスタントコーチ
- 知花武彦 - 元日本代表、トヨタ自動車アンテロープスアシスタントコーチ・総括
- 斉藤勝一 - 日立サンロッカーズ、ゼクセル（ボッシュブルーウィンズ）、住友金属
- 宍戸治一 - 大阪エヴェッサ、富山グラウジーズ、埼玉ブロンコス
- 北向由樹 - 埼玉ブロンコス
- 目健人 – 東京サンレーヴス
- 山下泰弘 - 東芝ブレイブサンダース
- 横尾達泰 - 日立サンロッカーズ、洛南高校インカレ優勝メンバー
- 金丸晃輔 - 2020年東京オリンピック代表、Bリーグ 2020-21MVP
- 岸本行央 - 高松ファイブアローズ
- 西川貴之 - レバンガ北海道
- 齋藤拓実 - 名古屋ダイヤモンドドルフィンズ
- 安藤誓哉 - 島根スサノオマジック
- 中東泰斗 - 名古屋ダイヤモンドドルフィンズ
- 須藤昂矢 - 横浜ビー・コルセアーズ
- 森山修斗 - 滋賀レイクスターズ
- 綱井勇介 - 川崎ブレイブサンダース
- 平井健太 - 世界ジュニア選手権200mバタフライ優勝
- 渡辺翔太 - 仙台89ERS
- 植松義也 - 琉球ゴールデンキングス
- 野口龍太郎 - アルティーリ千葉
- 清水隆平 - バスケットボール指導者

#### バレーボール
- 寺廻太 - 全日本男子バレーボール監督、NEC監督・JTマーヴェラス監督（全日本選手権4回優勝等）、バレーボールチャイニーズタイペイ男子代表監督
- 出町豊 - 1964年東京オリンピック主将・銅メダリスト、日本リーグ監督
- 金子敏和 - NECブルーロケッツ監督、Vリーグ優勝監督賞
- 徳富斌 - 1964年東京オリンピック銅メダリスト
- 市川忠義 – 元バレーボール日本男子代表、1963プレオリンピック（東京国際スポーツ大会）優勝
- 佐藤浩明 - パイオニアレッドウィングス監督
- 坂本将康 - FC東京バレーボールチームGM・監督、PFUブルーキャッツ監督
- 安保澄 - 女子日本代表アシスタントコーチ・年代別代表監督（U23,U19）、ヴィクトリーナ姫路監督
- 新貴裕 - 東レアローズ静岡
- 小川智大 - バレーボール日本男子代表、サントリーサンバーズ大阪
- 辰巳遼 - V3最優秀新人賞
- 池田颯太 - 北海道イエロースターズ
- 三輪大将 - JTサンダーズ広島
- 工藤有史 - VC長野トライデンツ
- 安井恒介 - 日本製鉄堺ブレイザーズ
- 武田大周 - 東レアローズ静岡
- 上林直澄 - ウルフドッグス名古屋

#### 卓球
- 前原正浩 – 国際卓球連盟副会長、日本卓球協会専務理事（実務最高責任者）、卓球全日本代表監督、全日本チャンピオン
- 兒玉圭司 – 日本代表監督、日本学生連盟会長、明大卓球部監督、スヴェンソン創業、カーリン・インターナショナルGmbH代表
- 渋谷五郎 - 明治大学卓球部監督、全日本卓球選手権男子シングルス優勝
- 松下浩二（文学部） - Tリーグチェアマン、世界卓球選手権男子ダブルス銅メダリスト、プロ卓球選手第1号、VICTAS会長
- 村上輝夫 - 国際卓球連盟世界ランキング4位
- 糠塚重造 - 全日本卓球選手権男子シングルスで決勝4度、優勝1度
- 斎藤清 - 全日本卓球選手権男子シングルス8度優勝（歴代2位）、明大卓球部監督
- 渋谷浩 - オリンピック卓球3大会連続出場、世界卓球選手権7大会連続出場
- 遊澤亮 - 全日本卓球選手権男子シングルス優勝
- 田崎俊雄 - 全日本卓球選手権男子ダブルス4度優勝
- 渡辺武弘 - 1988年ソウルオリンピック・1992年バルセロナオリンピック出場、全日本卓球選手権シングルス・ダブルス優勝、中部大学准教授
- 倉嶋洋介 - 2020東京オリンピックの卓球男子監督
- 木方慎之介 - ジャパントップ12卓球大会男子シングルス優勝、全日本卓球選手権男子ダブルス優勝
- 水谷隼 - 2020東京オリンピック混合ダブルス金メダリスト、2016年リオデジャネイロオリンピック銅メダリスト、全日本卓球選手権大会男子シングルス5連覇（史上最高記録）、第55回日本スポーツ賞優秀選手
- 森薗政崇 - 2015年夏季ユニバーシアード優勝
- 丹羽孝希 - 2020東京オリンピック団体銅メダリスト、2016年リオデジャネイロオリンピック団体銀メダリスト、全日本卓球選手権大会男子シングルス・ダブルス優勝
- 平野友樹 - 日本卓球リーグ・ビッグトーナメント男子シングルス優勝
- 町飛鳥 - ITTFワールドツアーグランドファイナルU21男子シングルス日本人初金メダリスト
- 酒井明日翔 - ITTFワールドツアーインドオープン優勝
- 有延大夢 - 日本卓球リーグ・ビッグトーナメント男子シングルス優勝
- 龍崎東寅 - 東京卓球選手権大会男子シングルス優勝
- 宇田幸矢 - 2020全日本卓球選手権大会優勝
- 戸上隼輔 - 2024年パリオリンピック代表、2022･2023全日本卓球選手権大会優勝

#### フィールドホッケー
- 小林定義 - 1964年東京オリンピック日本代表監督、明大監督、1932年ロサンゼルスオリンピック銀メダリスト
- 安田善治郎 - ホッケー女子日本代表（さくらジャパン）監督（アテネオリンピック、ロンドンオリンピック）
- 酒井義雄 - 1932年ロサンゼルスオリンピック銀メダリスト
- 永田寛 - 1932年ロサンゼルスオリンピック銀メダリスト
- 神戸勝 - 1960年ローマオリンピック代表、実業家
- 勇崎恒也 - 1960年ローマオリンピック・1964年東京オリンピック・1968年メキシコシティーオリンピック代表
- 岡部道夫 - 1964年東京オリンピック代表
- 山岡敏彦 - 1964年東京オリンピック代表
- 若林徹也 - 1964年東京オリンピック代表
- 山口順一 - 1964年東京オリンピック代表
- 勇崎勝弘 - 1964年東京オリンピック・1968年メキシコシティーオリンピック代表
- 加奥成雄 - 1964年東京オリンピック・1968年メキシコシティーオリンピック代表
- 松本紀彦 - 1968年メキシコシティーオリンピック代表、プロゴルファー
- 工藤明朗 - 1968年メキシコシティーオリンピック代表
- 上村幸夫 - 1968年メキシコシティーオリンピック代表

#### その他球技
アメリカンフットボール
- 松本瀧蔵 - 日本アメリカンフットボール協会会長、日本体育協会理事、日本社会人野球協会副会長、日本水泳連盟理事
- 金澤好夫 - 国際アメリカンフットボール連盟上席副会長、日本アメリカンフットボール協会理事長、Xリーグ設立
- 笠原恒彦 - 俳優、日本大学フェニックス初代監督
- 渡邉弘幸 - uka代表取締役CEO
- 秦英之 - ニールセンスポーツ北アジア地域代表、ONE Championship Japan社長、アサヒビールシルバースター･ライスボウル優勝メンバー
- 阿江保智 - QB、テレビ西日本アナウンサー

ハンドボール
- 瀧澤尚也 - 日本代表U-24
- 吉野樹 - 2020年東京オリンピック代表、トヨタ車体BRAVE KINGS
- 荻原良太 - 日本代表U-21
- 池辺大貴 - ハンドボール・大同特殊鋼
- 堤由貴 - ハンドボール・トヨタ自動車東日本

ゴルフ
- 深堀圭一郎 - プロゴルフ選手協会会長、日本ゴルフツアー機構副会長、2003日本オープン優勝
- 久保谷健一 - 日本プロゴルフ選手権優勝、日本オープン優勝、2009全英オープン日本人最高位、2002全英オープン・2011全米オープン出場等
- 河合利樹 - ゴルフ部副主将、東京エレクトロン社長
- 松本紀彦 - プロゴルファー
- 川原実 - プロゴルファー
- 三上法夫 - プロゴルファー
- 小林千紘 - プロゴルファー、元野球部女性投手
- 櫻井勝之 - プロゴルファー
- 薗田峻輔 - 2010・2015全英オープン出場（大学生史上初）、ミズノオープンよみうりクラシック優勝（史上最短記録）

テニス
- 畠中君代 - グランドスラム（国際テニス連盟）全大会出場、元全日本ランキング1位、全日本テニス選手権優勝
- 相木孝仁 - テニス部主将、楽天ヨーロッパCEO
- 寺西睦 - テニス部副将、電通営業統括局企画推進部長、愛知県議会議員
- 菅野創世 - 2011世界ソフトテニス選手権ダブルス金メダリスト
- 北本英幸 - 2006年アジア競技大会ソフトテニス監督（大会初優勝）
- 斎藤広宣 - ソフトテニス日本代表監督
- 西脇一樹 - プロテニスプレイヤー
- 丸山弘道 - 2004年アテネパラリンピック・2008年北京パラリンピックテニス日本代表コーチ（金メダリスト）、世界ランキング1位選手を養成

バドミントン
- 武井優太 - バドミントン日本代表ナショナルチームＡ代表
- 遠藤彩斗 - バドミントン日本代表ナショナルチームＡ代表

#### フィギュアスケート
- 久永勝一郎 - 元日本スケート連盟会長、元国際スケート連盟副会長、日本レダリー（現ファイザー）会長
- 杉田秀男 - 元日本スケート連盟理事、TBSテレビスポーツ局長
- 伊東秀仁 - 2022年北京オリンピック日本代表選手団団長、2014年ソチオリンピック日本代表選手団総監督、2018年平昌オリンピック日本代表選手団総監督、日本スケート連盟フィギュアスケート委員長
- 久保信 - 第1回全日本フィギュアスケート選手権優勝者、北海道スケート連盟会長
- 竹内己喜男 – 札幌オリンピック日本選手団総監督、インスブルックオリンピック日本選手団総監督、全日本フィギュアスケート選手権アイスダンス8連覇（1957～1964）
- 有坂隆祐 - 全日本フィギュアスケート選手権優勝（5回）
- 吉沢昭 - 第37回･第38回全日本フィギュアスケート選手権準優勝
- 相吉学 - 第61回全日本フィギュアスケートジュニア選手権優勝、第64回全日本フィギュアスケート選手権8位
- 村田澄夫 - 全日本フィギュアスケート選手権優勝（1975～77）、ネーベルホルン杯3位
- 野口博一 - 第83回全日本フィギュアスケート選手権3位、タリントロフィー4位
- 西田美和 - フィギュアスケートインストトラクター、女優、明大コーチ、スカイコート社長
- 高橋忠之 - 1984年サラエボオリンピックアイスダンス代表、選手団旗手
- 藤井辰哉 - 全日本フィギュアスケート選手権優勝、日本スケート連盟技術顧問
- 加藤雅子 - 1984年サラエボオリンピック女子シングル代表、全日本フィギュアスケート選手権優勝
- 鈴木弘幸 - カルガリーオリンピックアイスダンス代表、全日本フィギュアスケート選手権3連覇
- 天野真 - 1998年長野オリンピックペア代表、全日本フィギュアスケート選手権男子シングル優勝
- 佐野裕見 - 全日本フィギュアスケート選手権3位
- 鈴木誠一 - 世界ジュニアフィギュアスケート選手権銅メダリスト
- 村田光弘 - 1992年アルベールビルオリンピックフィギュアスケート代表、全日本フィギュアスケートジュニア選手権優勝
- 青谷いずみ - 全日本フィギュアスケートジュニア選手権1位、世界ジュニアフィギュアスケート選手権6位
- 結城幸枝 - 全日本フィギュアスケート選手権2位、世界ジュニアフィギュアスケート選手権5位
- 柴田嶺 - 全日本フィギュアスケート選手権7位
- 鳥居拓史 - 全日本フィギュアスケートジュニア選手権3位
- 石川翔子 - 2009日本学生氷上競技選手権大会女子フィギュア優勝
- 高山睦美 - 2010日本学生氷上競技選手権大会女子フィギュア優勝
- 佐々木彰生 - 2010年オンドレイネペラメモリアル優勝、全日本フィギュアスケート選手権8位
- 西野友毬 - 全日本フィギュアスケート選手権7位、世界ジュニアフィギュアスケート選手権5位
- 鈴木健太郎 - 第82回全日本フィギュアスケート選手権3位、第84回全日本フィギュアスケート選手権3位
- 中野耀司 - 東日本フィギュアスケート選手権3位
- 鎌田英嗣 - 2015/2016 ISUジュニアグランプリシリーズ7位、2014/2015 ISUジュニアグランプリシリーズ5位
- 梶田健登 - 全日本フィギュアスケート選手権出場
- 森望 - アートディレクター、ファッションモデル
- 樋口新葉 - 2022年北京オリンピック団体銀メダリスト･個人4位、2018年世界フィギュアスケート選手権準優勝
- 山隈太一朗 - 2018年チャレンジカップジュニアクラス優勝
- 本田真凜 - 2016年世界ジュニアフィギュアスケート選手権優勝
- 住吉りをん - 全日本フィギュアスケートジュニア選手権2位、プランタン杯2位
- 佐藤駿 - 2024年四大陸フィギュアスケート選手権銀メダリスト、2023年四大陸フィギュアスケート選手権銅メダリスト
- 三浦佳生 - 2023年四大陸フィギュアスケート選手権優勝
- 周藤集（在学中） - 全日本フィギュアスケートジュニア選手権3位、2022/2023 ISUジュニアグランプリシリーズ6位

#### スピードスケート
- 鈴木恵一 - 2010年バンクーバーオリンピック日本代表選手団総監督、1972年札幌オリンピック選手団長・選手宣誓者（オリンピック3大会出場）、スピードスケート日本代表監督、明大監督、元男子500メートル世界記録保持者
- 金正淵 - 1936年ガルミッシュ・パルテンキルヘンオリンピック代表、全日本スピードスケート選手権大会2連覇
- 張祐植 - 1936年ガルミッシュ・パルテンキルヘンオリンピック代表
- 高林清高 - 1952年オスロオリンピック500m6位、1956年コルチナ・ダンペッツオオリンピック代表
- 小林秀司 - 1960年スコーバレーオリンピック代表
- 溝尾武夫 - 1960年スコーバレーオリンピック代表
- 新保鋭 - 1964年インスブルックオリンピック・1972年札幌オリンピック代表、西武不動産スケート部監督
- 前田睦彦 - 1968年グルノーブルオリンピック代表、全日本スピードスケート選手権大会優勝、西武不動産スケート部監督
- 市村和昭 - 1980年レークプラシッドオリンピック代表、全日本スプリントスピードスケート選手権大会 総合2連覇
- 平子裕基 - 2002年ソルトレークシティオリンピック代表、2010年バンクーバーオリンピック代表、全日本スピードスケート選手権大会3連覇
- 杉森輝大 - 2006年トリノオリンピック・2010年バンクーバーオリンピック各代表、全日本スピードスケート選手権大会・距離別選手権大会各優勝
- 牛山貴広 - 2006年トリノオリンピック代表、日本選手権2連覇
- 宮崎今佐人 - 2006年トリノオリンピック代表、2005年冬季ユニバーシアード冬季競技大会10000m優勝、全日本スピードスケート選手権大会総合優勝
- 小林和朗 - 世界スプリントスピードスケート選手権大会日本代表、アジア距離別スピードスケート選手権大会1500m優勝
- 小原唯志 - 2010年バンクーバーオリンピック代表、ユニバーシアード銀メダリスト、全日本学生選手権優勝
- 太田明生 - 2010年バンクーバーオリンピック代表、在学中インターカレッジ500メートル連覇
- 黒岩信允 - 国民体育大会優勝、高校総体優勝

#### スキー
- 栗谷川平五郎 - 1932年レークプラシッドオリンピッククロスカントリースキー・ノルディック複合代表、全日本スキー選手権大会優勝
- 久保登喜夫 - 1940年札幌オリンピック代表候補、全日本スキー選手権大会ノルディックスキー・スペシャルジャンプ少年部優勝
- 藤沢良一 - 1952年オスロオリンピッククロスカントリースキー・ノルディック複合・スキージャンプ代表、全日本スキー選手権複合3回優勝
- 川島弘三 - 1952年オスロオリンピック代表、全日本学生スキー選手権大会優勝
- 山本兼一 - 1952年オスロオリンピッククロスカントリー代表
- 佐藤耕一 - 1956年コルチナ・ダンペッツオオリンピック・1960年スコーバレーオリンピック各代表、全日本スキー選手権複合・全日本スキー選手権ジャンプ競技各優勝
- 武田孝 - 1960年スコーバレーオリンピックアルペンスラローム・アルペンジャイアントスラローム代表
- 菊地定夫 - 1960年スコーバレーオリンピック代表、1964年インスブルックオリンピック日本代表団旗手、全日本スキー連盟ジャンプ部門強化委員長
- 江遠要甫 - 1960年スコーバレーオリンピック代表・1964年インスブルックオリンピック各代表、全日本スキー選手権大会ノルディック複合・ジャンプ競技各優勝
- 岡澤伸夫 - プロスキーヤー、ジャーナリスト（スキージャーナル創刊）、日本職業スキー教師協会理事
- 福原吉春 - 1964年インスブルックオリンピック・1968年グルノーブルオリンピック各代表
- 板垣宏志 - 1964年インスブルックオリンピック・1968年グルノーブルオリンピック・1972年札幌オリンピック各代表、1968年冬季ユニバーシアード2冠
- 浅利正勝 - 1968年グルノーブルオリンピックスキージャンプ代表、雪印乳業スキー部監督、第2期日本スキー界黄金期を支えた
- 笠谷昌生 - 1972年札幌オリンピックコーチ、全日本スキー連盟常務理事・ジャンプ部長・強化委員会委員長
- 笠谷幸生 - 1972年札幌オリンピックスキージャンプ金メダリスト（日の丸飛行隊）、2010年バンクーバーオリンピック日本選手団副団長、紫綬褒章、文化功労者
- 青地清二 - 1972年札幌オリンピックスキージャンプ70メートル級銅メダリスト
- 荻原郁夫 - 1974年アルペンスキー世界選手権代表、杏林製薬（キョーリン製薬ホールディングス）社長
- 秋元正博 - 1980年レークプラシッドオリンピックスキージャンプ70メートル級4位
- 川端隆普美 - 1980年レークプラシッドオリンピックスキージャンプ代表、全日本学生スキー選手権3年連続優勝
- 沢田久喜 - 1966年ノルディックスキー世界選手権代表、1970年ノルディックスキー世界選手権代表、雪印乳業監督
- 児玉和興 - 1988年カルガリーオリンピックノルディックスキー複合複合代表、1991世界選手権（ヴァル・ディ・フィエンメ）団体銅メダリスト
- 工藤哲史 - 1988年カルガリーオリンピックエアリアル代表、日本フリースタイルスキーのパイオニア、実業家
- 三ヶ田礼一 - 1992年アルベールビルオリンピックノルディックスキー複合団体金メダリスト
- 西方仁也 - 1994年リレハンメルオリンピックスキージャンプ団体銀メダリスト、「ヒノマルソウル〜舞台裏の英雄たち〜」主役のモデル
- 渡部剛弘 - 2018年平昌オリンピックノルディックスキー複合代表
- 丸山希 - 全日本学生スキー選手権大会優勝

#### アイスホッケー
- 冨田正一 - 国際アイスホッケー連盟副会長、日本アイスホッケー連盟会長、アジアリーグチェアマン、国際アイスホッケー連盟殿堂
- 佐藤雅俊 - 雪印メグミルク代表取締役社長、日本アイスホッケーリーグ1985ROTY
- 星野好男 - 日本代表主将・監督、埼玉西武ライオンズ（プロ野球）社長
- 荒城啓介 - 東北フリーブレイズ社長・GM・監督兼任選手、元HC日光アイスバックス社長兼任選手、中国代表・チャイナドラゴン監督
- 飯村喜則 - 日本代表、日光アイスバックスGM、日本製紙クレインズ
- 岩崎伸一 - 日本代表、1998年長野オリンピック代表、SEIBUプリンス ラビッツ監督
- 高木英克 - 日本代表、王子製紙（レッドイーグルス北海道）監督
- 村上裕幸 - 日本代表、チェコ・エクストラリーグ
- 外崎潤 - 日本代表、日本製紙クレインズ
- 大津晃介 - 日本製紙クレインズ
- 池田涼希 - 横浜GRITS
- 三浦大輝 - 横浜GRITS

#### 陸上
- 加賀一郎 - 1920年アントワープオリンピックの陸上競技100メートル競走・200メートル競走代表、ベルリンオリンピック日本選手団役員、日本陸上競技選手権大会優勝
- 八島健三 - 1920年アントワープオリンピックマラソン代表
- 永谷寿一 - 1928年アムステルダムオリンピックにマラソン代表、日本陸上競技選手権大会5000m・10000m優勝
- 山口六郎次 - 大日本体育協会常務理事、全日本陸上競技連盟常務理事、衆議院議員、箱根駅伝ランナー
- 南昇竜 - ベルリンオリンピック走高跳銅メダリスト
- 権泰夏（法学部、南カリフォルニア大学） - 1932年ロサンゼルスオリンピック男子マラソン7位、韓国陸上競技連盟会長
- 谷三三五 - 1924年パリオリンピック代表、日本陸上競技選手権大会男子100m三連覇
- 長尾雄治 - 1932年ロサンゼルスオリンピック男子ハンマー投げ代表
- 古山一郎 - 1928年アムステルダムオリンピック男子円盤投げ代表
- 落合正義 - 日本陸上競技選手権大会ハンマー投優勝、1932年ロサンゼルスオリンピック日本代表
- 朝隈善郎 - 日本陸上競技連盟副会長、1936年ベルリンオリンピック走高跳6位、1935年非公認世界記録樹立
- 富江利直 - 1936年ベルリンオリンピック800m・1500m代表
- 安田寛一 - 1964年東京オリンピック出場、日本陸上競技選手権大会男子110mハードル優勝7回
- 園原健弘 - 1992年バルセロナオリンピック20キロ競歩代表、30,000m競歩及び2時間競歩の日本記録保持者、日本陸上競技選手権大会優勝、実業家
- 岡澤吉夫 - 関東学生陸上競技対校選手権大会優勝、全日本スキー連盟理事
- 石川卓哉 - 第78回日本学生陸上競技対校選手権大会5000m3位（日本人学生最高位）、中国電力所属
- 岡本直己 - 中国電力陸上競技部
- 中川智春 - 日本選手権5000m6位
- 菊地賢人 - 全日本実業団ハーフマラソン2位（日本歴代3位）、第98回日本陸上競技選手権大会3位
- 鎧坂哲哉 - 世界大学クロスカントリー選手権10km優勝
- 廣瀬大貴 - 日本陸上競技選手権大会準優勝、アジア陸上競技選手権大会4位
- 八木沢元樹 - 日本ジュニア陸上競技選手権大会2位
- 横手健 - 全日本大学駅伝対校選手権大会MVP
- 大六野秀畝 - 九州実業団対抗毎日駅伝大会団体優勝・区間賞
- 有村優樹 - 長距離選手、旭化成
- 木村慎 - 熊本城マラソン優勝
- 山口洋司 - 第15回福岡国際クロスカントリー大会10000m優勝、第46回東日本実業団対抗駅伝5区区間新記録
- 河村一輝 - 1500メートル競走日本記録保持者
- 高山峻野（法中退） - 110mハードル日本記録保持者、2019年世界選手権ドーハ大会代表、2020東京オリンピック代表
- 阿部弘輝 - 箱根駅伝7区区間記録保持者
- 野田明宏 - 第107回日本陸上競技選手権大会優勝
- 濱西諒 - 2024年パリオリンピック20km競歩代表、5000メートル競歩日本記録保持者

#### 水泳
- 鶴田義行 - 日本人初のオリンピック連覇者（1928年アムステルダムオリンピック・1932年ロサンゼルスオリンピック金メダリスト）、国際水泳殿堂、愛媛新聞東京支社長・監査役
- 林務 - 日本オリンピック委員会副会長、日本水泳連盟副会長、ドーハ・アジア大会日本選手団長、2004年アテネオリンピック日本選手団副団長
- 設楽義信 - 日本水泳連盟常務理事、モスクワオリンピック200mバタフライ代表、元日本記録保持者
- 鈴木傳明 - 俳優、水泳部主将、1921極東選手権競技大会優勝
- 大野元美 - 川口市長
- 佐田徳平 - 1928年アムステルダムオリンピック水泳800m自由形リレー銀メダリスト
- 馬渡勇喜 - 1928年アムステルダムオリンピック競泳日本代表
- 石原田愿 - 1932年ロサンゼルスオリンピック男子1500m自由形4位、1936年ベルリンオリンピック男子1500m自由形4位
- 大横田勉 - 1932年ロサンゼルスオリンピック400メートル自由形銅メダリスト
- 河津憲太郎 - 1932年ロサンゼルスオリンピック100メートル背泳ぎ銅メダリスト
- 伊藤三郎 - 1936年ベルリンオリンピック男子200m平泳ぎ5位
- 小野田一雄 - 1924年パリオリンピック男子200m自由形リレー4位
- 大隅潔 - 1964年東京オリンピック男子200m背泳ぎ9位、スポーツニッポン常務取締役・西部本社代表、スポニチクリエイツ代表
- 高橋英利 - 1982年アジア競技大会200m背泳ぎ金メダリスト
- 秋山里奈 - 2012年ロンドンパラリンピック金メダリスト、2004年アテネパラリンピック銀メダリスト
- 佐野秀匡 - 2010日本短水路選手権男子200mバタフライ・200m個人メドレー日本新記録
- 伊藤真 - 2009日本短水路選手権50m・100m自由形日本新記録、ミズノ所属
- 平井健太 - 世界ジュニア選手権200mバタフライ優勝
- 松元克央 - 2019年世界水泳選手権200m自由形銀メダリスト、2020年東京オリンピック日本代表
- 水口知保 - 2022年世界水泳選手権日本代表
- 成田実生 - 2024年パリオリンピック女子400メートル個人メドレー6位
- 松山陸 - 2024年パリオリンピック日本代表

#### その他ウォータースポーツ
- 能勢一男 - 1928年アムステルダムオリンピックボート競技主将
- 生江哲太郎 - 1932年ロサンゼルスオリンピック飛板飛込8位、日本水泳連盟理事
- 佐藤素子 - プロウインドサーファー、日本選手権6連覇、レディスランキング1位（1998〜）、ワールドカップ日本人初優勝、JPWA理事
- 須長由季 - 2020年東京オリンピックウインドサーフィン12位、2012年ロンドンオリンピック代表
- 足立美穂 - 2004年アテネオリンピックカヌー代表（日本女子初決勝進出）、文部大臣杯3冠獲得
- 冨田千愛 - 2020年東京オリンピック10位、2016年リオデジャネイロオリンピック12位、東京大学大学院教育研究科研究員
- 鈴木一也 - オーシャンアスリート
- 池田健星 - ウィンドサーファー

#### 柔道
- 肥田春充 - 思想家、著述家、体育家、肥田式強健術創始者、明大柔道部創設・初代キャプテン
- 難波清人 - 衆議院議員（立憲政友会）、中外商業新報（現日本経済新聞）経済市場部長、金川中学校理事長
- 新免純武 - 全日本柔道連盟理事、1928年アムステルダムオリンピックレスリング代表、9段位
- 牧野政信 - 東京学生連合会監督、講道館8段
- 姿節雄 - 全日本柔道連盟常任理事・顧問
- 古賀愛人 – 明柔クラブ監督、テレビ西日本（TNC）社長、日本民間放送連盟副会長・顧問
- 浜野正平 - 大阪柔道連盟会長、日本柔道選士権大会優勝
- 曽根康治 - 世界柔道選手権優勝、日本スポーツ賞大賞、明大監督
- 山舗公義 - 全日本選手権準優勝、世界選手権銅メダリスト
- 辛道煥 - 新韓民主党総裁、大韓柔道会長、汎太平洋柔道連盟会長
- ベン・ナイトホース・キャンベル - 東京オリンピックアメリカ柔道代表主将、アメリカ上院・下院議員
- 神永昭夫 - 日本代表監督、明大柔道部監督、1964年東京オリンピック銀メダリスト (無差別級)、新日本製鐵プラント事業部長等
- 関勝治 - 全日本実業柔道連盟監事、全日本学生柔道優勝大会4連覇、JRA参与・柔道部監督
- 中谷雄英 - 東京オリンピック金メダリスト、全日本柔道連盟理事、藍綬褒章
- 山本裕洋 - 全日本実業柔道連盟副理事長、西日本実業柔道連盟理事長、旭化成柔道部監督・部長
- 須磨周司 - 世界柔道選手権優勝
- 篠巻政利 - 世界柔道選手権連覇、全日本柔道選手権優勝、1972年ミュンヘンオリンピック代表・日本選手団旗手
- 川口孝夫 - 1972年ミュンヘンオリンピック柔道金メダリスト、国際柔道連盟審判委員会委員
- 河原月夫 - 1980年モスクワオリンピック日本代表（不参加）、全日本選抜柔道体重別選手権大会優勝、環太平洋柔道選手権大会優勝
- 上村春樹 - 全日本柔道連盟会長、講道館館長、2012年ロンドンオリンピック日本選手団団長、北京オリンピック日本選手団総監督、1976年モントリオールオリンピック金メダリスト、旭化成ホームプロダクツ副社長
- 加瀬次郎 - 1981年世界柔道選手権大会準優勝
- 原吉実 - 明大柔道部監督、グランドスラム・パリ優勝、会社役員
- 藤原敬生 - 明大柔道部監督、太平洋選手権優勝、実業団体（新日鉄）6連覇、国体（東京代表）4回優勝
- 小川直也 - プロレスラー、1992年バルセロナオリンピック銀メダリスト、世界柔道選手権優勝（4回）、全日本柔道選手権大会優勝（5回）、小川道場代表
- 石田輝也 - アジア柔道選手権大会優勝、全日本実業柔道個人選手権大会優勝
- 吉田秀彦 - 明大柔道部監督、1992年バルセロナオリンピック金メダリスト、『吉田道場』代表、パーク24柔道部監督
- 秀島大介 - 世界柔道選手権大会優勝、嘉納治五郎杯優勝、東アジア競技大会優勝、全日本選抜柔道体重別選手権大会優勝
- 園田隆二 - 全日本女子監督、世界柔道選手権大会優勝
- 阿武教子 - 2004年アテネオリンピック金メダリスト
- 猿渡琢海 - 明大柔道部監督、アジア柔道選手権大会優勝
- 棟田康幸 - 2003年世界柔道選手権大会優勝、2007年世界柔道選手権大会優勝
- 早川憲幸 - コロンビア柔道ナショナルチーム監督
- 泉浩 - 2004年アテネオリンピック銀メダリスト
- 井上智和 - アジア柔道選手権大会優勝
- 上川大樹 - 2010年世界柔道選手権大会優勝、2011全日本選抜柔道体重別選手権大会1位
- 海老沼匡 - 2012年ロンドンオリンピック銅メダリスト、2016年リオデジャネイロオリンピック銅メダリスト、世界柔道選手権大会優勝、グランドスラム優勝
- 六郷雄平 - 東アジア柔道選手権大会優勝
- 上田轄麻 - グランプリ・ブダペスト2位、全日本学生柔道体重別選手権大会優勝
- 橋口祐葵 - 2013年世界ジュニア柔道選手権大会優勝、グランドスラム・東京20162位
- 小川雄勢 - グランドスラム・東京2017優勝
- 田中源大 - 世界ジュニア柔道選手権大会団体金・個人銀
- 増山香補 - グランドスラム・バクー2021優勝、2022全日本選抜柔道体重別選手権大会優勝
- 森健心 - 2023講道館杯全日本柔道体重別選手権大会優勝
- 徳持英隼 - 2024講道館杯全日本柔道体重別選手権大会優勝
- 関本賢太 -  グランドスラム・東京2024個人銀、2023講道館杯全日本柔道体重別選手権大会準優勝

#### 相撲
- 栃乃和歌清隆 - 年寄・春日野、日本相撲協会理事
- 栃乃花仁 - 年寄・二十山
- 武雄山喬義 - 年寄・山分
- 玉力道栄来 - 年寄・松ヶ根
- 雅山哲士 - 年寄・二子山、日本相撲協会元評議員

#### レスリング
- 伊集院浩 - 日本アマチュア・レスリング協会設立メンバー・理事
- 大仁田厚 - プロレスラー、FMW代表、元参議院議員、長崎県知事選出馬、タレント
- 拳王 (プロレスラー) - プロレスラー、全日本拳法総合選手権史上最年少優勝、日本拳法フランス世界大会優勝、全日本学生拳法個人選手権大会2連覇
- KENSO (プロレスラー) - プロレスラー 、テレビプロデューサー
- サンダー杉山 - プロレスラー、レスリング全日本選手権優勝、実業家、タレント
- 坂口征二 - プロレスラー、全日本柔道選手権優勝、新日本プロレス相談役
- 澤田敦士 -  プロレスラー、小川道場、日本ジュニア柔道体重別選手権大会優勝、我孫子市議会議員
- 森田武雄 - レスリング世界選手権優勝
- 新免純武 - 1928年アムステルダムオリンピック代表、全日本柔道連盟理事
- 笠原茂 - 1956年メルボルンオリンピックレスリングフリースタイルライト級銀メダリスト
- 宗村宗二 - 1968年メキシコシティーオリンピックグレコローマンライト級金メダリスト
- タイガー服部 - プロレスの元レフェリー、レスリング世界選手権優勝、全日本レスリング選手権大会優勝
- 柳田英明 - 1972年ミュンヘンオリンピックフリー57キログラム級金メダリスト
- 和田喜久夫 - 1972年ミュンヘンオリンピックフリー68キログラム級銀メダリスト、日本レスリング協会役員
- マサ斎藤 - プロレスラー、1964年東京オリンピック代表、レスリング全日本選手権優勝
- 鈴木健想 - プロレスラー、元東海テレビ社員
- 美月凛音 - プロレスラー、元ホスト、俳優、宅地建物取引士
- 安西信昌 - プロレスラー、アジア大会5位、ミドル級キング・オブ・パンクラシスト

#### ボクシング
- 米倉健志 - 元プロボクサー、全日本ボクシング協会会長、1956年メルボルンオリンピック

フライ級日本代表、OBF（現OPBF）東洋バンタム級王者
- 三迫仁志 - 元プロボクサー、全日本ボクシング協会会長、OBF東洋フライ級王者
- 臼田金太郎 - 1928年アムステルダムオリンピックウェルター級日本代表、日本アマチュアボクシング連盟設立に尽力
- 平林愛国 - 1932年ロサンゼルスオリンピック男子ウエルター級代表
- 黄乙秀 - 1932年ロサンゼルスオリンピック日本代表、功勲称号
- 永松英吉 - 1936年ベルリンオリンピックライト級日本代表、1972年ミュンヘンオリンピック監督
- 鈴木信一朗 - 1956年メルボルンオリンピックボクシング男子フェザー級代表
- 中村哲明 - 1968年メキシコシティーオリンピック男子フライ級ベスト8
- 菊池弘泰 - 日本ボクシングコミッション初代事務局長
- 田中敏朗 - 元プロボクサー、全日本パブリックボクシングジム会長、全日本アマチュアボクシング選手権大会優勝
- 中島俊一 - 元プロボクサー、日本ジュニアバンタム級王者
- 三澤照夫 - 元プロボクサー、日本ミニマム級王者
- 石井一太郎 - 元プロボクサー、OPBF東洋太平洋ライト級王者
- 岡田博喜（中退） - プロボクサー、日本スーパーライト級王者
- 尾川堅一 - プロボクサー、日本スーパーフェザー級王者
- 酒井孝之 - プロボクサー、在学時ボクシング部主将
- 鈴木悠介 - 元プロボクサー、日本バンタム級王者
- 関島優作 - 元プロボクサー、2018年度全日本スーパーフェザー級新人王
- 竹中良 - 元プロボクサー、第46代OPBF東洋太平洋フェザー級王者

#### フェンシング
- 中嶋英一 - 日本フェンシング協会会長
- 三上隆彦 - 日本フェンシング協会理事長、洋画家（日輝会美術協会創設）
- 千葉卓朗 - 日本フェンシング協会理事長、全日本選手権フルーレ優勝、宮城県本吉町長

#### その他武道・格闘技
- 初見良昭 - 武道家、戸隠流忍術三十四代目継承者、日本文芸家クラブ副理事長
- 稲葉稔 - 武道家、思想家、明治神宮武道場・至誠館館長
- 内村良一 - 剣道家（錬士六段）、全日本剣道選手権大会優勝 3回、全国警察剣道選手権大会（個人） 2連覇、日本スポーツ賞受賞（競技団体別最優秀賞）
- 小林保雄 - 合気道家（合気会八段）、明大合気道部創設、武道功労者表彰、ハンガリー国家功労賞、120以上の道場を統括
- 清水健二 - 合気道家、天道流合気道天道館管長
- 野口弘行 - 合気道家、明大理工学部教授
- 大山泰彦 - 空手家（九段）、国際大山空手道連盟最高師範
- 渡口政吉 – 剛柔流尚礼館創設
- 岩崎達也 - 空手家、全日本ウェイト制空手道選手権大会優勝（2回）、沖縄古伝空手剛毅會主宰
- 宮崎直人 - 総合格闘家
- 宮澤元樹 - 総合格闘家、和術慧舟會東京本部所属
- 稲垣克臣 - 元総合格闘家、パンクラス稲垣組代表
- 野口修 - キックボクシング創始者（世界キックボクシング協会（WKBA）・日本キックボクシング協会設立）
- 藤原正起 - 全日本学生キックボクシング連盟バンタム級王者、全日本キックボクシング連盟バンタム級王者・最優秀選手賞

#### 競輪・自転車競技・トライアスロン
- 中山俊行 - 2020年東京オリンピック監督、トライアスロン初代全日本ナショナルチーム監督、元明治大学自転車部監督、トライアスロン日本人プロ第1号
- 吉井功治 - 全日本自転車競技選手権大会ポイントレース優勝、スペインW杯2位
- 太刀川麻也 - 全日本自転車競技選手権大会500mタイムトライアル・スプリント優勝、アジア競技大会スプリント準優勝、世界選手権自転車競技大会・B スプリント準優勝
- 黒岩信允 - ロードレース 選手、VAX RACING
- 石井寛子 - 女子競輪選手、全日本自転車競技選手権大会ポイントレース優勝、第29回アジア自転車競技選手権大会ケイリン準優勝
- 市村和昭 - 元競輪選手、元スピードスケート選
- 篠崎新純 - 女子競輪選手、全日本アマチュア自転車競技選手権大会500mタイムトライアル&スプリント優勝
- 渡邉大吾 - 元競輪選手、元ラグビー部選手
- 西山圭二 - 競輪選手、元野球部選手
- 牛山貴広 - 競輪選手、元スピードスケート選手
- 飯山泰行 - 競輪選手、元スピードスケート選手
- 小原唯志 - 競輪選手、元スピードスケート選手
- 杉森輝大 - 競輪選手、元スピードスケート選手
- 守澤太志（商学部中退）- 競輪選手

#### 競馬・馬術
- 中野隆良 - 日本中央競馬会(JRA) の元調教師
- 久保田貴士 - 日本中央競馬会 (JRA) の調教師、明大在学中に全日本学生馬術選手権3連覇、調教師
- 松山将樹 - 日本中央競馬会(JRA) の調教師
- 北原広之 - 2020年東京オリンピック代表、全日本馬場馬術大会3連覇、世界馬術選手権出場、アジア競技大会準優勝
- 大岩義明 -2024年パリオリンピック総合馬術団体銅メダリスト（オリンピック総合馬術5大会連続出場）、2018年アジア競技大会金メダリスト
- 福島大輔 - 2020年東京オリンピック6位、2016年リオデジャネイロオリンピック代表
- 池添学 - 日本中央競馬会(JRA) の調教師
- 高柳瑞樹 -  日本中央競馬会 (JRA)の調教師
- 高橋正直 - 2016年リオデジャネイロオリンピック代表、2018世界馬術選手権代表、2018年アジア競技大会団体優勝
- 戸本一真 - 2024年パリオリンピック総合馬術団体銅メダリスト、2020年東京オリンピック代表
- 林伸伍 - 2020年東京オリンピック代表、2014･2016･2018全日本馬場馬術大会優勝
- 北島隆三 - 2024年パリオリンピック総合馬術団体銅メダリスト（オリンピック総合馬術3大会連続出場）

#### 射撃
- 師尾源蔵 - 日本の射撃競技の創始者、日本ライフル射撃協会創設・名誉会長
- 安斎実 - 日本ライフル射撃協会理事長・名誉会長、JOC名誉委員、日本代表監督（オリンピック6回出場）
- 許斐氏利 - 日本クレー射撃協会会長
- 猪熊幸夫 - 1952年ヘルシンキオリンピック・1956年メルボルンオリンピック・1960年ローマオリンピック出場
- 石井孝郎 - 1960年ローマオリンピック・1964年東京オリンピック出場、1962年アジア競技大会・金メダリスト
- 林崎昭裕 - 1964年東京オリンピック・男子スモール・ボア・ライフル伏射6位
- 柳田勝 - 1992年バルセロナオリンピック･1996年アトランタオリンピック･2000年シドニーオリンピック･2004年アテネオリンピック･2008年北京オリンピックの各ライフル射撃代表
- 岩城真美 - 1996年アトランタオリンピックライフル射撃代表
- 野畑美咲 - 2024年パリオリンピック代表

#### 登山・冒険家
- 北畠義郎 - 明大山岳部創設者、華族（男爵）、鉄道省官僚
- 植村直己（農学部） - 登山家・冒険家、世界初の五大陸最高峰登頂者（エベレスト以外は単独登頂）、国民栄誉賞受賞者
- 根深誠 - 冒険家、紀行文学作家、ヒマラヤ未踏峰6座に初登頂、白神山地世界遺産登録の立役者、JTB紀行文学大賞
- 髙橋大輔 - 探検家、作家、王立地理学会（英国）フェロー会員、探検家クラブフェロー会員
- 吉沢一郎（高等部） - 世界で2番目のK2登頂隊総指揮、英国山岳会会員、電通映画社専務取締役
- 加藤慶信 - 登山家、ヒマラヤ8,000m峰14座中8座を制覇、エベレスト登頂[北稜][南東稜]、国立登山研修所講師
- 天野和明 - 登山家、8,000m峰6座登頂、第17回『国際ピオレ・ド・オール賞』日本人初受賞、読売新聞スポーツ賞、植村直己冒険賞特別賞
- 山本篤 - 登山家、エベレスト登頂[南東稜]、文部省スポーツ功労賞、読売新聞社日本スポーツ賞、国立登山研修所講師
- 三谷統一郎 - 登山家、8,000m峰6座登頂、エベレスト登頂[南東稜]
- 大西宏 - スキーによる北極点到達とエベレスト登頂[北稜][南東稜]
- 高橋和弘 – 8000m峰6座登頂、K2峰最年少登頂
- 三戸呂拓也 - 8000メートル峰1座登頂
- 谷口けい – 女性アルパインクライマー、インドカメット峰・エベレスト登頂、読売新聞日本スポーツ賞、第17回『ピオレ・ド・オール賞』（女性初）
- 田中陽希 - プロアドベンチャーレーサー、「グレートトラバース 日本百名山ひと筆書き」（NHK）シリーズ

#### その他種目
- 足立美穂 - カヌー日本代表、文部大臣杯3冠獲得、2004年アテネオリンピック代表（日本女子初決勝進出）
- 福田弘 - 東京オリンピックウェイトリフティング4位
- 瀬戸利一 - 歯科医師、元全日本極真連合会理事
- 塚原直也 - 2004年アテネオリンピック体操団体金メダリスト、全日本選手権5連覇、オリンピック3大会出場
- 二関亜由美 - 新体操 1990四大陸選手権ジュニア優勝
- 鈴木慶太 - 3x3男子日本代表、3x3日本選手権大会MVP
- ジョディ・ハーラー – 元野球部女性投手、生物医科学博士
- 庄司紘之 – フットサル日本代表候補
- 森彩奈江 – プロボウラー
- 岡部紗季子 - 体操 2007・2009ユニバーシアード代表

### その他

#### 宗教・スピリチュアル
- 高倉篤麿 - 伊勢神宮大宮司
- 葉室直躬 - 賀茂御祖神社（京都・下鴨神社）宮司
- 北畠義郎 - 霊山神社宮司
- 猪熊兼幹 - 神社庁副庁長、白鳥神社宮司、官僚
- 渡辺林太郎 - 日本救世軍指導者、日本救世団団長、日本救世軍士官学校校長
- 辻岡健象 - 牧師、伝道者、『小さないのちを守る会』創立者
- 江間俊一 - スピリチュアリスト、衆議院議員・東京市会議長
- 矢澤澄道 - 高野山真言宗僧侶、『月刊住職』編集長
- 岡本天明 - 神道家、『日月神示』審神者、画家
- 三浦芳聖 - 神風串呂主宰者
- 丸屋真也 - 牧師、臨床心理学博士、IMF設立・代表
- 木下明水 - 浄土真宗本願寺派勝明寺住職
- 福島啓充 - 創価学会副会長、検事、東京弁護士会副会長
- 河内宏之 - 元幸福の科学副理事長、アカデミー・グループ代表
- 清水ろっかん - 整体師、日本美容矯正師協会理事長

#### 観光・ツーリズム
- 森谷哲也 - 「トラベルジャーナル」（世界四大旅行業界誌）創刊、ホスピタリティツーリズム専門学校設立、「日本国際ツーリズム殿堂」創設、世界旅行博会長
- 亀田重雄 - 日本国際ツーリズム殿堂顕彰者、ジャルパック会長、日本航空専務
- 中谷健太郎 - 「ゆふいん音楽祭」「湯布院映画祭」創設、由布院温泉観光協会会長、元映画監督
- 丸谷金保 - 「十勝ワイン」開発者、「一村一品運動」の元祖
- 中丸眞治 - 桔梗屋グループ社長、「山梨県立フラワーセンター ハイジの村」代表取締役
- 笠原盛泰 - 地方創生プロデューサー、「ご当地グルメでまちおこし団体連絡協議会」（B-1グランプリ主催）副会長
- 中村裕 - ホスピタリティ ツーリズム専門学校校長、日本ホテル協会会長
- 玉井信光 - 「ムーミンバレーパーク・メッツァビレッジ」創設
- 目黒正武 - 世界遺産アカデミー・世界遺産検定事務局主任研究員
- 増淵敏之 - コンテンツツーリズム学会会長、文化経済学会理事長
- 志村康洋 - 日本ホテル協会会長
- 大石崇徳 - エボラブルアジア創業、エアトリ会長
- 斎藤茂太 - 「日本旅行作家協会」創立会長
- 今尾恵介 - 「日本鉄道旅行地図帳」シリーズ監修者、地図研究家、エッセイスト
- 千厩ともゑ - 旅行作家、編集者
- 辻原康夫 - 観光・地理研究家、情報編纂シンクタンク「見聞録」主宰、流通経済大学教授
- 大澤信陽 - 旅行写真家、「Universal MaaS Community」（UMC）主宰
- 鈴木正行 - 旅行家
- とまこ - 旅行作家、ドローンアーティスト
- ひろき - 鉄道系YouTuber、株式会社レイルズ代表

#### 食文化
- 吉田菊次郎 - パティシエ、ブールミッシュ創業者
- 天江富弥 - 「炉端焼き」創始者、児童文化研究指導者（日本初の児童文学専門誌「おてんとさん」創刊）、「こけし」紹介者
- 江頭匡一 - ロイヤルホールディングスグループ創業者
- 石本省吾 - 石本酒造社長、地酒ブームの先駆け・「越乃寒梅」の生みの親
- 今田美穂 - 杜氏、BBC『100人の女性』
- 曽我彰彦 - 小布施ワイナリーオーナー、『ウスケボーイズ 日本ワインの革命児たち』のモデル
- 藤田三郎 - 全国農業協同組合中央会（JA全中）会長
- 山田司朗 - Far Yeast Brewing創業者
- 安澤英雄 - オリジン東秀創業者
- 丹道夫 - ダイタングループ創業者、名代富士そば創業者、作詞家
- 伊藤信吾 - 男前豆腐創業者
- 田中敏弘 - 鮮ど市場代表取締役、九州アジアリーグ創設・代表理事
- 天野秀二 - フルーツ評論家、ギャラリー新宿高野支配人
- 勝見地映子 - 食文化プロデューサー、実業家
- 藤井一雄 - 日本柑橘輸入組合理事長、農事功労章
- 東福洋 - 料理雑誌編集者、幻洋社創業者
- 塚谷泰生 - ユーロコミッティ代表取締役
- 村井洋 - 永谷園取締役研究部長、お茶漬け海苔関連開発者
- 菅野芳秀 - 農業家、著述家、活動家
- 水野仁輔 - カレー研究家、「東京カリ〜番長」結成
- 枝元なほみ - 料理研究家、NPO法人「ビッグイシュー基金」理事
- 井上こん（中退） - フードライター、うどん研究家
- AKINO LEE - カレー研究家、音楽プロデューサー
- 柏木菜々 - グルメライター
- 斉藤アリス - 「Hanako ラボ」所長、カフェライター
- Genの炊事場 - YouTuber
- SUSURU（中退） - ラーメンYouTuber

#### NPO・NGO
- 坪井眞里 - NPOバンク東京コミュニティパワーバンク理事長
- 多田千尋 - NPO法人日本グッド・トイ委員会理事長、芸術教育研究所創設、東京おもちゃ美術館創設、高齢者アクティビティ開発センター代表
- 長坂寿久 - NPO法人ファミリーハウス理事長、元JETRO、拓殖大学国際学部教授
- 木下秀雄 - NPO法人日本ネイリスト協会副理事長
- 安藤哲也 - NPO法人ファザーリング・ジャパン設立、イクメン・ブームの火付け役
- 高橋亮平 - NPO法人Rights代表理事、中央大学特任准教授
- 新井裕 - エコロジスト、NPO法人むさしの里山研究会設立
- 大住力 - 公益社団法人難病の子どもとその家族へ夢を代表理事、ソコリキ教育研究所所長、ハウステンボス顧問
- 青砥恭 - NPO法人さいたまユースサポートネット代表理事

#### 労働
- 笹森清（中退） - 日本労働組合総連合会会長、全国電力関連産業労働組合総連合会長、内閣特別顧問
- 塩路一郎（二部法学部、ハーバード・ビジネス・スクール） - 自動車総連結成・初代会長、自動車労連会長、ILO（国際労働機関）理事
- 土橋一吉 - 全官公労協初代議長、全逓信労働組合（現日本郵政公社労働組合）初代委員長
- 富塚三夫 - 日本労働組合総評議会事務局長
- 若森資朗 - パルシステム生活協同組合連合会会長

#### その他
- 丸山邦雄 - 「満州 奇跡の脱出」主人公のモデル
- 小林照彦 - 太平洋戦争（大東亜戦争）エース・パイロット
- 小宮輝之（農学部） - 日本動物園水族館協会会長、恩賜上野動物園園長
- 木下唯志 - 木下サーカス社長
- 宗像隆幸 - アムネスティ・インターナショナル日本支部理事、アジア安保フォーラム幹事
- 関忠志 - ボーイスカウト日本連盟総主事、日本ユネスコ協会連盟事務局長
- 佐竹音次郎 - 社会福祉活動家、医師
- 丸山浩路 - 手話通訳者、カウンセラー
- 高倉健 (実業家) - ナチュラル・オーガニックアイテム開発者
- 竹内正昭 - BIKE&HIKE創業者、作家
- 新井直之 - バトラー、作家、コンサルタント
- 福田聡 - 競技麻雀雀士
- 堀口茉純 - 著述家、文化人タレント
- 笹野美妃恵 - プロデューサー、実業家、ミス・インターナショナルファイナリスト
- 外山晴菜 - 振付師、ワンポーズクリエイター、ダンサー
- 青木健 - メモリースポーツ日本チャンピオン、日本メモリースポーツ協会会長、世界記憶力グランドマスター
- アイビー茜 - 占星術師、ライター
- 小新井涼 - アニメメディアプランナー、コメンテーター、文化人タレント
- 坂梨亜里咲 - 起業家、元《TiaraGirl》
- 関口舞 - IT起業家、プロデューサー、小説家
- 松岡宗嗣 - ライター、講師、デザイナー
- ヴァネッサ・パン - 事業家、女優
- 横川楓 - 経済評論家、文化人タレント
- 中村朝紗子 - プロデューサー、コラムニスト
- 土屋炎伽 - チアリーダー、2019ミス・ジャパングランプリ
- おるたなChannel（ないとー：法学部、渋谷ジャパン：政治経済学部） - YouTuber
- 木崎駿也 - 研究者、YouTuber
- 鍜治慶亘 - 研究者、クリエイター
- 高橋佑規 - チュニジア在住タレント
- 森望 - アートディレクター、モデル
- 絵夢アリス - バーチャルライバー、ファッションデザイナー、書道家
- 木村偉織 - レーシングドライバー
- 松浦未唯 - 元子役、《Mrs．SAMM》
- 孫基禎（専門部法科） - 1936年ベルリンオ五輪マラソン金メダリスト、韓国陸上連盟会長

## 名誉博士
- エドウィン・O・ライシャワー - 駐日アメリカ合衆国大使、ハーバード大学日本研究所所長
- ミハイル・ゴルバチョフ - ノーベル平和賞受賞者、初代ソビエト連邦大統領
- レフ・ヴァウェンサ - ノーベル平和賞受賞者、第2代ポーランド共和国大統領
- アントニオ・グテーレス - 第9代国際連合事務総長、第7代社会主義インターナショナル議長、欧州理事会議長、第114代ポルトガル首相
- シモーヌ・ヴェイユ - 第16代欧州議会議長（女性初の議長）
- レオポール・セダール・サンゴール - アフリカ統一機構議長、初代セネガル共和国大統領
- アブドゥ・ディウフ - 第30代アフリカ統一機構議長、第2代セネガル共和国大統領
- ジャン・クレティエン – 第26代カナダ首相
- マハティール・ビン・モハマド - 第4代・第7代マレーシア首相、医師、ルックイースト政策
- アブドラ・バダウィ - 第5代マレーシア首相
- フィン・キドランド - ノーベル経済学賞受賞者、カリフォルニア大学サンタバーバラ校教授
- ロナルド・ドーア – ロンドン大学名誉教授
- ジュディス・バトラー - カリフォルニア大学バークレー校教授
- 夏徳仁 - 東北財経大学校長、大連市長

## 関連書籍
- 明治大学史資料センター 『明治大学小史―人物編』 学文社、2011年　ISBN 978-4-7620-2217-3